# Дамин гамбит
Овај чланак користи алгебарску шаховску нотацију како би се описали шаховски потези.
Дамин гамбит је једно од најпопуларнијих и најпознатијих шаховских отварања. Почиње потезима: 1. д4 д5 2. ц4.

## Историја
Отварање је први пут описао Луис Рамирез де Лусена у свом делу “Repetición de Amores y Arte de Ajedrez con ci Iuegos de Partido”, објављеном 1497. године у Саламанци. Ово отварање се помиње и у Гетингенском рукопису.
Све до половине 19. века се ретко играло, јер се сматрало превише мирним и затвореним за тадашњи стил. Након партије Стаунтон - Сeн Аман(1843) и Бечког турнира 1873. године, отварање добија на популарности. Свој врхунац достиже 20-тих и 30-тих година 20. века. У мечу Аљехин-Капабланка 1927. године, 32 од 34 партије игране су у Дамином гамбиту.
Данас се не игра толико често, због све веће промоције Индијске одбране(1. д4 Сф6).

## Карактеристике
Дамин гамбит карактерише рана жртва пешака ради бољег ослобађања фигура и боље контроле у центру. Ово отварање се и не може баш назвати гамбитом, јер препуштени ц-пешак се може лако вратити након неколико потеза. Сматра се да је по црног најбоље да не узима тог пешака, већ да одржава позицију у центру играјући е6, ц6, Сф6 или Сц6.
Преко даминог гамбита може се доћи до позиција из Нимцоиндијске одбране.

## Варијанте
```
1. Дамин гамбит одбијени(1. д4 д5 2. ц4 е6)
```

Ово је најпопуларнија варијанта Даминог гамбита. Ова варијанта се сматра најбољом варијантом Даминог гамбита по црног играча. Црни одржава позицију у центру и ослобађа свог црнопољног ловца. Главна линија достиже 9 потеза(1. д4 д5 2. ц4 е6 3. Сц3 Сф6 4. Лг5 Ле7 5. Сф3 Сбд7 6. е3 0-0 7. Лд3 д:ц4 8. Л:ц4 б6 9. 0-0 Лб7) и мала предност се даје белом, јер има бољу контролу у центру.
Из ове варијанте се може доћи и до варијанте познате под именом Тарашева одбрана(1. д4 д5 2. ц4 е6 3. Сф3 Сф6 4. Сц3 ц5).
|   | a | b | c | d | e | f | g | h |   |
| 8 | a8 black rook · b8 black knight · c8 black bishop · d8 black queen · e8 black king · f8 black bishop · g8 black knight · h8 black rook · a7 black pawn · b7 black pawn · c7 black pawn · f7 black pawn · g7 black pawn · h7 black pawn · e6 black pawn · d5 black pawn · c4 white pawn · d4 white pawn · a2 white pawn · b2 white pawn · e2 white pawn · f2 white pawn · g2 white pawn · h2 white pawn · a1 white rook · b1 white knight · c1 white bishop · d1 white queen · e1 white king · f1 white bishop · g1 white knight · h1 white rook | a8 black rook · b8 black knight · c8 black bishop · d8 black queen · e8 black king · f8 black bishop · g8 black knight · h8 black rook · a7 black pawn · b7 black pawn · c7 black pawn · f7 black pawn · g7 black pawn · h7 black pawn · e6 black pawn · d5 black pawn · c4 white pawn · d4 white pawn · a2 white pawn · b2 white pawn · e2 white pawn · f2 white pawn · g2 white pawn · h2 white pawn · a1 white rook · b1 white knight · c1 white bishop · d1 white queen · e1 white king · f1 white bishop · g1 white knight · h1 white rook | a8 black rook · b8 black knight · c8 black bishop · d8 black queen · e8 black king · f8 black bishop · g8 black knight · h8 black rook · a7 black pawn · b7 black pawn · c7 black pawn · f7 black pawn · g7 black pawn · h7 black pawn · e6 black pawn · d5 black pawn · c4 white pawn · d4 white pawn · a2 white pawn · b2 white pawn · e2 white pawn · f2 white pawn · g2 white pawn · h2 white pawn · a1 white rook · b1 white knight · c1 white bishop · d1 white queen · e1 white king · f1 white bishop · g1 white knight · h1 white rook | a8 black rook · b8 black knight · c8 black bishop · d8 black queen · e8 black king · f8 black bishop · g8 black knight · h8 black rook · a7 black pawn · b7 black pawn · c7 black pawn · f7 black pawn · g7 black pawn · h7 black pawn · e6 black pawn · d5 black pawn · c4 white pawn · d4 white pawn · a2 white pawn · b2 white pawn · e2 white pawn · f2 white pawn · g2 white pawn · h2 white pawn · a1 white rook · b1 white knight · c1 white bishop · d1 white queen · e1 white king · f1 white bishop · g1 white knight · h1 white rook | a8 black rook · b8 black knight · c8 black bishop · d8 black queen · e8 black king · f8 black bishop · g8 black knight · h8 black rook · a7 black pawn · b7 black pawn · c7 black pawn · f7 black pawn · g7 black pawn · h7 black pawn · e6 black pawn · d5 black pawn · c4 white pawn · d4 white pawn · a2 white pawn · b2 white pawn · e2 white pawn · f2 white pawn · g2 white pawn · h2 white pawn · a1 white rook · b1 white knight · c1 white bishop · d1 white queen · e1 white king · f1 white bishop · g1 white knight · h1 white rook | a8 black rook · b8 black knight · c8 black bishop · d8 black queen · e8 black king · f8 black bishop · g8 black knight · h8 black rook · a7 black pawn · b7 black pawn · c7 black pawn · f7 black pawn · g7 black pawn · h7 black pawn · e6 black pawn · d5 black pawn · c4 white pawn · d4 white pawn · a2 white pawn · b2 white pawn · e2 white pawn · f2 white pawn · g2 white pawn · h2 white pawn · a1 white rook · b1 white knight · c1 white bishop · d1 white queen · e1 white king · f1 white bishop · g1 white knight · h1 white rook | a8 black rook · b8 black knight · c8 black bishop · d8 black queen · e8 black king · f8 black bishop · g8 black knight · h8 black rook · a7 black pawn · b7 black pawn · c7 black pawn · f7 black pawn · g7 black pawn · h7 black pawn · e6 black pawn · d5 black pawn · c4 white pawn · d4 white pawn · a2 white pawn · b2 white pawn · e2 white pawn · f2 white pawn · g2 white pawn · h2 white pawn · a1 white rook · b1 white knight · c1 white bishop · d1 white queen · e1 white king · f1 white bishop · g1 white knight · h1 white rook | a8 black rook · b8 black knight · c8 black bishop · d8 black queen · e8 black king · f8 black bishop · g8 black knight · h8 black rook · a7 black pawn · b7 black pawn · c7 black pawn · f7 black pawn · g7 black pawn · h7 black pawn · e6 black pawn · d5 black pawn · c4 white pawn · d4 white pawn · a2 white pawn · b2 white pawn · e2 white pawn · f2 white pawn · g2 white pawn · h2 white pawn · a1 white rook · b1 white knight · c1 white bishop · d1 white queen · e1 white king · f1 white bishop · g1 white knight · h1 white rook | 8 |
| 7 | a8 black rook · b8 black knight · c8 black bishop · d8 black queen · e8 black king · f8 black bishop · g8 black knight · h8 black rook · a7 black pawn · b7 black pawn · c7 black pawn · f7 black pawn · g7 black pawn · h7 black pawn · e6 black pawn · d5 black pawn · c4 white pawn · d4 white pawn · a2 white pawn · b2 white pawn · e2 white pawn · f2 white pawn · g2 white pawn · h2 white pawn · a1 white rook · b1 white knight · c1 white bishop · d1 white queen · e1 white king · f1 white bishop · g1 white knight · h1 white rook | a8 black rook · b8 black knight · c8 black bishop · d8 black queen · e8 black king · f8 black bishop · g8 black knight · h8 black rook · a7 black pawn · b7 black pawn · c7 black pawn · f7 black pawn · g7 black pawn · h7 black pawn · e6 black pawn · d5 black pawn · c4 white pawn · d4 white pawn · a2 white pawn · b2 white pawn · e2 white pawn · f2 white pawn · g2 white pawn · h2 white pawn · a1 white rook · b1 white knight · c1 white bishop · d1 white queen · e1 white king · f1 white bishop · g1 white knight · h1 white rook | a8 black rook · b8 black knight · c8 black bishop · d8 black queen · e8 black king · f8 black bishop · g8 black knight · h8 black rook · a7 black pawn · b7 black pawn · c7 black pawn · f7 black pawn · g7 black pawn · h7 black pawn · e6 black pawn · d5 black pawn · c4 white pawn · d4 white pawn · a2 white pawn · b2 white pawn · e2 white pawn · f2 white pawn · g2 white pawn · h2 white pawn · a1 white rook · b1 white knight · c1 white bishop · d1 white queen · e1 white king · f1 white bishop · g1 white knight · h1 white rook | a8 black rook · b8 black knight · c8 black bishop · d8 black queen · e8 black king · f8 black bishop · g8 black knight · h8 black rook · a7 black pawn · b7 black pawn · c7 black pawn · f7 black pawn · g7 black pawn · h7 black pawn · e6 black pawn · d5 black pawn · c4 white pawn · d4 white pawn · a2 white pawn · b2 white pawn · e2 white pawn · f2 white pawn · g2 white pawn · h2 white pawn · a1 white rook · b1 white knight · c1 white bishop · d1 white queen · e1 white king · f1 white bishop · g1 white knight · h1 white rook | a8 black rook · b8 black knight · c8 black bishop · d8 black queen · e8 black king · f8 black bishop · g8 black knight · h8 black rook · a7 black pawn · b7 black pawn · c7 black pawn · f7 black pawn · g7 black pawn · h7 black pawn · e6 black pawn · d5 black pawn · c4 white pawn · d4 white pawn · a2 white pawn · b2 white pawn · e2 white pawn · f2 white pawn · g2 white pawn · h2 white pawn · a1 white rook · b1 white knight · c1 white bishop · d1 white queen · e1 white king · f1 white bishop · g1 white knight · h1 white rook | a8 black rook · b8 black knight · c8 black bishop · d8 black queen · e8 black king · f8 black bishop · g8 black knight · h8 black rook · a7 black pawn · b7 black pawn · c7 black pawn · f7 black pawn · g7 black pawn · h7 black pawn · e6 black pawn · d5 black pawn · c4 white pawn · d4 white pawn · a2 white pawn · b2 white pawn · e2 white pawn · f2 white pawn · g2 white pawn · h2 white pawn · a1 white rook · b1 white knight · c1 white bishop · d1 white queen · e1 white king · f1 white bishop · g1 white knight · h1 white rook | a8 black rook · b8 black knight · c8 black bishop · d8 black queen · e8 black king · f8 black bishop · g8 black knight · h8 black rook · a7 black pawn · b7 black pawn · c7 black pawn · f7 black pawn · g7 black pawn · h7 black pawn · e6 black pawn · d5 black pawn · c4 white pawn · d4 white pawn · a2 white pawn · b2 white pawn · e2 white pawn · f2 white pawn · g2 white pawn · h2 white pawn · a1 white rook · b1 white knight · c1 white bishop · d1 white queen · e1 white king · f1 white bishop · g1 white knight · h1 white rook | a8 black rook · b8 black knight · c8 black bishop · d8 black queen · e8 black king · f8 black bishop · g8 black knight · h8 black rook · a7 black pawn · b7 black pawn · c7 black pawn · f7 black pawn · g7 black pawn · h7 black pawn · e6 black pawn · d5 black pawn · c4 white pawn · d4 white pawn · a2 white pawn · b2 white pawn · e2 white pawn · f2 white pawn · g2 white pawn · h2 white pawn · a1 white rook · b1 white knight · c1 white bishop · d1 white queen · e1 white king · f1 white bishop · g1 white knight · h1 white rook | 7 |
| 6 | a8 black rook · b8 black knight · c8 black bishop · d8 black queen · e8 black king · f8 black bishop · g8 black knight · h8 black rook · a7 black pawn · b7 black pawn · c7 black pawn · f7 black pawn · g7 black pawn · h7 black pawn · e6 black pawn · d5 black pawn · c4 white pawn · d4 white pawn · a2 white pawn · b2 white pawn · e2 white pawn · f2 white pawn · g2 white pawn · h2 white pawn · a1 white rook · b1 white knight · c1 white bishop · d1 white queen · e1 white king · f1 white bishop · g1 white knight · h1 white rook | a8 black rook · b8 black knight · c8 black bishop · d8 black queen · e8 black king · f8 black bishop · g8 black knight · h8 black rook · a7 black pawn · b7 black pawn · c7 black pawn · f7 black pawn · g7 black pawn · h7 black pawn · e6 black pawn · d5 black pawn · c4 white pawn · d4 white pawn · a2 white pawn · b2 white pawn · e2 white pawn · f2 white pawn · g2 white pawn · h2 white pawn · a1 white rook · b1 white knight · c1 white bishop · d1 white queen · e1 white king · f1 white bishop · g1 white knight · h1 white rook | a8 black rook · b8 black knight · c8 black bishop · d8 black queen · e8 black king · f8 black bishop · g8 black knight · h8 black rook · a7 black pawn · b7 black pawn · c7 black pawn · f7 black pawn · g7 black pawn · h7 black pawn · e6 black pawn · d5 black pawn · c4 white pawn · d4 white pawn · a2 white pawn · b2 white pawn · e2 white pawn · f2 white pawn · g2 white pawn · h2 white pawn · a1 white rook · b1 white knight · c1 white bishop · d1 white queen · e1 white king · f1 white bishop · g1 white knight · h1 white rook | a8 black rook · b8 black knight · c8 black bishop · d8 black queen · e8 black king · f8 black bishop · g8 black knight · h8 black rook · a7 black pawn · b7 black pawn · c7 black pawn · f7 black pawn · g7 black pawn · h7 black pawn · e6 black pawn · d5 black pawn · c4 white pawn · d4 white pawn · a2 white pawn · b2 white pawn · e2 white pawn · f2 white pawn · g2 white pawn · h2 white pawn · a1 white rook · b1 white knight · c1 white bishop · d1 white queen · e1 white king · f1 white bishop · g1 white knight · h1 white rook | a8 black rook · b8 black knight · c8 black bishop · d8 black queen · e8 black king · f8 black bishop · g8 black knight · h8 black rook · a7 black pawn · b7 black pawn · c7 black pawn · f7 black pawn · g7 black pawn · h7 black pawn · e6 black pawn · d5 black pawn · c4 white pawn · d4 white pawn · a2 white pawn · b2 white pawn · e2 white pawn · f2 white pawn · g2 white pawn · h2 white pawn · a1 white rook · b1 white knight · c1 white bishop · d1 white queen · e1 white king · f1 white bishop · g1 white knight · h1 white rook | a8 black rook · b8 black knight · c8 black bishop · d8 black queen · e8 black king · f8 black bishop · g8 black knight · h8 black rook · a7 black pawn · b7 black pawn · c7 black pawn · f7 black pawn · g7 black pawn · h7 black pawn · e6 black pawn · d5 black pawn · c4 white pawn · d4 white pawn · a2 white pawn · b2 white pawn · e2 white pawn · f2 white pawn · g2 white pawn · h2 white pawn · a1 white rook · b1 white knight · c1 white bishop · d1 white queen · e1 white king · f1 white bishop · g1 white knight · h1 white rook | a8 black rook · b8 black knight · c8 black bishop · d8 black queen · e8 black king · f8 black bishop · g8 black knight · h8 black rook · a7 black pawn · b7 black pawn · c7 black pawn · f7 black pawn · g7 black pawn · h7 black pawn · e6 black pawn · d5 black pawn · c4 white pawn · d4 white pawn · a2 white pawn · b2 white pawn · e2 white pawn · f2 white pawn · g2 white pawn · h2 white pawn · a1 white rook · b1 white knight · c1 white bishop · d1 white queen · e1 white king · f1 white bishop · g1 white knight · h1 white rook | a8 black rook · b8 black knight · c8 black bishop · d8 black queen · e8 black king · f8 black bishop · g8 black knight · h8 black rook · a7 black pawn · b7 black pawn · c7 black pawn · f7 black pawn · g7 black pawn · h7 black pawn · e6 black pawn · d5 black pawn · c4 white pawn · d4 white pawn · a2 white pawn · b2 white pawn · e2 white pawn · f2 white pawn · g2 white pawn · h2 white pawn · a1 white rook · b1 white knight · c1 white bishop · d1 white queen · e1 white king · f1 white bishop · g1 white knight · h1 white rook | 6 |
| 5 | a8 black rook · b8 black knight · c8 black bishop · d8 black queen · e8 black king · f8 black bishop · g8 black knight · h8 black rook · a7 black pawn · b7 black pawn · c7 black pawn · f7 black pawn · g7 black pawn · h7 black pawn · e6 black pawn · d5 black pawn · c4 white pawn · d4 white pawn · a2 white pawn · b2 white pawn · e2 white pawn · f2 white pawn · g2 white pawn · h2 white pawn · a1 white rook · b1 white knight · c1 white bishop · d1 white queen · e1 white king · f1 white bishop · g1 white knight · h1 white rook | a8 black rook · b8 black knight · c8 black bishop · d8 black queen · e8 black king · f8 black bishop · g8 black knight · h8 black rook · a7 black pawn · b7 black pawn · c7 black pawn · f7 black pawn · g7 black pawn · h7 black pawn · e6 black pawn · d5 black pawn · c4 white pawn · d4 white pawn · a2 white pawn · b2 white pawn · e2 white pawn · f2 white pawn · g2 white pawn · h2 white pawn · a1 white rook · b1 white knight · c1 white bishop · d1 white queen · e1 white king · f1 white bishop · g1 white knight · h1 white rook | a8 black rook · b8 black knight · c8 black bishop · d8 black queen · e8 black king · f8 black bishop · g8 black knight · h8 black rook · a7 black pawn · b7 black pawn · c7 black pawn · f7 black pawn · g7 black pawn · h7 black pawn · e6 black pawn · d5 black pawn · c4 white pawn · d4 white pawn · a2 white pawn · b2 white pawn · e2 white pawn · f2 white pawn · g2 white pawn · h2 white pawn · a1 white rook · b1 white knight · c1 white bishop · d1 white queen · e1 white king · f1 white bishop · g1 white knight · h1 white rook | a8 black rook · b8 black knight · c8 black bishop · d8 black queen · e8 black king · f8 black bishop · g8 black knight · h8 black rook · a7 black pawn · b7 black pawn · c7 black pawn · f7 black pawn · g7 black pawn · h7 black pawn · e6 black pawn · d5 black pawn · c4 white pawn · d4 white pawn · a2 white pawn · b2 white pawn · e2 white pawn · f2 white pawn · g2 white pawn · h2 white pawn · a1 white rook · b1 white knight · c1 white bishop · d1 white queen · e1 white king · f1 white bishop · g1 white knight · h1 white rook | a8 black rook · b8 black knight · c8 black bishop · d8 black queen · e8 black king · f8 black bishop · g8 black knight · h8 black rook · a7 black pawn · b7 black pawn · c7 black pawn · f7 black pawn · g7 black pawn · h7 black pawn · e6 black pawn · d5 black pawn · c4 white pawn · d4 white pawn · a2 white pawn · b2 white pawn · e2 white pawn · f2 white pawn · g2 white pawn · h2 white pawn · a1 white rook · b1 white knight · c1 white bishop · d1 white queen · e1 white king · f1 white bishop · g1 white knight · h1 white rook | a8 black rook · b8 black knight · c8 black bishop · d8 black queen · e8 black king · f8 black bishop · g8 black knight · h8 black rook · a7 black pawn · b7 black pawn · c7 black pawn · f7 black pawn · g7 black pawn · h7 black pawn · e6 black pawn · d5 black pawn · c4 white pawn · d4 white pawn · a2 white pawn · b2 white pawn · e2 white pawn · f2 white pawn · g2 white pawn · h2 white pawn · a1 white rook · b1 white knight · c1 white bishop · d1 white queen · e1 white king · f1 white bishop · g1 white knight · h1 white rook | a8 black rook · b8 black knight · c8 black bishop · d8 black queen · e8 black king · f8 black bishop · g8 black knight · h8 black rook · a7 black pawn · b7 black pawn · c7 black pawn · f7 black pawn · g7 black pawn · h7 black pawn · e6 black pawn · d5 black pawn · c4 white pawn · d4 white pawn · a2 white pawn · b2 white pawn · e2 white pawn · f2 white pawn · g2 white pawn · h2 white pawn · a1 white rook · b1 white knight · c1 white bishop · d1 white queen · e1 white king · f1 white bishop · g1 white knight · h1 white rook | a8 black rook · b8 black knight · c8 black bishop · d8 black queen · e8 black king · f8 black bishop · g8 black knight · h8 black rook · a7 black pawn · b7 black pawn · c7 black pawn · f7 black pawn · g7 black pawn · h7 black pawn · e6 black pawn · d5 black pawn · c4 white pawn · d4 white pawn · a2 white pawn · b2 white pawn · e2 white pawn · f2 white pawn · g2 white pawn · h2 white pawn · a1 white rook · b1 white knight · c1 white bishop · d1 white queen · e1 white king · f1 white bishop · g1 white knight · h1 white rook | 5 |
| 4 | a8 black rook · b8 black knight · c8 black bishop · d8 black queen · e8 black king · f8 black bishop · g8 black knight · h8 black rook · a7 black pawn · b7 black pawn · c7 black pawn · f7 black pawn · g7 black pawn · h7 black pawn · e6 black pawn · d5 black pawn · c4 white pawn · d4 white pawn · a2 white pawn · b2 white pawn · e2 white pawn · f2 white pawn · g2 white pawn · h2 white pawn · a1 white rook · b1 white knight · c1 white bishop · d1 white queen · e1 white king · f1 white bishop · g1 white knight · h1 white rook | a8 black rook · b8 black knight · c8 black bishop · d8 black queen · e8 black king · f8 black bishop · g8 black knight · h8 black rook · a7 black pawn · b7 black pawn · c7 black pawn · f7 black pawn · g7 black pawn · h7 black pawn · e6 black pawn · d5 black pawn · c4 white pawn · d4 white pawn · a2 white pawn · b2 white pawn · e2 white pawn · f2 white pawn · g2 white pawn · h2 white pawn · a1 white rook · b1 white knight · c1 white bishop · d1 white queen · e1 white king · f1 white bishop · g1 white knight · h1 white rook | a8 black rook · b8 black knight · c8 black bishop · d8 black queen · e8 black king · f8 black bishop · g8 black knight · h8 black rook · a7 black pawn · b7 black pawn · c7 black pawn · f7 black pawn · g7 black pawn · h7 black pawn · e6 black pawn · d5 black pawn · c4 white pawn · d4 white pawn · a2 white pawn · b2 white pawn · e2 white pawn · f2 white pawn · g2 white pawn · h2 white pawn · a1 white rook · b1 white knight · c1 white bishop · d1 white queen · e1 white king · f1 white bishop · g1 white knight · h1 white rook | a8 black rook · b8 black knight · c8 black bishop · d8 black queen · e8 black king · f8 black bishop · g8 black knight · h8 black rook · a7 black pawn · b7 black pawn · c7 black pawn · f7 black pawn · g7 black pawn · h7 black pawn · e6 black pawn · d5 black pawn · c4 white pawn · d4 white pawn · a2 white pawn · b2 white pawn · e2 white pawn · f2 white pawn · g2 white pawn · h2 white pawn · a1 white rook · b1 white knight · c1 white bishop · d1 white queen · e1 white king · f1 white bishop · g1 white knight · h1 white rook | a8 black rook · b8 black knight · c8 black bishop · d8 black queen · e8 black king · f8 black bishop · g8 black knight · h8 black rook · a7 black pawn · b7 black pawn · c7 black pawn · f7 black pawn · g7 black pawn · h7 black pawn · e6 black pawn · d5 black pawn · c4 white pawn · d4 white pawn · a2 white pawn · b2 white pawn · e2 white pawn · f2 white pawn · g2 white pawn · h2 white pawn · a1 white rook · b1 white knight · c1 white bishop · d1 white queen · e1 white king · f1 white bishop · g1 white knight · h1 white rook | a8 black rook · b8 black knight · c8 black bishop · d8 black queen · e8 black king · f8 black bishop · g8 black knight · h8 black rook · a7 black pawn · b7 black pawn · c7 black pawn · f7 black pawn · g7 black pawn · h7 black pawn · e6 black pawn · d5 black pawn · c4 white pawn · d4 white pawn · a2 white pawn · b2 white pawn · e2 white pawn · f2 white pawn · g2 white pawn · h2 white pawn · a1 white rook · b1 white knight · c1 white bishop · d1 white queen · e1 white king · f1 white bishop · g1 white knight · h1 white rook | a8 black rook · b8 black knight · c8 black bishop · d8 black queen · e8 black king · f8 black bishop · g8 black knight · h8 black rook · a7 black pawn · b7 black pawn · c7 black pawn · f7 black pawn · g7 black pawn · h7 black pawn · e6 black pawn · d5 black pawn · c4 white pawn · d4 white pawn · a2 white pawn · b2 white pawn · e2 white pawn · f2 white pawn · g2 white pawn · h2 white pawn · a1 white rook · b1 white knight · c1 white bishop · d1 white queen · e1 white king · f1 white bishop · g1 white knight · h1 white rook | a8 black rook · b8 black knight · c8 black bishop · d8 black queen · e8 black king · f8 black bishop · g8 black knight · h8 black rook · a7 black pawn · b7 black pawn · c7 black pawn · f7 black pawn · g7 black pawn · h7 black pawn · e6 black pawn · d5 black pawn · c4 white pawn · d4 white pawn · a2 white pawn · b2 white pawn · e2 white pawn · f2 white pawn · g2 white pawn · h2 white pawn · a1 white rook · b1 white knight · c1 white bishop · d1 white queen · e1 white king · f1 white bishop · g1 white knight · h1 white rook | 4 |
| 3 | a8 black rook · b8 black knight · c8 black bishop · d8 black queen · e8 black king · f8 black bishop · g8 black knight · h8 black rook · a7 black pawn · b7 black pawn · c7 black pawn · f7 black pawn · g7 black pawn · h7 black pawn · e6 black pawn · d5 black pawn · c4 white pawn · d4 white pawn · a2 white pawn · b2 white pawn · e2 white pawn · f2 white pawn · g2 white pawn · h2 white pawn · a1 white rook · b1 white knight · c1 white bishop · d1 white queen · e1 white king · f1 white bishop · g1 white knight · h1 white rook | a8 black rook · b8 black knight · c8 black bishop · d8 black queen · e8 black king · f8 black bishop · g8 black knight · h8 black rook · a7 black pawn · b7 black pawn · c7 black pawn · f7 black pawn · g7 black pawn · h7 black pawn · e6 black pawn · d5 black pawn · c4 white pawn · d4 white pawn · a2 white pawn · b2 white pawn · e2 white pawn · f2 white pawn · g2 white pawn · h2 white pawn · a1 white rook · b1 white knight · c1 white bishop · d1 white queen · e1 white king · f1 white bishop · g1 white knight · h1 white rook | a8 black rook · b8 black knight · c8 black bishop · d8 black queen · e8 black king · f8 black bishop · g8 black knight · h8 black rook · a7 black pawn · b7 black pawn · c7 black pawn · f7 black pawn · g7 black pawn · h7 black pawn · e6 black pawn · d5 black pawn · c4 white pawn · d4 white pawn · a2 white pawn · b2 white pawn · e2 white pawn · f2 white pawn · g2 white pawn · h2 white pawn · a1 white rook · b1 white knight · c1 white bishop · d1 white queen · e1 white king · f1 white bishop · g1 white knight · h1 white rook | a8 black rook · b8 black knight · c8 black bishop · d8 black queen · e8 black king · f8 black bishop · g8 black knight · h8 black rook · a7 black pawn · b7 black pawn · c7 black pawn · f7 black pawn · g7 black pawn · h7 black pawn · e6 black pawn · d5 black pawn · c4 white pawn · d4 white pawn · a2 white pawn · b2 white pawn · e2 white pawn · f2 white pawn · g2 white pawn · h2 white pawn · a1 white rook · b1 white knight · c1 white bishop · d1 white queen · e1 white king · f1 white bishop · g1 white knight · h1 white rook | a8 black rook · b8 black knight · c8 black bishop · d8 black queen · e8 black king · f8 black bishop · g8 black knight · h8 black rook · a7 black pawn · b7 black pawn · c7 black pawn · f7 black pawn · g7 black pawn · h7 black pawn · e6 black pawn · d5 black pawn · c4 white pawn · d4 white pawn · a2 white pawn · b2 white pawn · e2 white pawn · f2 white pawn · g2 white pawn · h2 white pawn · a1 white rook · b1 white knight · c1 white bishop · d1 white queen · e1 white king · f1 white bishop · g1 white knight · h1 white rook | a8 black rook · b8 black knight · c8 black bishop · d8 black queen · e8 black king · f8 black bishop · g8 black knight · h8 black rook · a7 black pawn · b7 black pawn · c7 black pawn · f7 black pawn · g7 black pawn · h7 black pawn · e6 black pawn · d5 black pawn · c4 white pawn · d4 white pawn · a2 white pawn · b2 white pawn · e2 white pawn · f2 white pawn · g2 white pawn · h2 white pawn · a1 white rook · b1 white knight · c1 white bishop · d1 white queen · e1 white king · f1 white bishop · g1 white knight · h1 white rook | a8 black rook · b8 black knight · c8 black bishop · d8 black queen · e8 black king · f8 black bishop · g8 black knight · h8 black rook · a7 black pawn · b7 black pawn · c7 black pawn · f7 black pawn · g7 black pawn · h7 black pawn · e6 black pawn · d5 black pawn · c4 white pawn · d4 white pawn · a2 white pawn · b2 white pawn · e2 white pawn · f2 white pawn · g2 white pawn · h2 white pawn · a1 white rook · b1 white knight · c1 white bishop · d1 white queen · e1 white king · f1 white bishop · g1 white knight · h1 white rook | a8 black rook · b8 black knight · c8 black bishop · d8 black queen · e8 black king · f8 black bishop · g8 black knight · h8 black rook · a7 black pawn · b7 black pawn · c7 black pawn · f7 black pawn · g7 black pawn · h7 black pawn · e6 black pawn · d5 black pawn · c4 white pawn · d4 white pawn · a2 white pawn · b2 white pawn · e2 white pawn · f2 white pawn · g2 white pawn · h2 white pawn · a1 white rook · b1 white knight · c1 white bishop · d1 white queen · e1 white king · f1 white bishop · g1 white knight · h1 white rook | 3 |
| 2 | a8 black rook · b8 black knight · c8 black bishop · d8 black queen · e8 black king · f8 black bishop · g8 black knight · h8 black rook · a7 black pawn · b7 black pawn · c7 black pawn · f7 black pawn · g7 black pawn · h7 black pawn · e6 black pawn · d5 black pawn · c4 white pawn · d4 white pawn · a2 white pawn · b2 white pawn · e2 white pawn · f2 white pawn · g2 white pawn · h2 white pawn · a1 white rook · b1 white knight · c1 white bishop · d1 white queen · e1 white king · f1 white bishop · g1 white knight · h1 white rook | a8 black rook · b8 black knight · c8 black bishop · d8 black queen · e8 black king · f8 black bishop · g8 black knight · h8 black rook · a7 black pawn · b7 black pawn · c7 black pawn · f7 black pawn · g7 black pawn · h7 black pawn · e6 black pawn · d5 black pawn · c4 white pawn · d4 white pawn · a2 white pawn · b2 white pawn · e2 white pawn · f2 white pawn · g2 white pawn · h2 white pawn · a1 white rook · b1 white knight · c1 white bishop · d1 white queen · e1 white king · f1 white bishop · g1 white knight · h1 white rook | a8 black rook · b8 black knight · c8 black bishop · d8 black queen · e8 black king · f8 black bishop · g8 black knight · h8 black rook · a7 black pawn · b7 black pawn · c7 black pawn · f7 black pawn · g7 black pawn · h7 black pawn · e6 black pawn · d5 black pawn · c4 white pawn · d4 white pawn · a2 white pawn · b2 white pawn · e2 white pawn · f2 white pawn · g2 white pawn · h2 white pawn · a1 white rook · b1 white knight · c1 white bishop · d1 white queen · e1 white king · f1 white bishop · g1 white knight · h1 white rook | a8 black rook · b8 black knight · c8 black bishop · d8 black queen · e8 black king · f8 black bishop · g8 black knight · h8 black rook · a7 black pawn · b7 black pawn · c7 black pawn · f7 black pawn · g7 black pawn · h7 black pawn · e6 black pawn · d5 black pawn · c4 white pawn · d4 white pawn · a2 white pawn · b2 white pawn · e2 white pawn · f2 white pawn · g2 white pawn · h2 white pawn · a1 white rook · b1 white knight · c1 white bishop · d1 white queen · e1 white king · f1 white bishop · g1 white knight · h1 white rook | a8 black rook · b8 black knight · c8 black bishop · d8 black queen · e8 black king · f8 black bishop · g8 black knight · h8 black rook · a7 black pawn · b7 black pawn · c7 black pawn · f7 black pawn · g7 black pawn · h7 black pawn · e6 black pawn · d5 black pawn · c4 white pawn · d4 white pawn · a2 white pawn · b2 white pawn · e2 white pawn · f2 white pawn · g2 white pawn · h2 white pawn · a1 white rook · b1 white knight · c1 white bishop · d1 white queen · e1 white king · f1 white bishop · g1 white knight · h1 white rook | a8 black rook · b8 black knight · c8 black bishop · d8 black queen · e8 black king · f8 black bishop · g8 black knight · h8 black rook · a7 black pawn · b7 black pawn · c7 black pawn · f7 black pawn · g7 black pawn · h7 black pawn · e6 black pawn · d5 black pawn · c4 white pawn · d4 white pawn · a2 white pawn · b2 white pawn · e2 white pawn · f2 white pawn · g2 white pawn · h2 white pawn · a1 white rook · b1 white knight · c1 white bishop · d1 white queen · e1 white king · f1 white bishop · g1 white knight · h1 white rook | a8 black rook · b8 black knight · c8 black bishop · d8 black queen · e8 black king · f8 black bishop · g8 black knight · h8 black rook · a7 black pawn · b7 black pawn · c7 black pawn · f7 black pawn · g7 black pawn · h7 black pawn · e6 black pawn · d5 black pawn · c4 white pawn · d4 white pawn · a2 white pawn · b2 white pawn · e2 white pawn · f2 white pawn · g2 white pawn · h2 white pawn · a1 white rook · b1 white knight · c1 white bishop · d1 white queen · e1 white king · f1 white bishop · g1 white knight · h1 white rook | a8 black rook · b8 black knight · c8 black bishop · d8 black queen · e8 black king · f8 black bishop · g8 black knight · h8 black rook · a7 black pawn · b7 black pawn · c7 black pawn · f7 black pawn · g7 black pawn · h7 black pawn · e6 black pawn · d5 black pawn · c4 white pawn · d4 white pawn · a2 white pawn · b2 white pawn · e2 white pawn · f2 white pawn · g2 white pawn · h2 white pawn · a1 white rook · b1 white knight · c1 white bishop · d1 white queen · e1 white king · f1 white bishop · g1 white knight · h1 white rook | 2 |
| 1 | a8 black rook · b8 black knight · c8 black bishop · d8 black queen · e8 black king · f8 black bishop · g8 black knight · h8 black rook · a7 black pawn · b7 black pawn · c7 black pawn · f7 black pawn · g7 black pawn · h7 black pawn · e6 black pawn · d5 black pawn · c4 white pawn · d4 white pawn · a2 white pawn · b2 white pawn · e2 white pawn · f2 white pawn · g2 white pawn · h2 white pawn · a1 white rook · b1 white knight · c1 white bishop · d1 white queen · e1 white king · f1 white bishop · g1 white knight · h1 white rook | a8 black rook · b8 black knight · c8 black bishop · d8 black queen · e8 black king · f8 black bishop · g8 black knight · h8 black rook · a7 black pawn · b7 black pawn · c7 black pawn · f7 black pawn · g7 black pawn · h7 black pawn · e6 black pawn · d5 black pawn · c4 white pawn · d4 white pawn · a2 white pawn · b2 white pawn · e2 white pawn · f2 white pawn · g2 white pawn · h2 white pawn · a1 white rook · b1 white knight · c1 white bishop · d1 white queen · e1 white king · f1 white bishop · g1 white knight · h1 white rook | a8 black rook · b8 black knight · c8 black bishop · d8 black queen · e8 black king · f8 black bishop · g8 black knight · h8 black rook · a7 black pawn · b7 black pawn · c7 black pawn · f7 black pawn · g7 black pawn · h7 black pawn · e6 black pawn · d5 black pawn · c4 white pawn · d4 white pawn · a2 white pawn · b2 white pawn · e2 white pawn · f2 white pawn · g2 white pawn · h2 white pawn · a1 white rook · b1 white knight · c1 white bishop · d1 white queen · e1 white king · f1 white bishop · g1 white knight · h1 white rook | a8 black rook · b8 black knight · c8 black bishop · d8 black queen · e8 black king · f8 black bishop · g8 black knight · h8 black rook · a7 black pawn · b7 black pawn · c7 black pawn · f7 black pawn · g7 black pawn · h7 black pawn · e6 black pawn · d5 black pawn · c4 white pawn · d4 white pawn · a2 white pawn · b2 white pawn · e2 white pawn · f2 white pawn · g2 white pawn · h2 white pawn · a1 white rook · b1 white knight · c1 white bishop · d1 white queen · e1 white king · f1 white bishop · g1 white knight · h1 white rook | a8 black rook · b8 black knight · c8 black bishop · d8 black queen · e8 black king · f8 black bishop · g8 black knight · h8 black rook · a7 black pawn · b7 black pawn · c7 black pawn · f7 black pawn · g7 black pawn · h7 black pawn · e6 black pawn · d5 black pawn · c4 white pawn · d4 white pawn · a2 white pawn · b2 white pawn · e2 white pawn · f2 white pawn · g2 white pawn · h2 white pawn · a1 white rook · b1 white knight · c1 white bishop · d1 white queen · e1 white king · f1 white bishop · g1 white knight · h1 white rook | a8 black rook · b8 black knight · c8 black bishop · d8 black queen · e8 black king · f8 black bishop · g8 black knight · h8 black rook · a7 black pawn · b7 black pawn · c7 black pawn · f7 black pawn · g7 black pawn · h7 black pawn · e6 black pawn · d5 black pawn · c4 white pawn · d4 white pawn · a2 white pawn · b2 white pawn · e2 white pawn · f2 white pawn · g2 white pawn · h2 white pawn · a1 white rook · b1 white knight · c1 white bishop · d1 white queen · e1 white king · f1 white bishop · g1 white knight · h1 white rook | a8 black rook · b8 black knight · c8 black bishop · d8 black queen · e8 black king · f8 black bishop · g8 black knight · h8 black rook · a7 black pawn · b7 black pawn · c7 black pawn · f7 black pawn · g7 black pawn · h7 black pawn · e6 black pawn · d5 black pawn · c4 white pawn · d4 white pawn · a2 white pawn · b2 white pawn · e2 white pawn · f2 white pawn · g2 white pawn · h2 white pawn · a1 white rook · b1 white knight · c1 white bishop · d1 white queen · e1 white king · f1 white bishop · g1 white knight · h1 white rook | a8 black rook · b8 black knight · c8 black bishop · d8 black queen · e8 black king · f8 black bishop · g8 black knight · h8 black rook · a7 black pawn · b7 black pawn · c7 black pawn · f7 black pawn · g7 black pawn · h7 black pawn · e6 black pawn · d5 black pawn · c4 white pawn · d4 white pawn · a2 white pawn · b2 white pawn · e2 white pawn · f2 white pawn · g2 white pawn · h2 white pawn · a1 white rook · b1 white knight · c1 white bishop · d1 white queen · e1 white king · f1 white bishop · g1 white knight · h1 white rook | 1 |
|   | a | b | c | d | e | f | g | h |   |

```
2. 
Словенска одбрана
(1. д4 д5 2. ц4 ц6)
```

Сматра се једном од најбољих варијанти Даминог гамбита. Црни одбија да узме пешака и одржава своју позицију у центру. Једна од мана ове варијанте је у томе што блокира коња да достигне своје најбоље поље за развој, ц6.
Словенска одбрана је један од најпознатијих и најбољих наставака.
|   | a | b | c | d | e | f | g | h |   |
| 8 | a8 black rook · b8 black knight · c8 black bishop · d8 black queen · e8 black king · f8 black bishop · g8 black knight · h8 black rook · a7 black pawn · b7 black pawn · e7 black pawn · f7 black pawn · g7 black pawn · h7 black pawn · c6 black pawn · d5 black pawn · c4 white pawn · d4 white pawn · a2 white pawn · b2 white pawn · e2 white pawn · f2 white pawn · g2 white pawn · h2 white pawn · a1 white rook · b1 white knight · c1 white bishop · d1 white queen · e1 white king · f1 white bishop · g1 white knight · h1 white rook | a8 black rook · b8 black knight · c8 black bishop · d8 black queen · e8 black king · f8 black bishop · g8 black knight · h8 black rook · a7 black pawn · b7 black pawn · e7 black pawn · f7 black pawn · g7 black pawn · h7 black pawn · c6 black pawn · d5 black pawn · c4 white pawn · d4 white pawn · a2 white pawn · b2 white pawn · e2 white pawn · f2 white pawn · g2 white pawn · h2 white pawn · a1 white rook · b1 white knight · c1 white bishop · d1 white queen · e1 white king · f1 white bishop · g1 white knight · h1 white rook | a8 black rook · b8 black knight · c8 black bishop · d8 black queen · e8 black king · f8 black bishop · g8 black knight · h8 black rook · a7 black pawn · b7 black pawn · e7 black pawn · f7 black pawn · g7 black pawn · h7 black pawn · c6 black pawn · d5 black pawn · c4 white pawn · d4 white pawn · a2 white pawn · b2 white pawn · e2 white pawn · f2 white pawn · g2 white pawn · h2 white pawn · a1 white rook · b1 white knight · c1 white bishop · d1 white queen · e1 white king · f1 white bishop · g1 white knight · h1 white rook | a8 black rook · b8 black knight · c8 black bishop · d8 black queen · e8 black king · f8 black bishop · g8 black knight · h8 black rook · a7 black pawn · b7 black pawn · e7 black pawn · f7 black pawn · g7 black pawn · h7 black pawn · c6 black pawn · d5 black pawn · c4 white pawn · d4 white pawn · a2 white pawn · b2 white pawn · e2 white pawn · f2 white pawn · g2 white pawn · h2 white pawn · a1 white rook · b1 white knight · c1 white bishop · d1 white queen · e1 white king · f1 white bishop · g1 white knight · h1 white rook | a8 black rook · b8 black knight · c8 black bishop · d8 black queen · e8 black king · f8 black bishop · g8 black knight · h8 black rook · a7 black pawn · b7 black pawn · e7 black pawn · f7 black pawn · g7 black pawn · h7 black pawn · c6 black pawn · d5 black pawn · c4 white pawn · d4 white pawn · a2 white pawn · b2 white pawn · e2 white pawn · f2 white pawn · g2 white pawn · h2 white pawn · a1 white rook · b1 white knight · c1 white bishop · d1 white queen · e1 white king · f1 white bishop · g1 white knight · h1 white rook | a8 black rook · b8 black knight · c8 black bishop · d8 black queen · e8 black king · f8 black bishop · g8 black knight · h8 black rook · a7 black pawn · b7 black pawn · e7 black pawn · f7 black pawn · g7 black pawn · h7 black pawn · c6 black pawn · d5 black pawn · c4 white pawn · d4 white pawn · a2 white pawn · b2 white pawn · e2 white pawn · f2 white pawn · g2 white pawn · h2 white pawn · a1 white rook · b1 white knight · c1 white bishop · d1 white queen · e1 white king · f1 white bishop · g1 white knight · h1 white rook | a8 black rook · b8 black knight · c8 black bishop · d8 black queen · e8 black king · f8 black bishop · g8 black knight · h8 black rook · a7 black pawn · b7 black pawn · e7 black pawn · f7 black pawn · g7 black pawn · h7 black pawn · c6 black pawn · d5 black pawn · c4 white pawn · d4 white pawn · a2 white pawn · b2 white pawn · e2 white pawn · f2 white pawn · g2 white pawn · h2 white pawn · a1 white rook · b1 white knight · c1 white bishop · d1 white queen · e1 white king · f1 white bishop · g1 white knight · h1 white rook | a8 black rook · b8 black knight · c8 black bishop · d8 black queen · e8 black king · f8 black bishop · g8 black knight · h8 black rook · a7 black pawn · b7 black pawn · e7 black pawn · f7 black pawn · g7 black pawn · h7 black pawn · c6 black pawn · d5 black pawn · c4 white pawn · d4 white pawn · a2 white pawn · b2 white pawn · e2 white pawn · f2 white pawn · g2 white pawn · h2 white pawn · a1 white rook · b1 white knight · c1 white bishop · d1 white queen · e1 white king · f1 white bishop · g1 white knight · h1 white rook | 8 |
| 7 | a8 black rook · b8 black knight · c8 black bishop · d8 black queen · e8 black king · f8 black bishop · g8 black knight · h8 black rook · a7 black pawn · b7 black pawn · e7 black pawn · f7 black pawn · g7 black pawn · h7 black pawn · c6 black pawn · d5 black pawn · c4 white pawn · d4 white pawn · a2 white pawn · b2 white pawn · e2 white pawn · f2 white pawn · g2 white pawn · h2 white pawn · a1 white rook · b1 white knight · c1 white bishop · d1 white queen · e1 white king · f1 white bishop · g1 white knight · h1 white rook | a8 black rook · b8 black knight · c8 black bishop · d8 black queen · e8 black king · f8 black bishop · g8 black knight · h8 black rook · a7 black pawn · b7 black pawn · e7 black pawn · f7 black pawn · g7 black pawn · h7 black pawn · c6 black pawn · d5 black pawn · c4 white pawn · d4 white pawn · a2 white pawn · b2 white pawn · e2 white pawn · f2 white pawn · g2 white pawn · h2 white pawn · a1 white rook · b1 white knight · c1 white bishop · d1 white queen · e1 white king · f1 white bishop · g1 white knight · h1 white rook | a8 black rook · b8 black knight · c8 black bishop · d8 black queen · e8 black king · f8 black bishop · g8 black knight · h8 black rook · a7 black pawn · b7 black pawn · e7 black pawn · f7 black pawn · g7 black pawn · h7 black pawn · c6 black pawn · d5 black pawn · c4 white pawn · d4 white pawn · a2 white pawn · b2 white pawn · e2 white pawn · f2 white pawn · g2 white pawn · h2 white pawn · a1 white rook · b1 white knight · c1 white bishop · d1 white queen · e1 white king · f1 white bishop · g1 white knight · h1 white rook | a8 black rook · b8 black knight · c8 black bishop · d8 black queen · e8 black king · f8 black bishop · g8 black knight · h8 black rook · a7 black pawn · b7 black pawn · e7 black pawn · f7 black pawn · g7 black pawn · h7 black pawn · c6 black pawn · d5 black pawn · c4 white pawn · d4 white pawn · a2 white pawn · b2 white pawn · e2 white pawn · f2 white pawn · g2 white pawn · h2 white pawn · a1 white rook · b1 white knight · c1 white bishop · d1 white queen · e1 white king · f1 white bishop · g1 white knight · h1 white rook | a8 black rook · b8 black knight · c8 black bishop · d8 black queen · e8 black king · f8 black bishop · g8 black knight · h8 black rook · a7 black pawn · b7 black pawn · e7 black pawn · f7 black pawn · g7 black pawn · h7 black pawn · c6 black pawn · d5 black pawn · c4 white pawn · d4 white pawn · a2 white pawn · b2 white pawn · e2 white pawn · f2 white pawn · g2 white pawn · h2 white pawn · a1 white rook · b1 white knight · c1 white bishop · d1 white queen · e1 white king · f1 white bishop · g1 white knight · h1 white rook | a8 black rook · b8 black knight · c8 black bishop · d8 black queen · e8 black king · f8 black bishop · g8 black knight · h8 black rook · a7 black pawn · b7 black pawn · e7 black pawn · f7 black pawn · g7 black pawn · h7 black pawn · c6 black pawn · d5 black pawn · c4 white pawn · d4 white pawn · a2 white pawn · b2 white pawn · e2 white pawn · f2 white pawn · g2 white pawn · h2 white pawn · a1 white rook · b1 white knight · c1 white bishop · d1 white queen · e1 white king · f1 white bishop · g1 white knight · h1 white rook | a8 black rook · b8 black knight · c8 black bishop · d8 black queen · e8 black king · f8 black bishop · g8 black knight · h8 black rook · a7 black pawn · b7 black pawn · e7 black pawn · f7 black pawn · g7 black pawn · h7 black pawn · c6 black pawn · d5 black pawn · c4 white pawn · d4 white pawn · a2 white pawn · b2 white pawn · e2 white pawn · f2 white pawn · g2 white pawn · h2 white pawn · a1 white rook · b1 white knight · c1 white bishop · d1 white queen · e1 white king · f1 white bishop · g1 white knight · h1 white rook | a8 black rook · b8 black knight · c8 black bishop · d8 black queen · e8 black king · f8 black bishop · g8 black knight · h8 black rook · a7 black pawn · b7 black pawn · e7 black pawn · f7 black pawn · g7 black pawn · h7 black pawn · c6 black pawn · d5 black pawn · c4 white pawn · d4 white pawn · a2 white pawn · b2 white pawn · e2 white pawn · f2 white pawn · g2 white pawn · h2 white pawn · a1 white rook · b1 white knight · c1 white bishop · d1 white queen · e1 white king · f1 white bishop · g1 white knight · h1 white rook | 7 |
| 6 | a8 black rook · b8 black knight · c8 black bishop · d8 black queen · e8 black king · f8 black bishop · g8 black knight · h8 black rook · a7 black pawn · b7 black pawn · e7 black pawn · f7 black pawn · g7 black pawn · h7 black pawn · c6 black pawn · d5 black pawn · c4 white pawn · d4 white pawn · a2 white pawn · b2 white pawn · e2 white pawn · f2 white pawn · g2 white pawn · h2 white pawn · a1 white rook · b1 white knight · c1 white bishop · d1 white queen · e1 white king · f1 white bishop · g1 white knight · h1 white rook | a8 black rook · b8 black knight · c8 black bishop · d8 black queen · e8 black king · f8 black bishop · g8 black knight · h8 black rook · a7 black pawn · b7 black pawn · e7 black pawn · f7 black pawn · g7 black pawn · h7 black pawn · c6 black pawn · d5 black pawn · c4 white pawn · d4 white pawn · a2 white pawn · b2 white pawn · e2 white pawn · f2 white pawn · g2 white pawn · h2 white pawn · a1 white rook · b1 white knight · c1 white bishop · d1 white queen · e1 white king · f1 white bishop · g1 white knight · h1 white rook | a8 black rook · b8 black knight · c8 black bishop · d8 black queen · e8 black king · f8 black bishop · g8 black knight · h8 black rook · a7 black pawn · b7 black pawn · e7 black pawn · f7 black pawn · g7 black pawn · h7 black pawn · c6 black pawn · d5 black pawn · c4 white pawn · d4 white pawn · a2 white pawn · b2 white pawn · e2 white pawn · f2 white pawn · g2 white pawn · h2 white pawn · a1 white rook · b1 white knight · c1 white bishop · d1 white queen · e1 white king · f1 white bishop · g1 white knight · h1 white rook | a8 black rook · b8 black knight · c8 black bishop · d8 black queen · e8 black king · f8 black bishop · g8 black knight · h8 black rook · a7 black pawn · b7 black pawn · e7 black pawn · f7 black pawn · g7 black pawn · h7 black pawn · c6 black pawn · d5 black pawn · c4 white pawn · d4 white pawn · a2 white pawn · b2 white pawn · e2 white pawn · f2 white pawn · g2 white pawn · h2 white pawn · a1 white rook · b1 white knight · c1 white bishop · d1 white queen · e1 white king · f1 white bishop · g1 white knight · h1 white rook | a8 black rook · b8 black knight · c8 black bishop · d8 black queen · e8 black king · f8 black bishop · g8 black knight · h8 black rook · a7 black pawn · b7 black pawn · e7 black pawn · f7 black pawn · g7 black pawn · h7 black pawn · c6 black pawn · d5 black pawn · c4 white pawn · d4 white pawn · a2 white pawn · b2 white pawn · e2 white pawn · f2 white pawn · g2 white pawn · h2 white pawn · a1 white rook · b1 white knight · c1 white bishop · d1 white queen · e1 white king · f1 white bishop · g1 white knight · h1 white rook | a8 black rook · b8 black knight · c8 black bishop · d8 black queen · e8 black king · f8 black bishop · g8 black knight · h8 black rook · a7 black pawn · b7 black pawn · e7 black pawn · f7 black pawn · g7 black pawn · h7 black pawn · c6 black pawn · d5 black pawn · c4 white pawn · d4 white pawn · a2 white pawn · b2 white pawn · e2 white pawn · f2 white pawn · g2 white pawn · h2 white pawn · a1 white rook · b1 white knight · c1 white bishop · d1 white queen · e1 white king · f1 white bishop · g1 white knight · h1 white rook | a8 black rook · b8 black knight · c8 black bishop · d8 black queen · e8 black king · f8 black bishop · g8 black knight · h8 black rook · a7 black pawn · b7 black pawn · e7 black pawn · f7 black pawn · g7 black pawn · h7 black pawn · c6 black pawn · d5 black pawn · c4 white pawn · d4 white pawn · a2 white pawn · b2 white pawn · e2 white pawn · f2 white pawn · g2 white pawn · h2 white pawn · a1 white rook · b1 white knight · c1 white bishop · d1 white queen · e1 white king · f1 white bishop · g1 white knight · h1 white rook | a8 black rook · b8 black knight · c8 black bishop · d8 black queen · e8 black king · f8 black bishop · g8 black knight · h8 black rook · a7 black pawn · b7 black pawn · e7 black pawn · f7 black pawn · g7 black pawn · h7 black pawn · c6 black pawn · d5 black pawn · c4 white pawn · d4 white pawn · a2 white pawn · b2 white pawn · e2 white pawn · f2 white pawn · g2 white pawn · h2 white pawn · a1 white rook · b1 white knight · c1 white bishop · d1 white queen · e1 white king · f1 white bishop · g1 white knight · h1 white rook | 6 |
| 5 | a8 black rook · b8 black knight · c8 black bishop · d8 black queen · e8 black king · f8 black bishop · g8 black knight · h8 black rook · a7 black pawn · b7 black pawn · e7 black pawn · f7 black pawn · g7 black pawn · h7 black pawn · c6 black pawn · d5 black pawn · c4 white pawn · d4 white pawn · a2 white pawn · b2 white pawn · e2 white pawn · f2 white pawn · g2 white pawn · h2 white pawn · a1 white rook · b1 white knight · c1 white bishop · d1 white queen · e1 white king · f1 white bishop · g1 white knight · h1 white rook | a8 black rook · b8 black knight · c8 black bishop · d8 black queen · e8 black king · f8 black bishop · g8 black knight · h8 black rook · a7 black pawn · b7 black pawn · e7 black pawn · f7 black pawn · g7 black pawn · h7 black pawn · c6 black pawn · d5 black pawn · c4 white pawn · d4 white pawn · a2 white pawn · b2 white pawn · e2 white pawn · f2 white pawn · g2 white pawn · h2 white pawn · a1 white rook · b1 white knight · c1 white bishop · d1 white queen · e1 white king · f1 white bishop · g1 white knight · h1 white rook | a8 black rook · b8 black knight · c8 black bishop · d8 black queen · e8 black king · f8 black bishop · g8 black knight · h8 black rook · a7 black pawn · b7 black pawn · e7 black pawn · f7 black pawn · g7 black pawn · h7 black pawn · c6 black pawn · d5 black pawn · c4 white pawn · d4 white pawn · a2 white pawn · b2 white pawn · e2 white pawn · f2 white pawn · g2 white pawn · h2 white pawn · a1 white rook · b1 white knight · c1 white bishop · d1 white queen · e1 white king · f1 white bishop · g1 white knight · h1 white rook | a8 black rook · b8 black knight · c8 black bishop · d8 black queen · e8 black king · f8 black bishop · g8 black knight · h8 black rook · a7 black pawn · b7 black pawn · e7 black pawn · f7 black pawn · g7 black pawn · h7 black pawn · c6 black pawn · d5 black pawn · c4 white pawn · d4 white pawn · a2 white pawn · b2 white pawn · e2 white pawn · f2 white pawn · g2 white pawn · h2 white pawn · a1 white rook · b1 white knight · c1 white bishop · d1 white queen · e1 white king · f1 white bishop · g1 white knight · h1 white rook | a8 black rook · b8 black knight · c8 black bishop · d8 black queen · e8 black king · f8 black bishop · g8 black knight · h8 black rook · a7 black pawn · b7 black pawn · e7 black pawn · f7 black pawn · g7 black pawn · h7 black pawn · c6 black pawn · d5 black pawn · c4 white pawn · d4 white pawn · a2 white pawn · b2 white pawn · e2 white pawn · f2 white pawn · g2 white pawn · h2 white pawn · a1 white rook · b1 white knight · c1 white bishop · d1 white queen · e1 white king · f1 white bishop · g1 white knight · h1 white rook | a8 black rook · b8 black knight · c8 black bishop · d8 black queen · e8 black king · f8 black bishop · g8 black knight · h8 black rook · a7 black pawn · b7 black pawn · e7 black pawn · f7 black pawn · g7 black pawn · h7 black pawn · c6 black pawn · d5 black pawn · c4 white pawn · d4 white pawn · a2 white pawn · b2 white pawn · e2 white pawn · f2 white pawn · g2 white pawn · h2 white pawn · a1 white rook · b1 white knight · c1 white bishop · d1 white queen · e1 white king · f1 white bishop · g1 white knight · h1 white rook | a8 black rook · b8 black knight · c8 black bishop · d8 black queen · e8 black king · f8 black bishop · g8 black knight · h8 black rook · a7 black pawn · b7 black pawn · e7 black pawn · f7 black pawn · g7 black pawn · h7 black pawn · c6 black pawn · d5 black pawn · c4 white pawn · d4 white pawn · a2 white pawn · b2 white pawn · e2 white pawn · f2 white pawn · g2 white pawn · h2 white pawn · a1 white rook · b1 white knight · c1 white bishop · d1 white queen · e1 white king · f1 white bishop · g1 white knight · h1 white rook | a8 black rook · b8 black knight · c8 black bishop · d8 black queen · e8 black king · f8 black bishop · g8 black knight · h8 black rook · a7 black pawn · b7 black pawn · e7 black pawn · f7 black pawn · g7 black pawn · h7 black pawn · c6 black pawn · d5 black pawn · c4 white pawn · d4 white pawn · a2 white pawn · b2 white pawn · e2 white pawn · f2 white pawn · g2 white pawn · h2 white pawn · a1 white rook · b1 white knight · c1 white bishop · d1 white queen · e1 white king · f1 white bishop · g1 white knight · h1 white rook | 5 |
| 4 | a8 black rook · b8 black knight · c8 black bishop · d8 black queen · e8 black king · f8 black bishop · g8 black knight · h8 black rook · a7 black pawn · b7 black pawn · e7 black pawn · f7 black pawn · g7 black pawn · h7 black pawn · c6 black pawn · d5 black pawn · c4 white pawn · d4 white pawn · a2 white pawn · b2 white pawn · e2 white pawn · f2 white pawn · g2 white pawn · h2 white pawn · a1 white rook · b1 white knight · c1 white bishop · d1 white queen · e1 white king · f1 white bishop · g1 white knight · h1 white rook | a8 black rook · b8 black knight · c8 black bishop · d8 black queen · e8 black king · f8 black bishop · g8 black knight · h8 black rook · a7 black pawn · b7 black pawn · e7 black pawn · f7 black pawn · g7 black pawn · h7 black pawn · c6 black pawn · d5 black pawn · c4 white pawn · d4 white pawn · a2 white pawn · b2 white pawn · e2 white pawn · f2 white pawn · g2 white pawn · h2 white pawn · a1 white rook · b1 white knight · c1 white bishop · d1 white queen · e1 white king · f1 white bishop · g1 white knight · h1 white rook | a8 black rook · b8 black knight · c8 black bishop · d8 black queen · e8 black king · f8 black bishop · g8 black knight · h8 black rook · a7 black pawn · b7 black pawn · e7 black pawn · f7 black pawn · g7 black pawn · h7 black pawn · c6 black pawn · d5 black pawn · c4 white pawn · d4 white pawn · a2 white pawn · b2 white pawn · e2 white pawn · f2 white pawn · g2 white pawn · h2 white pawn · a1 white rook · b1 white knight · c1 white bishop · d1 white queen · e1 white king · f1 white bishop · g1 white knight · h1 white rook | a8 black rook · b8 black knight · c8 black bishop · d8 black queen · e8 black king · f8 black bishop · g8 black knight · h8 black rook · a7 black pawn · b7 black pawn · e7 black pawn · f7 black pawn · g7 black pawn · h7 black pawn · c6 black pawn · d5 black pawn · c4 white pawn · d4 white pawn · a2 white pawn · b2 white pawn · e2 white pawn · f2 white pawn · g2 white pawn · h2 white pawn · a1 white rook · b1 white knight · c1 white bishop · d1 white queen · e1 white king · f1 white bishop · g1 white knight · h1 white rook | a8 black rook · b8 black knight · c8 black bishop · d8 black queen · e8 black king · f8 black bishop · g8 black knight · h8 black rook · a7 black pawn · b7 black pawn · e7 black pawn · f7 black pawn · g7 black pawn · h7 black pawn · c6 black pawn · d5 black pawn · c4 white pawn · d4 white pawn · a2 white pawn · b2 white pawn · e2 white pawn · f2 white pawn · g2 white pawn · h2 white pawn · a1 white rook · b1 white knight · c1 white bishop · d1 white queen · e1 white king · f1 white bishop · g1 white knight · h1 white rook | a8 black rook · b8 black knight · c8 black bishop · d8 black queen · e8 black king · f8 black bishop · g8 black knight · h8 black rook · a7 black pawn · b7 black pawn · e7 black pawn · f7 black pawn · g7 black pawn · h7 black pawn · c6 black pawn · d5 black pawn · c4 white pawn · d4 white pawn · a2 white pawn · b2 white pawn · e2 white pawn · f2 white pawn · g2 white pawn · h2 white pawn · a1 white rook · b1 white knight · c1 white bishop · d1 white queen · e1 white king · f1 white bishop · g1 white knight · h1 white rook | a8 black rook · b8 black knight · c8 black bishop · d8 black queen · e8 black king · f8 black bishop · g8 black knight · h8 black rook · a7 black pawn · b7 black pawn · e7 black pawn · f7 black pawn · g7 black pawn · h7 black pawn · c6 black pawn · d5 black pawn · c4 white pawn · d4 white pawn · a2 white pawn · b2 white pawn · e2 white pawn · f2 white pawn · g2 white pawn · h2 white pawn · a1 white rook · b1 white knight · c1 white bishop · d1 white queen · e1 white king · f1 white bishop · g1 white knight · h1 white rook | a8 black rook · b8 black knight · c8 black bishop · d8 black queen · e8 black king · f8 black bishop · g8 black knight · h8 black rook · a7 black pawn · b7 black pawn · e7 black pawn · f7 black pawn · g7 black pawn · h7 black pawn · c6 black pawn · d5 black pawn · c4 white pawn · d4 white pawn · a2 white pawn · b2 white pawn · e2 white pawn · f2 white pawn · g2 white pawn · h2 white pawn · a1 white rook · b1 white knight · c1 white bishop · d1 white queen · e1 white king · f1 white bishop · g1 white knight · h1 white rook | 4 |
| 3 | a8 black rook · b8 black knight · c8 black bishop · d8 black queen · e8 black king · f8 black bishop · g8 black knight · h8 black rook · a7 black pawn · b7 black pawn · e7 black pawn · f7 black pawn · g7 black pawn · h7 black pawn · c6 black pawn · d5 black pawn · c4 white pawn · d4 white pawn · a2 white pawn · b2 white pawn · e2 white pawn · f2 white pawn · g2 white pawn · h2 white pawn · a1 white rook · b1 white knight · c1 white bishop · d1 white queen · e1 white king · f1 white bishop · g1 white knight · h1 white rook | a8 black rook · b8 black knight · c8 black bishop · d8 black queen · e8 black king · f8 black bishop · g8 black knight · h8 black rook · a7 black pawn · b7 black pawn · e7 black pawn · f7 black pawn · g7 black pawn · h7 black pawn · c6 black pawn · d5 black pawn · c4 white pawn · d4 white pawn · a2 white pawn · b2 white pawn · e2 white pawn · f2 white pawn · g2 white pawn · h2 white pawn · a1 white rook · b1 white knight · c1 white bishop · d1 white queen · e1 white king · f1 white bishop · g1 white knight · h1 white rook | a8 black rook · b8 black knight · c8 black bishop · d8 black queen · e8 black king · f8 black bishop · g8 black knight · h8 black rook · a7 black pawn · b7 black pawn · e7 black pawn · f7 black pawn · g7 black pawn · h7 black pawn · c6 black pawn · d5 black pawn · c4 white pawn · d4 white pawn · a2 white pawn · b2 white pawn · e2 white pawn · f2 white pawn · g2 white pawn · h2 white pawn · a1 white rook · b1 white knight · c1 white bishop · d1 white queen · e1 white king · f1 white bishop · g1 white knight · h1 white rook | a8 black rook · b8 black knight · c8 black bishop · d8 black queen · e8 black king · f8 black bishop · g8 black knight · h8 black rook · a7 black pawn · b7 black pawn · e7 black pawn · f7 black pawn · g7 black pawn · h7 black pawn · c6 black pawn · d5 black pawn · c4 white pawn · d4 white pawn · a2 white pawn · b2 white pawn · e2 white pawn · f2 white pawn · g2 white pawn · h2 white pawn · a1 white rook · b1 white knight · c1 white bishop · d1 white queen · e1 white king · f1 white bishop · g1 white knight · h1 white rook | a8 black rook · b8 black knight · c8 black bishop · d8 black queen · e8 black king · f8 black bishop · g8 black knight · h8 black rook · a7 black pawn · b7 black pawn · e7 black pawn · f7 black pawn · g7 black pawn · h7 black pawn · c6 black pawn · d5 black pawn · c4 white pawn · d4 white pawn · a2 white pawn · b2 white pawn · e2 white pawn · f2 white pawn · g2 white pawn · h2 white pawn · a1 white rook · b1 white knight · c1 white bishop · d1 white queen · e1 white king · f1 white bishop · g1 white knight · h1 white rook | a8 black rook · b8 black knight · c8 black bishop · d8 black queen · e8 black king · f8 black bishop · g8 black knight · h8 black rook · a7 black pawn · b7 black pawn · e7 black pawn · f7 black pawn · g7 black pawn · h7 black pawn · c6 black pawn · d5 black pawn · c4 white pawn · d4 white pawn · a2 white pawn · b2 white pawn · e2 white pawn · f2 white pawn · g2 white pawn · h2 white pawn · a1 white rook · b1 white knight · c1 white bishop · d1 white queen · e1 white king · f1 white bishop · g1 white knight · h1 white rook | a8 black rook · b8 black knight · c8 black bishop · d8 black queen · e8 black king · f8 black bishop · g8 black knight · h8 black rook · a7 black pawn · b7 black pawn · e7 black pawn · f7 black pawn · g7 black pawn · h7 black pawn · c6 black pawn · d5 black pawn · c4 white pawn · d4 white pawn · a2 white pawn · b2 white pawn · e2 white pawn · f2 white pawn · g2 white pawn · h2 white pawn · a1 white rook · b1 white knight · c1 white bishop · d1 white queen · e1 white king · f1 white bishop · g1 white knight · h1 white rook | a8 black rook · b8 black knight · c8 black bishop · d8 black queen · e8 black king · f8 black bishop · g8 black knight · h8 black rook · a7 black pawn · b7 black pawn · e7 black pawn · f7 black pawn · g7 black pawn · h7 black pawn · c6 black pawn · d5 black pawn · c4 white pawn · d4 white pawn · a2 white pawn · b2 white pawn · e2 white pawn · f2 white pawn · g2 white pawn · h2 white pawn · a1 white rook · b1 white knight · c1 white bishop · d1 white queen · e1 white king · f1 white bishop · g1 white knight · h1 white rook | 3 |
| 2 | a8 black rook · b8 black knight · c8 black bishop · d8 black queen · e8 black king · f8 black bishop · g8 black knight · h8 black rook · a7 black pawn · b7 black pawn · e7 black pawn · f7 black pawn · g7 black pawn · h7 black pawn · c6 black pawn · d5 black pawn · c4 white pawn · d4 white pawn · a2 white pawn · b2 white pawn · e2 white pawn · f2 white pawn · g2 white pawn · h2 white pawn · a1 white rook · b1 white knight · c1 white bishop · d1 white queen · e1 white king · f1 white bishop · g1 white knight · h1 white rook | a8 black rook · b8 black knight · c8 black bishop · d8 black queen · e8 black king · f8 black bishop · g8 black knight · h8 black rook · a7 black pawn · b7 black pawn · e7 black pawn · f7 black pawn · g7 black pawn · h7 black pawn · c6 black pawn · d5 black pawn · c4 white pawn · d4 white pawn · a2 white pawn · b2 white pawn · e2 white pawn · f2 white pawn · g2 white pawn · h2 white pawn · a1 white rook · b1 white knight · c1 white bishop · d1 white queen · e1 white king · f1 white bishop · g1 white knight · h1 white rook | a8 black rook · b8 black knight · c8 black bishop · d8 black queen · e8 black king · f8 black bishop · g8 black knight · h8 black rook · a7 black pawn · b7 black pawn · e7 black pawn · f7 black pawn · g7 black pawn · h7 black pawn · c6 black pawn · d5 black pawn · c4 white pawn · d4 white pawn · a2 white pawn · b2 white pawn · e2 white pawn · f2 white pawn · g2 white pawn · h2 white pawn · a1 white rook · b1 white knight · c1 white bishop · d1 white queen · e1 white king · f1 white bishop · g1 white knight · h1 white rook | a8 black rook · b8 black knight · c8 black bishop · d8 black queen · e8 black king · f8 black bishop · g8 black knight · h8 black rook · a7 black pawn · b7 black pawn · e7 black pawn · f7 black pawn · g7 black pawn · h7 black pawn · c6 black pawn · d5 black pawn · c4 white pawn · d4 white pawn · a2 white pawn · b2 white pawn · e2 white pawn · f2 white pawn · g2 white pawn · h2 white pawn · a1 white rook · b1 white knight · c1 white bishop · d1 white queen · e1 white king · f1 white bishop · g1 white knight · h1 white rook | a8 black rook · b8 black knight · c8 black bishop · d8 black queen · e8 black king · f8 black bishop · g8 black knight · h8 black rook · a7 black pawn · b7 black pawn · e7 black pawn · f7 black pawn · g7 black pawn · h7 black pawn · c6 black pawn · d5 black pawn · c4 white pawn · d4 white pawn · a2 white pawn · b2 white pawn · e2 white pawn · f2 white pawn · g2 white pawn · h2 white pawn · a1 white rook · b1 white knight · c1 white bishop · d1 white queen · e1 white king · f1 white bishop · g1 white knight · h1 white rook | a8 black rook · b8 black knight · c8 black bishop · d8 black queen · e8 black king · f8 black bishop · g8 black knight · h8 black rook · a7 black pawn · b7 black pawn · e7 black pawn · f7 black pawn · g7 black pawn · h7 black pawn · c6 black pawn · d5 black pawn · c4 white pawn · d4 white pawn · a2 white pawn · b2 white pawn · e2 white pawn · f2 white pawn · g2 white pawn · h2 white pawn · a1 white rook · b1 white knight · c1 white bishop · d1 white queen · e1 white king · f1 white bishop · g1 white knight · h1 white rook | a8 black rook · b8 black knight · c8 black bishop · d8 black queen · e8 black king · f8 black bishop · g8 black knight · h8 black rook · a7 black pawn · b7 black pawn · e7 black pawn · f7 black pawn · g7 black pawn · h7 black pawn · c6 black pawn · d5 black pawn · c4 white pawn · d4 white pawn · a2 white pawn · b2 white pawn · e2 white pawn · f2 white pawn · g2 white pawn · h2 white pawn · a1 white rook · b1 white knight · c1 white bishop · d1 white queen · e1 white king · f1 white bishop · g1 white knight · h1 white rook | a8 black rook · b8 black knight · c8 black bishop · d8 black queen · e8 black king · f8 black bishop · g8 black knight · h8 black rook · a7 black pawn · b7 black pawn · e7 black pawn · f7 black pawn · g7 black pawn · h7 black pawn · c6 black pawn · d5 black pawn · c4 white pawn · d4 white pawn · a2 white pawn · b2 white pawn · e2 white pawn · f2 white pawn · g2 white pawn · h2 white pawn · a1 white rook · b1 white knight · c1 white bishop · d1 white queen · e1 white king · f1 white bishop · g1 white knight · h1 white rook | 2 |
| 1 | a8 black rook · b8 black knight · c8 black bishop · d8 black queen · e8 black king · f8 black bishop · g8 black knight · h8 black rook · a7 black pawn · b7 black pawn · e7 black pawn · f7 black pawn · g7 black pawn · h7 black pawn · c6 black pawn · d5 black pawn · c4 white pawn · d4 white pawn · a2 white pawn · b2 white pawn · e2 white pawn · f2 white pawn · g2 white pawn · h2 white pawn · a1 white rook · b1 white knight · c1 white bishop · d1 white queen · e1 white king · f1 white bishop · g1 white knight · h1 white rook | a8 black rook · b8 black knight · c8 black bishop · d8 black queen · e8 black king · f8 black bishop · g8 black knight · h8 black rook · a7 black pawn · b7 black pawn · e7 black pawn · f7 black pawn · g7 black pawn · h7 black pawn · c6 black pawn · d5 black pawn · c4 white pawn · d4 white pawn · a2 white pawn · b2 white pawn · e2 white pawn · f2 white pawn · g2 white pawn · h2 white pawn · a1 white rook · b1 white knight · c1 white bishop · d1 white queen · e1 white king · f1 white bishop · g1 white knight · h1 white rook | a8 black rook · b8 black knight · c8 black bishop · d8 black queen · e8 black king · f8 black bishop · g8 black knight · h8 black rook · a7 black pawn · b7 black pawn · e7 black pawn · f7 black pawn · g7 black pawn · h7 black pawn · c6 black pawn · d5 black pawn · c4 white pawn · d4 white pawn · a2 white pawn · b2 white pawn · e2 white pawn · f2 white pawn · g2 white pawn · h2 white pawn · a1 white rook · b1 white knight · c1 white bishop · d1 white queen · e1 white king · f1 white bishop · g1 white knight · h1 white rook | a8 black rook · b8 black knight · c8 black bishop · d8 black queen · e8 black king · f8 black bishop · g8 black knight · h8 black rook · a7 black pawn · b7 black pawn · e7 black pawn · f7 black pawn · g7 black pawn · h7 black pawn · c6 black pawn · d5 black pawn · c4 white pawn · d4 white pawn · a2 white pawn · b2 white pawn · e2 white pawn · f2 white pawn · g2 white pawn · h2 white pawn · a1 white rook · b1 white knight · c1 white bishop · d1 white queen · e1 white king · f1 white bishop · g1 white knight · h1 white rook | a8 black rook · b8 black knight · c8 black bishop · d8 black queen · e8 black king · f8 black bishop · g8 black knight · h8 black rook · a7 black pawn · b7 black pawn · e7 black pawn · f7 black pawn · g7 black pawn · h7 black pawn · c6 black pawn · d5 black pawn · c4 white pawn · d4 white pawn · a2 white pawn · b2 white pawn · e2 white pawn · f2 white pawn · g2 white pawn · h2 white pawn · a1 white rook · b1 white knight · c1 white bishop · d1 white queen · e1 white king · f1 white bishop · g1 white knight · h1 white rook | a8 black rook · b8 black knight · c8 black bishop · d8 black queen · e8 black king · f8 black bishop · g8 black knight · h8 black rook · a7 black pawn · b7 black pawn · e7 black pawn · f7 black pawn · g7 black pawn · h7 black pawn · c6 black pawn · d5 black pawn · c4 white pawn · d4 white pawn · a2 white pawn · b2 white pawn · e2 white pawn · f2 white pawn · g2 white pawn · h2 white pawn · a1 white rook · b1 white knight · c1 white bishop · d1 white queen · e1 white king · f1 white bishop · g1 white knight · h1 white rook | a8 black rook · b8 black knight · c8 black bishop · d8 black queen · e8 black king · f8 black bishop · g8 black knight · h8 black rook · a7 black pawn · b7 black pawn · e7 black pawn · f7 black pawn · g7 black pawn · h7 black pawn · c6 black pawn · d5 black pawn · c4 white pawn · d4 white pawn · a2 white pawn · b2 white pawn · e2 white pawn · f2 white pawn · g2 white pawn · h2 white pawn · a1 white rook · b1 white knight · c1 white bishop · d1 white queen · e1 white king · f1 white bishop · g1 white knight · h1 white rook | a8 black rook · b8 black knight · c8 black bishop · d8 black queen · e8 black king · f8 black bishop · g8 black knight · h8 black rook · a7 black pawn · b7 black pawn · e7 black pawn · f7 black pawn · g7 black pawn · h7 black pawn · c6 black pawn · d5 black pawn · c4 white pawn · d4 white pawn · a2 white pawn · b2 white pawn · e2 white pawn · f2 white pawn · g2 white pawn · h2 white pawn · a1 white rook · b1 white knight · c1 white bishop · d1 white queen · e1 white king · f1 white bishop · g1 white knight · h1 white rook | 1 |
|   | a | b | c | d | e | f | g | h |   |

```
3. 
Маршалова
 одбрана(1. д4 д5 2. ц4 Сф6)
```

Сматра се инфериорном у односу на одбијени дамин гамбит, јер бели може да узме пешака и оствари доминацију у центру, јер црни не може да узме назад пешаком ( 3. ц:д5 С:д5 ). Касније ће бели остварити темпо играњем пешака на е4, пошто ће црни морати поново да игра скакачем.
|   | a | b | c | d | e | f | g | h |   |
| 8 | a8 black rook · b8 black knight · c8 black bishop · d8 black queen · e8 black king · f8 black bishop · h8 black rook · a7 black pawn · b7 black pawn · c7 black pawn · e7 black pawn · f7 black pawn · g7 black pawn · h7 black pawn · f6 black knight · d5 black pawn · c4 white pawn · d4 white pawn · a2 white pawn · b2 white pawn · e2 white pawn · f2 white pawn · g2 white pawn · h2 white pawn · a1 white rook · b1 white knight · c1 white bishop · d1 white queen · e1 white king · f1 white bishop · g1 white knight · h1 white rook | a8 black rook · b8 black knight · c8 black bishop · d8 black queen · e8 black king · f8 black bishop · h8 black rook · a7 black pawn · b7 black pawn · c7 black pawn · e7 black pawn · f7 black pawn · g7 black pawn · h7 black pawn · f6 black knight · d5 black pawn · c4 white pawn · d4 white pawn · a2 white pawn · b2 white pawn · e2 white pawn · f2 white pawn · g2 white pawn · h2 white pawn · a1 white rook · b1 white knight · c1 white bishop · d1 white queen · e1 white king · f1 white bishop · g1 white knight · h1 white rook | a8 black rook · b8 black knight · c8 black bishop · d8 black queen · e8 black king · f8 black bishop · h8 black rook · a7 black pawn · b7 black pawn · c7 black pawn · e7 black pawn · f7 black pawn · g7 black pawn · h7 black pawn · f6 black knight · d5 black pawn · c4 white pawn · d4 white pawn · a2 white pawn · b2 white pawn · e2 white pawn · f2 white pawn · g2 white pawn · h2 white pawn · a1 white rook · b1 white knight · c1 white bishop · d1 white queen · e1 white king · f1 white bishop · g1 white knight · h1 white rook | a8 black rook · b8 black knight · c8 black bishop · d8 black queen · e8 black king · f8 black bishop · h8 black rook · a7 black pawn · b7 black pawn · c7 black pawn · e7 black pawn · f7 black pawn · g7 black pawn · h7 black pawn · f6 black knight · d5 black pawn · c4 white pawn · d4 white pawn · a2 white pawn · b2 white pawn · e2 white pawn · f2 white pawn · g2 white pawn · h2 white pawn · a1 white rook · b1 white knight · c1 white bishop · d1 white queen · e1 white king · f1 white bishop · g1 white knight · h1 white rook | a8 black rook · b8 black knight · c8 black bishop · d8 black queen · e8 black king · f8 black bishop · h8 black rook · a7 black pawn · b7 black pawn · c7 black pawn · e7 black pawn · f7 black pawn · g7 black pawn · h7 black pawn · f6 black knight · d5 black pawn · c4 white pawn · d4 white pawn · a2 white pawn · b2 white pawn · e2 white pawn · f2 white pawn · g2 white pawn · h2 white pawn · a1 white rook · b1 white knight · c1 white bishop · d1 white queen · e1 white king · f1 white bishop · g1 white knight · h1 white rook | a8 black rook · b8 black knight · c8 black bishop · d8 black queen · e8 black king · f8 black bishop · h8 black rook · a7 black pawn · b7 black pawn · c7 black pawn · e7 black pawn · f7 black pawn · g7 black pawn · h7 black pawn · f6 black knight · d5 black pawn · c4 white pawn · d4 white pawn · a2 white pawn · b2 white pawn · e2 white pawn · f2 white pawn · g2 white pawn · h2 white pawn · a1 white rook · b1 white knight · c1 white bishop · d1 white queen · e1 white king · f1 white bishop · g1 white knight · h1 white rook | a8 black rook · b8 black knight · c8 black bishop · d8 black queen · e8 black king · f8 black bishop · h8 black rook · a7 black pawn · b7 black pawn · c7 black pawn · e7 black pawn · f7 black pawn · g7 black pawn · h7 black pawn · f6 black knight · d5 black pawn · c4 white pawn · d4 white pawn · a2 white pawn · b2 white pawn · e2 white pawn · f2 white pawn · g2 white pawn · h2 white pawn · a1 white rook · b1 white knight · c1 white bishop · d1 white queen · e1 white king · f1 white bishop · g1 white knight · h1 white rook | a8 black rook · b8 black knight · c8 black bishop · d8 black queen · e8 black king · f8 black bishop · h8 black rook · a7 black pawn · b7 black pawn · c7 black pawn · e7 black pawn · f7 black pawn · g7 black pawn · h7 black pawn · f6 black knight · d5 black pawn · c4 white pawn · d4 white pawn · a2 white pawn · b2 white pawn · e2 white pawn · f2 white pawn · g2 white pawn · h2 white pawn · a1 white rook · b1 white knight · c1 white bishop · d1 white queen · e1 white king · f1 white bishop · g1 white knight · h1 white rook | 8 |
| 7 | a8 black rook · b8 black knight · c8 black bishop · d8 black queen · e8 black king · f8 black bishop · h8 black rook · a7 black pawn · b7 black pawn · c7 black pawn · e7 black pawn · f7 black pawn · g7 black pawn · h7 black pawn · f6 black knight · d5 black pawn · c4 white pawn · d4 white pawn · a2 white pawn · b2 white pawn · e2 white pawn · f2 white pawn · g2 white pawn · h2 white pawn · a1 white rook · b1 white knight · c1 white bishop · d1 white queen · e1 white king · f1 white bishop · g1 white knight · h1 white rook | a8 black rook · b8 black knight · c8 black bishop · d8 black queen · e8 black king · f8 black bishop · h8 black rook · a7 black pawn · b7 black pawn · c7 black pawn · e7 black pawn · f7 black pawn · g7 black pawn · h7 black pawn · f6 black knight · d5 black pawn · c4 white pawn · d4 white pawn · a2 white pawn · b2 white pawn · e2 white pawn · f2 white pawn · g2 white pawn · h2 white pawn · a1 white rook · b1 white knight · c1 white bishop · d1 white queen · e1 white king · f1 white bishop · g1 white knight · h1 white rook | a8 black rook · b8 black knight · c8 black bishop · d8 black queen · e8 black king · f8 black bishop · h8 black rook · a7 black pawn · b7 black pawn · c7 black pawn · e7 black pawn · f7 black pawn · g7 black pawn · h7 black pawn · f6 black knight · d5 black pawn · c4 white pawn · d4 white pawn · a2 white pawn · b2 white pawn · e2 white pawn · f2 white pawn · g2 white pawn · h2 white pawn · a1 white rook · b1 white knight · c1 white bishop · d1 white queen · e1 white king · f1 white bishop · g1 white knight · h1 white rook | a8 black rook · b8 black knight · c8 black bishop · d8 black queen · e8 black king · f8 black bishop · h8 black rook · a7 black pawn · b7 black pawn · c7 black pawn · e7 black pawn · f7 black pawn · g7 black pawn · h7 black pawn · f6 black knight · d5 black pawn · c4 white pawn · d4 white pawn · a2 white pawn · b2 white pawn · e2 white pawn · f2 white pawn · g2 white pawn · h2 white pawn · a1 white rook · b1 white knight · c1 white bishop · d1 white queen · e1 white king · f1 white bishop · g1 white knight · h1 white rook | a8 black rook · b8 black knight · c8 black bishop · d8 black queen · e8 black king · f8 black bishop · h8 black rook · a7 black pawn · b7 black pawn · c7 black pawn · e7 black pawn · f7 black pawn · g7 black pawn · h7 black pawn · f6 black knight · d5 black pawn · c4 white pawn · d4 white pawn · a2 white pawn · b2 white pawn · e2 white pawn · f2 white pawn · g2 white pawn · h2 white pawn · a1 white rook · b1 white knight · c1 white bishop · d1 white queen · e1 white king · f1 white bishop · g1 white knight · h1 white rook | a8 black rook · b8 black knight · c8 black bishop · d8 black queen · e8 black king · f8 black bishop · h8 black rook · a7 black pawn · b7 black pawn · c7 black pawn · e7 black pawn · f7 black pawn · g7 black pawn · h7 black pawn · f6 black knight · d5 black pawn · c4 white pawn · d4 white pawn · a2 white pawn · b2 white pawn · e2 white pawn · f2 white pawn · g2 white pawn · h2 white pawn · a1 white rook · b1 white knight · c1 white bishop · d1 white queen · e1 white king · f1 white bishop · g1 white knight · h1 white rook | a8 black rook · b8 black knight · c8 black bishop · d8 black queen · e8 black king · f8 black bishop · h8 black rook · a7 black pawn · b7 black pawn · c7 black pawn · e7 black pawn · f7 black pawn · g7 black pawn · h7 black pawn · f6 black knight · d5 black pawn · c4 white pawn · d4 white pawn · a2 white pawn · b2 white pawn · e2 white pawn · f2 white pawn · g2 white pawn · h2 white pawn · a1 white rook · b1 white knight · c1 white bishop · d1 white queen · e1 white king · f1 white bishop · g1 white knight · h1 white rook | a8 black rook · b8 black knight · c8 black bishop · d8 black queen · e8 black king · f8 black bishop · h8 black rook · a7 black pawn · b7 black pawn · c7 black pawn · e7 black pawn · f7 black pawn · g7 black pawn · h7 black pawn · f6 black knight · d5 black pawn · c4 white pawn · d4 white pawn · a2 white pawn · b2 white pawn · e2 white pawn · f2 white pawn · g2 white pawn · h2 white pawn · a1 white rook · b1 white knight · c1 white bishop · d1 white queen · e1 white king · f1 white bishop · g1 white knight · h1 white rook | 7 |
| 6 | a8 black rook · b8 black knight · c8 black bishop · d8 black queen · e8 black king · f8 black bishop · h8 black rook · a7 black pawn · b7 black pawn · c7 black pawn · e7 black pawn · f7 black pawn · g7 black pawn · h7 black pawn · f6 black knight · d5 black pawn · c4 white pawn · d4 white pawn · a2 white pawn · b2 white pawn · e2 white pawn · f2 white pawn · g2 white pawn · h2 white pawn · a1 white rook · b1 white knight · c1 white bishop · d1 white queen · e1 white king · f1 white bishop · g1 white knight · h1 white rook | a8 black rook · b8 black knight · c8 black bishop · d8 black queen · e8 black king · f8 black bishop · h8 black rook · a7 black pawn · b7 black pawn · c7 black pawn · e7 black pawn · f7 black pawn · g7 black pawn · h7 black pawn · f6 black knight · d5 black pawn · c4 white pawn · d4 white pawn · a2 white pawn · b2 white pawn · e2 white pawn · f2 white pawn · g2 white pawn · h2 white pawn · a1 white rook · b1 white knight · c1 white bishop · d1 white queen · e1 white king · f1 white bishop · g1 white knight · h1 white rook | a8 black rook · b8 black knight · c8 black bishop · d8 black queen · e8 black king · f8 black bishop · h8 black rook · a7 black pawn · b7 black pawn · c7 black pawn · e7 black pawn · f7 black pawn · g7 black pawn · h7 black pawn · f6 black knight · d5 black pawn · c4 white pawn · d4 white pawn · a2 white pawn · b2 white pawn · e2 white pawn · f2 white pawn · g2 white pawn · h2 white pawn · a1 white rook · b1 white knight · c1 white bishop · d1 white queen · e1 white king · f1 white bishop · g1 white knight · h1 white rook | a8 black rook · b8 black knight · c8 black bishop · d8 black queen · e8 black king · f8 black bishop · h8 black rook · a7 black pawn · b7 black pawn · c7 black pawn · e7 black pawn · f7 black pawn · g7 black pawn · h7 black pawn · f6 black knight · d5 black pawn · c4 white pawn · d4 white pawn · a2 white pawn · b2 white pawn · e2 white pawn · f2 white pawn · g2 white pawn · h2 white pawn · a1 white rook · b1 white knight · c1 white bishop · d1 white queen · e1 white king · f1 white bishop · g1 white knight · h1 white rook | a8 black rook · b8 black knight · c8 black bishop · d8 black queen · e8 black king · f8 black bishop · h8 black rook · a7 black pawn · b7 black pawn · c7 black pawn · e7 black pawn · f7 black pawn · g7 black pawn · h7 black pawn · f6 black knight · d5 black pawn · c4 white pawn · d4 white pawn · a2 white pawn · b2 white pawn · e2 white pawn · f2 white pawn · g2 white pawn · h2 white pawn · a1 white rook · b1 white knight · c1 white bishop · d1 white queen · e1 white king · f1 white bishop · g1 white knight · h1 white rook | a8 black rook · b8 black knight · c8 black bishop · d8 black queen · e8 black king · f8 black bishop · h8 black rook · a7 black pawn · b7 black pawn · c7 black pawn · e7 black pawn · f7 black pawn · g7 black pawn · h7 black pawn · f6 black knight · d5 black pawn · c4 white pawn · d4 white pawn · a2 white pawn · b2 white pawn · e2 white pawn · f2 white pawn · g2 white pawn · h2 white pawn · a1 white rook · b1 white knight · c1 white bishop · d1 white queen · e1 white king · f1 white bishop · g1 white knight · h1 white rook | a8 black rook · b8 black knight · c8 black bishop · d8 black queen · e8 black king · f8 black bishop · h8 black rook · a7 black pawn · b7 black pawn · c7 black pawn · e7 black pawn · f7 black pawn · g7 black pawn · h7 black pawn · f6 black knight · d5 black pawn · c4 white pawn · d4 white pawn · a2 white pawn · b2 white pawn · e2 white pawn · f2 white pawn · g2 white pawn · h2 white pawn · a1 white rook · b1 white knight · c1 white bishop · d1 white queen · e1 white king · f1 white bishop · g1 white knight · h1 white rook | a8 black rook · b8 black knight · c8 black bishop · d8 black queen · e8 black king · f8 black bishop · h8 black rook · a7 black pawn · b7 black pawn · c7 black pawn · e7 black pawn · f7 black pawn · g7 black pawn · h7 black pawn · f6 black knight · d5 black pawn · c4 white pawn · d4 white pawn · a2 white pawn · b2 white pawn · e2 white pawn · f2 white pawn · g2 white pawn · h2 white pawn · a1 white rook · b1 white knight · c1 white bishop · d1 white queen · e1 white king · f1 white bishop · g1 white knight · h1 white rook | 6 |
| 5 | a8 black rook · b8 black knight · c8 black bishop · d8 black queen · e8 black king · f8 black bishop · h8 black rook · a7 black pawn · b7 black pawn · c7 black pawn · e7 black pawn · f7 black pawn · g7 black pawn · h7 black pawn · f6 black knight · d5 black pawn · c4 white pawn · d4 white pawn · a2 white pawn · b2 white pawn · e2 white pawn · f2 white pawn · g2 white pawn · h2 white pawn · a1 white rook · b1 white knight · c1 white bishop · d1 white queen · e1 white king · f1 white bishop · g1 white knight · h1 white rook | a8 black rook · b8 black knight · c8 black bishop · d8 black queen · e8 black king · f8 black bishop · h8 black rook · a7 black pawn · b7 black pawn · c7 black pawn · e7 black pawn · f7 black pawn · g7 black pawn · h7 black pawn · f6 black knight · d5 black pawn · c4 white pawn · d4 white pawn · a2 white pawn · b2 white pawn · e2 white pawn · f2 white pawn · g2 white pawn · h2 white pawn · a1 white rook · b1 white knight · c1 white bishop · d1 white queen · e1 white king · f1 white bishop · g1 white knight · h1 white rook | a8 black rook · b8 black knight · c8 black bishop · d8 black queen · e8 black king · f8 black bishop · h8 black rook · a7 black pawn · b7 black pawn · c7 black pawn · e7 black pawn · f7 black pawn · g7 black pawn · h7 black pawn · f6 black knight · d5 black pawn · c4 white pawn · d4 white pawn · a2 white pawn · b2 white pawn · e2 white pawn · f2 white pawn · g2 white pawn · h2 white pawn · a1 white rook · b1 white knight · c1 white bishop · d1 white queen · e1 white king · f1 white bishop · g1 white knight · h1 white rook | a8 black rook · b8 black knight · c8 black bishop · d8 black queen · e8 black king · f8 black bishop · h8 black rook · a7 black pawn · b7 black pawn · c7 black pawn · e7 black pawn · f7 black pawn · g7 black pawn · h7 black pawn · f6 black knight · d5 black pawn · c4 white pawn · d4 white pawn · a2 white pawn · b2 white pawn · e2 white pawn · f2 white pawn · g2 white pawn · h2 white pawn · a1 white rook · b1 white knight · c1 white bishop · d1 white queen · e1 white king · f1 white bishop · g1 white knight · h1 white rook | a8 black rook · b8 black knight · c8 black bishop · d8 black queen · e8 black king · f8 black bishop · h8 black rook · a7 black pawn · b7 black pawn · c7 black pawn · e7 black pawn · f7 black pawn · g7 black pawn · h7 black pawn · f6 black knight · d5 black pawn · c4 white pawn · d4 white pawn · a2 white pawn · b2 white pawn · e2 white pawn · f2 white pawn · g2 white pawn · h2 white pawn · a1 white rook · b1 white knight · c1 white bishop · d1 white queen · e1 white king · f1 white bishop · g1 white knight · h1 white rook | a8 black rook · b8 black knight · c8 black bishop · d8 black queen · e8 black king · f8 black bishop · h8 black rook · a7 black pawn · b7 black pawn · c7 black pawn · e7 black pawn · f7 black pawn · g7 black pawn · h7 black pawn · f6 black knight · d5 black pawn · c4 white pawn · d4 white pawn · a2 white pawn · b2 white pawn · e2 white pawn · f2 white pawn · g2 white pawn · h2 white pawn · a1 white rook · b1 white knight · c1 white bishop · d1 white queen · e1 white king · f1 white bishop · g1 white knight · h1 white rook | a8 black rook · b8 black knight · c8 black bishop · d8 black queen · e8 black king · f8 black bishop · h8 black rook · a7 black pawn · b7 black pawn · c7 black pawn · e7 black pawn · f7 black pawn · g7 black pawn · h7 black pawn · f6 black knight · d5 black pawn · c4 white pawn · d4 white pawn · a2 white pawn · b2 white pawn · e2 white pawn · f2 white pawn · g2 white pawn · h2 white pawn · a1 white rook · b1 white knight · c1 white bishop · d1 white queen · e1 white king · f1 white bishop · g1 white knight · h1 white rook | a8 black rook · b8 black knight · c8 black bishop · d8 black queen · e8 black king · f8 black bishop · h8 black rook · a7 black pawn · b7 black pawn · c7 black pawn · e7 black pawn · f7 black pawn · g7 black pawn · h7 black pawn · f6 black knight · d5 black pawn · c4 white pawn · d4 white pawn · a2 white pawn · b2 white pawn · e2 white pawn · f2 white pawn · g2 white pawn · h2 white pawn · a1 white rook · b1 white knight · c1 white bishop · d1 white queen · e1 white king · f1 white bishop · g1 white knight · h1 white rook | 5 |
| 4 | a8 black rook · b8 black knight · c8 black bishop · d8 black queen · e8 black king · f8 black bishop · h8 black rook · a7 black pawn · b7 black pawn · c7 black pawn · e7 black pawn · f7 black pawn · g7 black pawn · h7 black pawn · f6 black knight · d5 black pawn · c4 white pawn · d4 white pawn · a2 white pawn · b2 white pawn · e2 white pawn · f2 white pawn · g2 white pawn · h2 white pawn · a1 white rook · b1 white knight · c1 white bishop · d1 white queen · e1 white king · f1 white bishop · g1 white knight · h1 white rook | a8 black rook · b8 black knight · c8 black bishop · d8 black queen · e8 black king · f8 black bishop · h8 black rook · a7 black pawn · b7 black pawn · c7 black pawn · e7 black pawn · f7 black pawn · g7 black pawn · h7 black pawn · f6 black knight · d5 black pawn · c4 white pawn · d4 white pawn · a2 white pawn · b2 white pawn · e2 white pawn · f2 white pawn · g2 white pawn · h2 white pawn · a1 white rook · b1 white knight · c1 white bishop · d1 white queen · e1 white king · f1 white bishop · g1 white knight · h1 white rook | a8 black rook · b8 black knight · c8 black bishop · d8 black queen · e8 black king · f8 black bishop · h8 black rook · a7 black pawn · b7 black pawn · c7 black pawn · e7 black pawn · f7 black pawn · g7 black pawn · h7 black pawn · f6 black knight · d5 black pawn · c4 white pawn · d4 white pawn · a2 white pawn · b2 white pawn · e2 white pawn · f2 white pawn · g2 white pawn · h2 white pawn · a1 white rook · b1 white knight · c1 white bishop · d1 white queen · e1 white king · f1 white bishop · g1 white knight · h1 white rook | a8 black rook · b8 black knight · c8 black bishop · d8 black queen · e8 black king · f8 black bishop · h8 black rook · a7 black pawn · b7 black pawn · c7 black pawn · e7 black pawn · f7 black pawn · g7 black pawn · h7 black pawn · f6 black knight · d5 black pawn · c4 white pawn · d4 white pawn · a2 white pawn · b2 white pawn · e2 white pawn · f2 white pawn · g2 white pawn · h2 white pawn · a1 white rook · b1 white knight · c1 white bishop · d1 white queen · e1 white king · f1 white bishop · g1 white knight · h1 white rook | a8 black rook · b8 black knight · c8 black bishop · d8 black queen · e8 black king · f8 black bishop · h8 black rook · a7 black pawn · b7 black pawn · c7 black pawn · e7 black pawn · f7 black pawn · g7 black pawn · h7 black pawn · f6 black knight · d5 black pawn · c4 white pawn · d4 white pawn · a2 white pawn · b2 white pawn · e2 white pawn · f2 white pawn · g2 white pawn · h2 white pawn · a1 white rook · b1 white knight · c1 white bishop · d1 white queen · e1 white king · f1 white bishop · g1 white knight · h1 white rook | a8 black rook · b8 black knight · c8 black bishop · d8 black queen · e8 black king · f8 black bishop · h8 black rook · a7 black pawn · b7 black pawn · c7 black pawn · e7 black pawn · f7 black pawn · g7 black pawn · h7 black pawn · f6 black knight · d5 black pawn · c4 white pawn · d4 white pawn · a2 white pawn · b2 white pawn · e2 white pawn · f2 white pawn · g2 white pawn · h2 white pawn · a1 white rook · b1 white knight · c1 white bishop · d1 white queen · e1 white king · f1 white bishop · g1 white knight · h1 white rook | a8 black rook · b8 black knight · c8 black bishop · d8 black queen · e8 black king · f8 black bishop · h8 black rook · a7 black pawn · b7 black pawn · c7 black pawn · e7 black pawn · f7 black pawn · g7 black pawn · h7 black pawn · f6 black knight · d5 black pawn · c4 white pawn · d4 white pawn · a2 white pawn · b2 white pawn · e2 white pawn · f2 white pawn · g2 white pawn · h2 white pawn · a1 white rook · b1 white knight · c1 white bishop · d1 white queen · e1 white king · f1 white bishop · g1 white knight · h1 white rook | a8 black rook · b8 black knight · c8 black bishop · d8 black queen · e8 black king · f8 black bishop · h8 black rook · a7 black pawn · b7 black pawn · c7 black pawn · e7 black pawn · f7 black pawn · g7 black pawn · h7 black pawn · f6 black knight · d5 black pawn · c4 white pawn · d4 white pawn · a2 white pawn · b2 white pawn · e2 white pawn · f2 white pawn · g2 white pawn · h2 white pawn · a1 white rook · b1 white knight · c1 white bishop · d1 white queen · e1 white king · f1 white bishop · g1 white knight · h1 white rook | 4 |
| 3 | a8 black rook · b8 black knight · c8 black bishop · d8 black queen · e8 black king · f8 black bishop · h8 black rook · a7 black pawn · b7 black pawn · c7 black pawn · e7 black pawn · f7 black pawn · g7 black pawn · h7 black pawn · f6 black knight · d5 black pawn · c4 white pawn · d4 white pawn · a2 white pawn · b2 white pawn · e2 white pawn · f2 white pawn · g2 white pawn · h2 white pawn · a1 white rook · b1 white knight · c1 white bishop · d1 white queen · e1 white king · f1 white bishop · g1 white knight · h1 white rook | a8 black rook · b8 black knight · c8 black bishop · d8 black queen · e8 black king · f8 black bishop · h8 black rook · a7 black pawn · b7 black pawn · c7 black pawn · e7 black pawn · f7 black pawn · g7 black pawn · h7 black pawn · f6 black knight · d5 black pawn · c4 white pawn · d4 white pawn · a2 white pawn · b2 white pawn · e2 white pawn · f2 white pawn · g2 white pawn · h2 white pawn · a1 white rook · b1 white knight · c1 white bishop · d1 white queen · e1 white king · f1 white bishop · g1 white knight · h1 white rook | a8 black rook · b8 black knight · c8 black bishop · d8 black queen · e8 black king · f8 black bishop · h8 black rook · a7 black pawn · b7 black pawn · c7 black pawn · e7 black pawn · f7 black pawn · g7 black pawn · h7 black pawn · f6 black knight · d5 black pawn · c4 white pawn · d4 white pawn · a2 white pawn · b2 white pawn · e2 white pawn · f2 white pawn · g2 white pawn · h2 white pawn · a1 white rook · b1 white knight · c1 white bishop · d1 white queen · e1 white king · f1 white bishop · g1 white knight · h1 white rook | a8 black rook · b8 black knight · c8 black bishop · d8 black queen · e8 black king · f8 black bishop · h8 black rook · a7 black pawn · b7 black pawn · c7 black pawn · e7 black pawn · f7 black pawn · g7 black pawn · h7 black pawn · f6 black knight · d5 black pawn · c4 white pawn · d4 white pawn · a2 white pawn · b2 white pawn · e2 white pawn · f2 white pawn · g2 white pawn · h2 white pawn · a1 white rook · b1 white knight · c1 white bishop · d1 white queen · e1 white king · f1 white bishop · g1 white knight · h1 white rook | a8 black rook · b8 black knight · c8 black bishop · d8 black queen · e8 black king · f8 black bishop · h8 black rook · a7 black pawn · b7 black pawn · c7 black pawn · e7 black pawn · f7 black pawn · g7 black pawn · h7 black pawn · f6 black knight · d5 black pawn · c4 white pawn · d4 white pawn · a2 white pawn · b2 white pawn · e2 white pawn · f2 white pawn · g2 white pawn · h2 white pawn · a1 white rook · b1 white knight · c1 white bishop · d1 white queen · e1 white king · f1 white bishop · g1 white knight · h1 white rook | a8 black rook · b8 black knight · c8 black bishop · d8 black queen · e8 black king · f8 black bishop · h8 black rook · a7 black pawn · b7 black pawn · c7 black pawn · e7 black pawn · f7 black pawn · g7 black pawn · h7 black pawn · f6 black knight · d5 black pawn · c4 white pawn · d4 white pawn · a2 white pawn · b2 white pawn · e2 white pawn · f2 white pawn · g2 white pawn · h2 white pawn · a1 white rook · b1 white knight · c1 white bishop · d1 white queen · e1 white king · f1 white bishop · g1 white knight · h1 white rook | a8 black rook · b8 black knight · c8 black bishop · d8 black queen · e8 black king · f8 black bishop · h8 black rook · a7 black pawn · b7 black pawn · c7 black pawn · e7 black pawn · f7 black pawn · g7 black pawn · h7 black pawn · f6 black knight · d5 black pawn · c4 white pawn · d4 white pawn · a2 white pawn · b2 white pawn · e2 white pawn · f2 white pawn · g2 white pawn · h2 white pawn · a1 white rook · b1 white knight · c1 white bishop · d1 white queen · e1 white king · f1 white bishop · g1 white knight · h1 white rook | a8 black rook · b8 black knight · c8 black bishop · d8 black queen · e8 black king · f8 black bishop · h8 black rook · a7 black pawn · b7 black pawn · c7 black pawn · e7 black pawn · f7 black pawn · g7 black pawn · h7 black pawn · f6 black knight · d5 black pawn · c4 white pawn · d4 white pawn · a2 white pawn · b2 white pawn · e2 white pawn · f2 white pawn · g2 white pawn · h2 white pawn · a1 white rook · b1 white knight · c1 white bishop · d1 white queen · e1 white king · f1 white bishop · g1 white knight · h1 white rook | 3 |
| 2 | a8 black rook · b8 black knight · c8 black bishop · d8 black queen · e8 black king · f8 black bishop · h8 black rook · a7 black pawn · b7 black pawn · c7 black pawn · e7 black pawn · f7 black pawn · g7 black pawn · h7 black pawn · f6 black knight · d5 black pawn · c4 white pawn · d4 white pawn · a2 white pawn · b2 white pawn · e2 white pawn · f2 white pawn · g2 white pawn · h2 white pawn · a1 white rook · b1 white knight · c1 white bishop · d1 white queen · e1 white king · f1 white bishop · g1 white knight · h1 white rook | a8 black rook · b8 black knight · c8 black bishop · d8 black queen · e8 black king · f8 black bishop · h8 black rook · a7 black pawn · b7 black pawn · c7 black pawn · e7 black pawn · f7 black pawn · g7 black pawn · h7 black pawn · f6 black knight · d5 black pawn · c4 white pawn · d4 white pawn · a2 white pawn · b2 white pawn · e2 white pawn · f2 white pawn · g2 white pawn · h2 white pawn · a1 white rook · b1 white knight · c1 white bishop · d1 white queen · e1 white king · f1 white bishop · g1 white knight · h1 white rook | a8 black rook · b8 black knight · c8 black bishop · d8 black queen · e8 black king · f8 black bishop · h8 black rook · a7 black pawn · b7 black pawn · c7 black pawn · e7 black pawn · f7 black pawn · g7 black pawn · h7 black pawn · f6 black knight · d5 black pawn · c4 white pawn · d4 white pawn · a2 white pawn · b2 white pawn · e2 white pawn · f2 white pawn · g2 white pawn · h2 white pawn · a1 white rook · b1 white knight · c1 white bishop · d1 white queen · e1 white king · f1 white bishop · g1 white knight · h1 white rook | a8 black rook · b8 black knight · c8 black bishop · d8 black queen · e8 black king · f8 black bishop · h8 black rook · a7 black pawn · b7 black pawn · c7 black pawn · e7 black pawn · f7 black pawn · g7 black pawn · h7 black pawn · f6 black knight · d5 black pawn · c4 white pawn · d4 white pawn · a2 white pawn · b2 white pawn · e2 white pawn · f2 white pawn · g2 white pawn · h2 white pawn · a1 white rook · b1 white knight · c1 white bishop · d1 white queen · e1 white king · f1 white bishop · g1 white knight · h1 white rook | a8 black rook · b8 black knight · c8 black bishop · d8 black queen · e8 black king · f8 black bishop · h8 black rook · a7 black pawn · b7 black pawn · c7 black pawn · e7 black pawn · f7 black pawn · g7 black pawn · h7 black pawn · f6 black knight · d5 black pawn · c4 white pawn · d4 white pawn · a2 white pawn · b2 white pawn · e2 white pawn · f2 white pawn · g2 white pawn · h2 white pawn · a1 white rook · b1 white knight · c1 white bishop · d1 white queen · e1 white king · f1 white bishop · g1 white knight · h1 white rook | a8 black rook · b8 black knight · c8 black bishop · d8 black queen · e8 black king · f8 black bishop · h8 black rook · a7 black pawn · b7 black pawn · c7 black pawn · e7 black pawn · f7 black pawn · g7 black pawn · h7 black pawn · f6 black knight · d5 black pawn · c4 white pawn · d4 white pawn · a2 white pawn · b2 white pawn · e2 white pawn · f2 white pawn · g2 white pawn · h2 white pawn · a1 white rook · b1 white knight · c1 white bishop · d1 white queen · e1 white king · f1 white bishop · g1 white knight · h1 white rook | a8 black rook · b8 black knight · c8 black bishop · d8 black queen · e8 black king · f8 black bishop · h8 black rook · a7 black pawn · b7 black pawn · c7 black pawn · e7 black pawn · f7 black pawn · g7 black pawn · h7 black pawn · f6 black knight · d5 black pawn · c4 white pawn · d4 white pawn · a2 white pawn · b2 white pawn · e2 white pawn · f2 white pawn · g2 white pawn · h2 white pawn · a1 white rook · b1 white knight · c1 white bishop · d1 white queen · e1 white king · f1 white bishop · g1 white knight · h1 white rook | a8 black rook · b8 black knight · c8 black bishop · d8 black queen · e8 black king · f8 black bishop · h8 black rook · a7 black pawn · b7 black pawn · c7 black pawn · e7 black pawn · f7 black pawn · g7 black pawn · h7 black pawn · f6 black knight · d5 black pawn · c4 white pawn · d4 white pawn · a2 white pawn · b2 white pawn · e2 white pawn · f2 white pawn · g2 white pawn · h2 white pawn · a1 white rook · b1 white knight · c1 white bishop · d1 white queen · e1 white king · f1 white bishop · g1 white knight · h1 white rook | 2 |
| 1 | a8 black rook · b8 black knight · c8 black bishop · d8 black queen · e8 black king · f8 black bishop · h8 black rook · a7 black pawn · b7 black pawn · c7 black pawn · e7 black pawn · f7 black pawn · g7 black pawn · h7 black pawn · f6 black knight · d5 black pawn · c4 white pawn · d4 white pawn · a2 white pawn · b2 white pawn · e2 white pawn · f2 white pawn · g2 white pawn · h2 white pawn · a1 white rook · b1 white knight · c1 white bishop · d1 white queen · e1 white king · f1 white bishop · g1 white knight · h1 white rook | a8 black rook · b8 black knight · c8 black bishop · d8 black queen · e8 black king · f8 black bishop · h8 black rook · a7 black pawn · b7 black pawn · c7 black pawn · e7 black pawn · f7 black pawn · g7 black pawn · h7 black pawn · f6 black knight · d5 black pawn · c4 white pawn · d4 white pawn · a2 white pawn · b2 white pawn · e2 white pawn · f2 white pawn · g2 white pawn · h2 white pawn · a1 white rook · b1 white knight · c1 white bishop · d1 white queen · e1 white king · f1 white bishop · g1 white knight · h1 white rook | a8 black rook · b8 black knight · c8 black bishop · d8 black queen · e8 black king · f8 black bishop · h8 black rook · a7 black pawn · b7 black pawn · c7 black pawn · e7 black pawn · f7 black pawn · g7 black pawn · h7 black pawn · f6 black knight · d5 black pawn · c4 white pawn · d4 white pawn · a2 white pawn · b2 white pawn · e2 white pawn · f2 white pawn · g2 white pawn · h2 white pawn · a1 white rook · b1 white knight · c1 white bishop · d1 white queen · e1 white king · f1 white bishop · g1 white knight · h1 white rook | a8 black rook · b8 black knight · c8 black bishop · d8 black queen · e8 black king · f8 black bishop · h8 black rook · a7 black pawn · b7 black pawn · c7 black pawn · e7 black pawn · f7 black pawn · g7 black pawn · h7 black pawn · f6 black knight · d5 black pawn · c4 white pawn · d4 white pawn · a2 white pawn · b2 white pawn · e2 white pawn · f2 white pawn · g2 white pawn · h2 white pawn · a1 white rook · b1 white knight · c1 white bishop · d1 white queen · e1 white king · f1 white bishop · g1 white knight · h1 white rook | a8 black rook · b8 black knight · c8 black bishop · d8 black queen · e8 black king · f8 black bishop · h8 black rook · a7 black pawn · b7 black pawn · c7 black pawn · e7 black pawn · f7 black pawn · g7 black pawn · h7 black pawn · f6 black knight · d5 black pawn · c4 white pawn · d4 white pawn · a2 white pawn · b2 white pawn · e2 white pawn · f2 white pawn · g2 white pawn · h2 white pawn · a1 white rook · b1 white knight · c1 white bishop · d1 white queen · e1 white king · f1 white bishop · g1 white knight · h1 white rook | a8 black rook · b8 black knight · c8 black bishop · d8 black queen · e8 black king · f8 black bishop · h8 black rook · a7 black pawn · b7 black pawn · c7 black pawn · e7 black pawn · f7 black pawn · g7 black pawn · h7 black pawn · f6 black knight · d5 black pawn · c4 white pawn · d4 white pawn · a2 white pawn · b2 white pawn · e2 white pawn · f2 white pawn · g2 white pawn · h2 white pawn · a1 white rook · b1 white knight · c1 white bishop · d1 white queen · e1 white king · f1 white bishop · g1 white knight · h1 white rook | a8 black rook · b8 black knight · c8 black bishop · d8 black queen · e8 black king · f8 black bishop · h8 black rook · a7 black pawn · b7 black pawn · c7 black pawn · e7 black pawn · f7 black pawn · g7 black pawn · h7 black pawn · f6 black knight · d5 black pawn · c4 white pawn · d4 white pawn · a2 white pawn · b2 white pawn · e2 white pawn · f2 white pawn · g2 white pawn · h2 white pawn · a1 white rook · b1 white knight · c1 white bishop · d1 white queen · e1 white king · f1 white bishop · g1 white knight · h1 white rook | a8 black rook · b8 black knight · c8 black bishop · d8 black queen · e8 black king · f8 black bishop · h8 black rook · a7 black pawn · b7 black pawn · c7 black pawn · e7 black pawn · f7 black pawn · g7 black pawn · h7 black pawn · f6 black knight · d5 black pawn · c4 white pawn · d4 white pawn · a2 white pawn · b2 white pawn · e2 white pawn · f2 white pawn · g2 white pawn · h2 white pawn · a1 white rook · b1 white knight · c1 white bishop · d1 white queen · e1 white king · f1 white bishop · g1 white knight · h1 white rook | 1 |
|   | a | b | c | d | e | f | g | h |   |

```
4. 
Чигоринова
 одбрана
```

Није толико популарна колико и друге одбране, јер је врло ризична. Уколико црни игра непажљиво, бели може остварити огромну предност у центру. 
У овој варијанти постоје разне клопке. Црни добија веома развијен пар скакача, док бели углавном задржава предност ловачког пара.
|   | a | b | c | d | e | f | g | h |   |
| 8 | a8 black rook · c8 black bishop · d8 black queen · e8 black king · f8 black bishop · g8 black knight · h8 black rook · a7 black pawn · b7 black pawn · c7 black pawn · e7 black pawn · f7 black pawn · g7 black pawn · h7 black pawn · c6 black knight · d5 black pawn · c4 white pawn · d4 white pawn · a2 white pawn · b2 white pawn · e2 white pawn · f2 white pawn · g2 white pawn · h2 white pawn · a1 white rook · b1 white knight · c1 white bishop · d1 white queen · e1 white king · f1 white bishop · g1 white knight · h1 white rook | a8 black rook · c8 black bishop · d8 black queen · e8 black king · f8 black bishop · g8 black knight · h8 black rook · a7 black pawn · b7 black pawn · c7 black pawn · e7 black pawn · f7 black pawn · g7 black pawn · h7 black pawn · c6 black knight · d5 black pawn · c4 white pawn · d4 white pawn · a2 white pawn · b2 white pawn · e2 white pawn · f2 white pawn · g2 white pawn · h2 white pawn · a1 white rook · b1 white knight · c1 white bishop · d1 white queen · e1 white king · f1 white bishop · g1 white knight · h1 white rook | a8 black rook · c8 black bishop · d8 black queen · e8 black king · f8 black bishop · g8 black knight · h8 black rook · a7 black pawn · b7 black pawn · c7 black pawn · e7 black pawn · f7 black pawn · g7 black pawn · h7 black pawn · c6 black knight · d5 black pawn · c4 white pawn · d4 white pawn · a2 white pawn · b2 white pawn · e2 white pawn · f2 white pawn · g2 white pawn · h2 white pawn · a1 white rook · b1 white knight · c1 white bishop · d1 white queen · e1 white king · f1 white bishop · g1 white knight · h1 white rook | a8 black rook · c8 black bishop · d8 black queen · e8 black king · f8 black bishop · g8 black knight · h8 black rook · a7 black pawn · b7 black pawn · c7 black pawn · e7 black pawn · f7 black pawn · g7 black pawn · h7 black pawn · c6 black knight · d5 black pawn · c4 white pawn · d4 white pawn · a2 white pawn · b2 white pawn · e2 white pawn · f2 white pawn · g2 white pawn · h2 white pawn · a1 white rook · b1 white knight · c1 white bishop · d1 white queen · e1 white king · f1 white bishop · g1 white knight · h1 white rook | a8 black rook · c8 black bishop · d8 black queen · e8 black king · f8 black bishop · g8 black knight · h8 black rook · a7 black pawn · b7 black pawn · c7 black pawn · e7 black pawn · f7 black pawn · g7 black pawn · h7 black pawn · c6 black knight · d5 black pawn · c4 white pawn · d4 white pawn · a2 white pawn · b2 white pawn · e2 white pawn · f2 white pawn · g2 white pawn · h2 white pawn · a1 white rook · b1 white knight · c1 white bishop · d1 white queen · e1 white king · f1 white bishop · g1 white knight · h1 white rook | a8 black rook · c8 black bishop · d8 black queen · e8 black king · f8 black bishop · g8 black knight · h8 black rook · a7 black pawn · b7 black pawn · c7 black pawn · e7 black pawn · f7 black pawn · g7 black pawn · h7 black pawn · c6 black knight · d5 black pawn · c4 white pawn · d4 white pawn · a2 white pawn · b2 white pawn · e2 white pawn · f2 white pawn · g2 white pawn · h2 white pawn · a1 white rook · b1 white knight · c1 white bishop · d1 white queen · e1 white king · f1 white bishop · g1 white knight · h1 white rook | a8 black rook · c8 black bishop · d8 black queen · e8 black king · f8 black bishop · g8 black knight · h8 black rook · a7 black pawn · b7 black pawn · c7 black pawn · e7 black pawn · f7 black pawn · g7 black pawn · h7 black pawn · c6 black knight · d5 black pawn · c4 white pawn · d4 white pawn · a2 white pawn · b2 white pawn · e2 white pawn · f2 white pawn · g2 white pawn · h2 white pawn · a1 white rook · b1 white knight · c1 white bishop · d1 white queen · e1 white king · f1 white bishop · g1 white knight · h1 white rook | a8 black rook · c8 black bishop · d8 black queen · e8 black king · f8 black bishop · g8 black knight · h8 black rook · a7 black pawn · b7 black pawn · c7 black pawn · e7 black pawn · f7 black pawn · g7 black pawn · h7 black pawn · c6 black knight · d5 black pawn · c4 white pawn · d4 white pawn · a2 white pawn · b2 white pawn · e2 white pawn · f2 white pawn · g2 white pawn · h2 white pawn · a1 white rook · b1 white knight · c1 white bishop · d1 white queen · e1 white king · f1 white bishop · g1 white knight · h1 white rook | 8 |
| 7 | a8 black rook · c8 black bishop · d8 black queen · e8 black king · f8 black bishop · g8 black knight · h8 black rook · a7 black pawn · b7 black pawn · c7 black pawn · e7 black pawn · f7 black pawn · g7 black pawn · h7 black pawn · c6 black knight · d5 black pawn · c4 white pawn · d4 white pawn · a2 white pawn · b2 white pawn · e2 white pawn · f2 white pawn · g2 white pawn · h2 white pawn · a1 white rook · b1 white knight · c1 white bishop · d1 white queen · e1 white king · f1 white bishop · g1 white knight · h1 white rook | a8 black rook · c8 black bishop · d8 black queen · e8 black king · f8 black bishop · g8 black knight · h8 black rook · a7 black pawn · b7 black pawn · c7 black pawn · e7 black pawn · f7 black pawn · g7 black pawn · h7 black pawn · c6 black knight · d5 black pawn · c4 white pawn · d4 white pawn · a2 white pawn · b2 white pawn · e2 white pawn · f2 white pawn · g2 white pawn · h2 white pawn · a1 white rook · b1 white knight · c1 white bishop · d1 white queen · e1 white king · f1 white bishop · g1 white knight · h1 white rook | a8 black rook · c8 black bishop · d8 black queen · e8 black king · f8 black bishop · g8 black knight · h8 black rook · a7 black pawn · b7 black pawn · c7 black pawn · e7 black pawn · f7 black pawn · g7 black pawn · h7 black pawn · c6 black knight · d5 black pawn · c4 white pawn · d4 white pawn · a2 white pawn · b2 white pawn · e2 white pawn · f2 white pawn · g2 white pawn · h2 white pawn · a1 white rook · b1 white knight · c1 white bishop · d1 white queen · e1 white king · f1 white bishop · g1 white knight · h1 white rook | a8 black rook · c8 black bishop · d8 black queen · e8 black king · f8 black bishop · g8 black knight · h8 black rook · a7 black pawn · b7 black pawn · c7 black pawn · e7 black pawn · f7 black pawn · g7 black pawn · h7 black pawn · c6 black knight · d5 black pawn · c4 white pawn · d4 white pawn · a2 white pawn · b2 white pawn · e2 white pawn · f2 white pawn · g2 white pawn · h2 white pawn · a1 white rook · b1 white knight · c1 white bishop · d1 white queen · e1 white king · f1 white bishop · g1 white knight · h1 white rook | a8 black rook · c8 black bishop · d8 black queen · e8 black king · f8 black bishop · g8 black knight · h8 black rook · a7 black pawn · b7 black pawn · c7 black pawn · e7 black pawn · f7 black pawn · g7 black pawn · h7 black pawn · c6 black knight · d5 black pawn · c4 white pawn · d4 white pawn · a2 white pawn · b2 white pawn · e2 white pawn · f2 white pawn · g2 white pawn · h2 white pawn · a1 white rook · b1 white knight · c1 white bishop · d1 white queen · e1 white king · f1 white bishop · g1 white knight · h1 white rook | a8 black rook · c8 black bishop · d8 black queen · e8 black king · f8 black bishop · g8 black knight · h8 black rook · a7 black pawn · b7 black pawn · c7 black pawn · e7 black pawn · f7 black pawn · g7 black pawn · h7 black pawn · c6 black knight · d5 black pawn · c4 white pawn · d4 white pawn · a2 white pawn · b2 white pawn · e2 white pawn · f2 white pawn · g2 white pawn · h2 white pawn · a1 white rook · b1 white knight · c1 white bishop · d1 white queen · e1 white king · f1 white bishop · g1 white knight · h1 white rook | a8 black rook · c8 black bishop · d8 black queen · e8 black king · f8 black bishop · g8 black knight · h8 black rook · a7 black pawn · b7 black pawn · c7 black pawn · e7 black pawn · f7 black pawn · g7 black pawn · h7 black pawn · c6 black knight · d5 black pawn · c4 white pawn · d4 white pawn · a2 white pawn · b2 white pawn · e2 white pawn · f2 white pawn · g2 white pawn · h2 white pawn · a1 white rook · b1 white knight · c1 white bishop · d1 white queen · e1 white king · f1 white bishop · g1 white knight · h1 white rook | a8 black rook · c8 black bishop · d8 black queen · e8 black king · f8 black bishop · g8 black knight · h8 black rook · a7 black pawn · b7 black pawn · c7 black pawn · e7 black pawn · f7 black pawn · g7 black pawn · h7 black pawn · c6 black knight · d5 black pawn · c4 white pawn · d4 white pawn · a2 white pawn · b2 white pawn · e2 white pawn · f2 white pawn · g2 white pawn · h2 white pawn · a1 white rook · b1 white knight · c1 white bishop · d1 white queen · e1 white king · f1 white bishop · g1 white knight · h1 white rook | 7 |
| 6 | a8 black rook · c8 black bishop · d8 black queen · e8 black king · f8 black bishop · g8 black knight · h8 black rook · a7 black pawn · b7 black pawn · c7 black pawn · e7 black pawn · f7 black pawn · g7 black pawn · h7 black pawn · c6 black knight · d5 black pawn · c4 white pawn · d4 white pawn · a2 white pawn · b2 white pawn · e2 white pawn · f2 white pawn · g2 white pawn · h2 white pawn · a1 white rook · b1 white knight · c1 white bishop · d1 white queen · e1 white king · f1 white bishop · g1 white knight · h1 white rook | a8 black rook · c8 black bishop · d8 black queen · e8 black king · f8 black bishop · g8 black knight · h8 black rook · a7 black pawn · b7 black pawn · c7 black pawn · e7 black pawn · f7 black pawn · g7 black pawn · h7 black pawn · c6 black knight · d5 black pawn · c4 white pawn · d4 white pawn · a2 white pawn · b2 white pawn · e2 white pawn · f2 white pawn · g2 white pawn · h2 white pawn · a1 white rook · b1 white knight · c1 white bishop · d1 white queen · e1 white king · f1 white bishop · g1 white knight · h1 white rook | a8 black rook · c8 black bishop · d8 black queen · e8 black king · f8 black bishop · g8 black knight · h8 black rook · a7 black pawn · b7 black pawn · c7 black pawn · e7 black pawn · f7 black pawn · g7 black pawn · h7 black pawn · c6 black knight · d5 black pawn · c4 white pawn · d4 white pawn · a2 white pawn · b2 white pawn · e2 white pawn · f2 white pawn · g2 white pawn · h2 white pawn · a1 white rook · b1 white knight · c1 white bishop · d1 white queen · e1 white king · f1 white bishop · g1 white knight · h1 white rook | a8 black rook · c8 black bishop · d8 black queen · e8 black king · f8 black bishop · g8 black knight · h8 black rook · a7 black pawn · b7 black pawn · c7 black pawn · e7 black pawn · f7 black pawn · g7 black pawn · h7 black pawn · c6 black knight · d5 black pawn · c4 white pawn · d4 white pawn · a2 white pawn · b2 white pawn · e2 white pawn · f2 white pawn · g2 white pawn · h2 white pawn · a1 white rook · b1 white knight · c1 white bishop · d1 white queen · e1 white king · f1 white bishop · g1 white knight · h1 white rook | a8 black rook · c8 black bishop · d8 black queen · e8 black king · f8 black bishop · g8 black knight · h8 black rook · a7 black pawn · b7 black pawn · c7 black pawn · e7 black pawn · f7 black pawn · g7 black pawn · h7 black pawn · c6 black knight · d5 black pawn · c4 white pawn · d4 white pawn · a2 white pawn · b2 white pawn · e2 white pawn · f2 white pawn · g2 white pawn · h2 white pawn · a1 white rook · b1 white knight · c1 white bishop · d1 white queen · e1 white king · f1 white bishop · g1 white knight · h1 white rook | a8 black rook · c8 black bishop · d8 black queen · e8 black king · f8 black bishop · g8 black knight · h8 black rook · a7 black pawn · b7 black pawn · c7 black pawn · e7 black pawn · f7 black pawn · g7 black pawn · h7 black pawn · c6 black knight · d5 black pawn · c4 white pawn · d4 white pawn · a2 white pawn · b2 white pawn · e2 white pawn · f2 white pawn · g2 white pawn · h2 white pawn · a1 white rook · b1 white knight · c1 white bishop · d1 white queen · e1 white king · f1 white bishop · g1 white knight · h1 white rook | a8 black rook · c8 black bishop · d8 black queen · e8 black king · f8 black bishop · g8 black knight · h8 black rook · a7 black pawn · b7 black pawn · c7 black pawn · e7 black pawn · f7 black pawn · g7 black pawn · h7 black pawn · c6 black knight · d5 black pawn · c4 white pawn · d4 white pawn · a2 white pawn · b2 white pawn · e2 white pawn · f2 white pawn · g2 white pawn · h2 white pawn · a1 white rook · b1 white knight · c1 white bishop · d1 white queen · e1 white king · f1 white bishop · g1 white knight · h1 white rook | a8 black rook · c8 black bishop · d8 black queen · e8 black king · f8 black bishop · g8 black knight · h8 black rook · a7 black pawn · b7 black pawn · c7 black pawn · e7 black pawn · f7 black pawn · g7 black pawn · h7 black pawn · c6 black knight · d5 black pawn · c4 white pawn · d4 white pawn · a2 white pawn · b2 white pawn · e2 white pawn · f2 white pawn · g2 white pawn · h2 white pawn · a1 white rook · b1 white knight · c1 white bishop · d1 white queen · e1 white king · f1 white bishop · g1 white knight · h1 white rook | 6 |
| 5 | a8 black rook · c8 black bishop · d8 black queen · e8 black king · f8 black bishop · g8 black knight · h8 black rook · a7 black pawn · b7 black pawn · c7 black pawn · e7 black pawn · f7 black pawn · g7 black pawn · h7 black pawn · c6 black knight · d5 black pawn · c4 white pawn · d4 white pawn · a2 white pawn · b2 white pawn · e2 white pawn · f2 white pawn · g2 white pawn · h2 white pawn · a1 white rook · b1 white knight · c1 white bishop · d1 white queen · e1 white king · f1 white bishop · g1 white knight · h1 white rook | a8 black rook · c8 black bishop · d8 black queen · e8 black king · f8 black bishop · g8 black knight · h8 black rook · a7 black pawn · b7 black pawn · c7 black pawn · e7 black pawn · f7 black pawn · g7 black pawn · h7 black pawn · c6 black knight · d5 black pawn · c4 white pawn · d4 white pawn · a2 white pawn · b2 white pawn · e2 white pawn · f2 white pawn · g2 white pawn · h2 white pawn · a1 white rook · b1 white knight · c1 white bishop · d1 white queen · e1 white king · f1 white bishop · g1 white knight · h1 white rook | a8 black rook · c8 black bishop · d8 black queen · e8 black king · f8 black bishop · g8 black knight · h8 black rook · a7 black pawn · b7 black pawn · c7 black pawn · e7 black pawn · f7 black pawn · g7 black pawn · h7 black pawn · c6 black knight · d5 black pawn · c4 white pawn · d4 white pawn · a2 white pawn · b2 white pawn · e2 white pawn · f2 white pawn · g2 white pawn · h2 white pawn · a1 white rook · b1 white knight · c1 white bishop · d1 white queen · e1 white king · f1 white bishop · g1 white knight · h1 white rook | a8 black rook · c8 black bishop · d8 black queen · e8 black king · f8 black bishop · g8 black knight · h8 black rook · a7 black pawn · b7 black pawn · c7 black pawn · e7 black pawn · f7 black pawn · g7 black pawn · h7 black pawn · c6 black knight · d5 black pawn · c4 white pawn · d4 white pawn · a2 white pawn · b2 white pawn · e2 white pawn · f2 white pawn · g2 white pawn · h2 white pawn · a1 white rook · b1 white knight · c1 white bishop · d1 white queen · e1 white king · f1 white bishop · g1 white knight · h1 white rook | a8 black rook · c8 black bishop · d8 black queen · e8 black king · f8 black bishop · g8 black knight · h8 black rook · a7 black pawn · b7 black pawn · c7 black pawn · e7 black pawn · f7 black pawn · g7 black pawn · h7 black pawn · c6 black knight · d5 black pawn · c4 white pawn · d4 white pawn · a2 white pawn · b2 white pawn · e2 white pawn · f2 white pawn · g2 white pawn · h2 white pawn · a1 white rook · b1 white knight · c1 white bishop · d1 white queen · e1 white king · f1 white bishop · g1 white knight · h1 white rook | a8 black rook · c8 black bishop · d8 black queen · e8 black king · f8 black bishop · g8 black knight · h8 black rook · a7 black pawn · b7 black pawn · c7 black pawn · e7 black pawn · f7 black pawn · g7 black pawn · h7 black pawn · c6 black knight · d5 black pawn · c4 white pawn · d4 white pawn · a2 white pawn · b2 white pawn · e2 white pawn · f2 white pawn · g2 white pawn · h2 white pawn · a1 white rook · b1 white knight · c1 white bishop · d1 white queen · e1 white king · f1 white bishop · g1 white knight · h1 white rook | a8 black rook · c8 black bishop · d8 black queen · e8 black king · f8 black bishop · g8 black knight · h8 black rook · a7 black pawn · b7 black pawn · c7 black pawn · e7 black pawn · f7 black pawn · g7 black pawn · h7 black pawn · c6 black knight · d5 black pawn · c4 white pawn · d4 white pawn · a2 white pawn · b2 white pawn · e2 white pawn · f2 white pawn · g2 white pawn · h2 white pawn · a1 white rook · b1 white knight · c1 white bishop · d1 white queen · e1 white king · f1 white bishop · g1 white knight · h1 white rook | a8 black rook · c8 black bishop · d8 black queen · e8 black king · f8 black bishop · g8 black knight · h8 black rook · a7 black pawn · b7 black pawn · c7 black pawn · e7 black pawn · f7 black pawn · g7 black pawn · h7 black pawn · c6 black knight · d5 black pawn · c4 white pawn · d4 white pawn · a2 white pawn · b2 white pawn · e2 white pawn · f2 white pawn · g2 white pawn · h2 white pawn · a1 white rook · b1 white knight · c1 white bishop · d1 white queen · e1 white king · f1 white bishop · g1 white knight · h1 white rook | 5 |
| 4 | a8 black rook · c8 black bishop · d8 black queen · e8 black king · f8 black bishop · g8 black knight · h8 black rook · a7 black pawn · b7 black pawn · c7 black pawn · e7 black pawn · f7 black pawn · g7 black pawn · h7 black pawn · c6 black knight · d5 black pawn · c4 white pawn · d4 white pawn · a2 white pawn · b2 white pawn · e2 white pawn · f2 white pawn · g2 white pawn · h2 white pawn · a1 white rook · b1 white knight · c1 white bishop · d1 white queen · e1 white king · f1 white bishop · g1 white knight · h1 white rook | a8 black rook · c8 black bishop · d8 black queen · e8 black king · f8 black bishop · g8 black knight · h8 black rook · a7 black pawn · b7 black pawn · c7 black pawn · e7 black pawn · f7 black pawn · g7 black pawn · h7 black pawn · c6 black knight · d5 black pawn · c4 white pawn · d4 white pawn · a2 white pawn · b2 white pawn · e2 white pawn · f2 white pawn · g2 white pawn · h2 white pawn · a1 white rook · b1 white knight · c1 white bishop · d1 white queen · e1 white king · f1 white bishop · g1 white knight · h1 white rook | a8 black rook · c8 black bishop · d8 black queen · e8 black king · f8 black bishop · g8 black knight · h8 black rook · a7 black pawn · b7 black pawn · c7 black pawn · e7 black pawn · f7 black pawn · g7 black pawn · h7 black pawn · c6 black knight · d5 black pawn · c4 white pawn · d4 white pawn · a2 white pawn · b2 white pawn · e2 white pawn · f2 white pawn · g2 white pawn · h2 white pawn · a1 white rook · b1 white knight · c1 white bishop · d1 white queen · e1 white king · f1 white bishop · g1 white knight · h1 white rook | a8 black rook · c8 black bishop · d8 black queen · e8 black king · f8 black bishop · g8 black knight · h8 black rook · a7 black pawn · b7 black pawn · c7 black pawn · e7 black pawn · f7 black pawn · g7 black pawn · h7 black pawn · c6 black knight · d5 black pawn · c4 white pawn · d4 white pawn · a2 white pawn · b2 white pawn · e2 white pawn · f2 white pawn · g2 white pawn · h2 white pawn · a1 white rook · b1 white knight · c1 white bishop · d1 white queen · e1 white king · f1 white bishop · g1 white knight · h1 white rook | a8 black rook · c8 black bishop · d8 black queen · e8 black king · f8 black bishop · g8 black knight · h8 black rook · a7 black pawn · b7 black pawn · c7 black pawn · e7 black pawn · f7 black pawn · g7 black pawn · h7 black pawn · c6 black knight · d5 black pawn · c4 white pawn · d4 white pawn · a2 white pawn · b2 white pawn · e2 white pawn · f2 white pawn · g2 white pawn · h2 white pawn · a1 white rook · b1 white knight · c1 white bishop · d1 white queen · e1 white king · f1 white bishop · g1 white knight · h1 white rook | a8 black rook · c8 black bishop · d8 black queen · e8 black king · f8 black bishop · g8 black knight · h8 black rook · a7 black pawn · b7 black pawn · c7 black pawn · e7 black pawn · f7 black pawn · g7 black pawn · h7 black pawn · c6 black knight · d5 black pawn · c4 white pawn · d4 white pawn · a2 white pawn · b2 white pawn · e2 white pawn · f2 white pawn · g2 white pawn · h2 white pawn · a1 white rook · b1 white knight · c1 white bishop · d1 white queen · e1 white king · f1 white bishop · g1 white knight · h1 white rook | a8 black rook · c8 black bishop · d8 black queen · e8 black king · f8 black bishop · g8 black knight · h8 black rook · a7 black pawn · b7 black pawn · c7 black pawn · e7 black pawn · f7 black pawn · g7 black pawn · h7 black pawn · c6 black knight · d5 black pawn · c4 white pawn · d4 white pawn · a2 white pawn · b2 white pawn · e2 white pawn · f2 white pawn · g2 white pawn · h2 white pawn · a1 white rook · b1 white knight · c1 white bishop · d1 white queen · e1 white king · f1 white bishop · g1 white knight · h1 white rook | a8 black rook · c8 black bishop · d8 black queen · e8 black king · f8 black bishop · g8 black knight · h8 black rook · a7 black pawn · b7 black pawn · c7 black pawn · e7 black pawn · f7 black pawn · g7 black pawn · h7 black pawn · c6 black knight · d5 black pawn · c4 white pawn · d4 white pawn · a2 white pawn · b2 white pawn · e2 white pawn · f2 white pawn · g2 white pawn · h2 white pawn · a1 white rook · b1 white knight · c1 white bishop · d1 white queen · e1 white king · f1 white bishop · g1 white knight · h1 white rook | 4 |
| 3 | a8 black rook · c8 black bishop · d8 black queen · e8 black king · f8 black bishop · g8 black knight · h8 black rook · a7 black pawn · b7 black pawn · c7 black pawn · e7 black pawn · f7 black pawn · g7 black pawn · h7 black pawn · c6 black knight · d5 black pawn · c4 white pawn · d4 white pawn · a2 white pawn · b2 white pawn · e2 white pawn · f2 white pawn · g2 white pawn · h2 white pawn · a1 white rook · b1 white knight · c1 white bishop · d1 white queen · e1 white king · f1 white bishop · g1 white knight · h1 white rook | a8 black rook · c8 black bishop · d8 black queen · e8 black king · f8 black bishop · g8 black knight · h8 black rook · a7 black pawn · b7 black pawn · c7 black pawn · e7 black pawn · f7 black pawn · g7 black pawn · h7 black pawn · c6 black knight · d5 black pawn · c4 white pawn · d4 white pawn · a2 white pawn · b2 white pawn · e2 white pawn · f2 white pawn · g2 white pawn · h2 white pawn · a1 white rook · b1 white knight · c1 white bishop · d1 white queen · e1 white king · f1 white bishop · g1 white knight · h1 white rook | a8 black rook · c8 black bishop · d8 black queen · e8 black king · f8 black bishop · g8 black knight · h8 black rook · a7 black pawn · b7 black pawn · c7 black pawn · e7 black pawn · f7 black pawn · g7 black pawn · h7 black pawn · c6 black knight · d5 black pawn · c4 white pawn · d4 white pawn · a2 white pawn · b2 white pawn · e2 white pawn · f2 white pawn · g2 white pawn · h2 white pawn · a1 white rook · b1 white knight · c1 white bishop · d1 white queen · e1 white king · f1 white bishop · g1 white knight · h1 white rook | a8 black rook · c8 black bishop · d8 black queen · e8 black king · f8 black bishop · g8 black knight · h8 black rook · a7 black pawn · b7 black pawn · c7 black pawn · e7 black pawn · f7 black pawn · g7 black pawn · h7 black pawn · c6 black knight · d5 black pawn · c4 white pawn · d4 white pawn · a2 white pawn · b2 white pawn · e2 white pawn · f2 white pawn · g2 white pawn · h2 white pawn · a1 white rook · b1 white knight · c1 white bishop · d1 white queen · e1 white king · f1 white bishop · g1 white knight · h1 white rook | a8 black rook · c8 black bishop · d8 black queen · e8 black king · f8 black bishop · g8 black knight · h8 black rook · a7 black pawn · b7 black pawn · c7 black pawn · e7 black pawn · f7 black pawn · g7 black pawn · h7 black pawn · c6 black knight · d5 black pawn · c4 white pawn · d4 white pawn · a2 white pawn · b2 white pawn · e2 white pawn · f2 white pawn · g2 white pawn · h2 white pawn · a1 white rook · b1 white knight · c1 white bishop · d1 white queen · e1 white king · f1 white bishop · g1 white knight · h1 white rook | a8 black rook · c8 black bishop · d8 black queen · e8 black king · f8 black bishop · g8 black knight · h8 black rook · a7 black pawn · b7 black pawn · c7 black pawn · e7 black pawn · f7 black pawn · g7 black pawn · h7 black pawn · c6 black knight · d5 black pawn · c4 white pawn · d4 white pawn · a2 white pawn · b2 white pawn · e2 white pawn · f2 white pawn · g2 white pawn · h2 white pawn · a1 white rook · b1 white knight · c1 white bishop · d1 white queen · e1 white king · f1 white bishop · g1 white knight · h1 white rook | a8 black rook · c8 black bishop · d8 black queen · e8 black king · f8 black bishop · g8 black knight · h8 black rook · a7 black pawn · b7 black pawn · c7 black pawn · e7 black pawn · f7 black pawn · g7 black pawn · h7 black pawn · c6 black knight · d5 black pawn · c4 white pawn · d4 white pawn · a2 white pawn · b2 white pawn · e2 white pawn · f2 white pawn · g2 white pawn · h2 white pawn · a1 white rook · b1 white knight · c1 white bishop · d1 white queen · e1 white king · f1 white bishop · g1 white knight · h1 white rook | a8 black rook · c8 black bishop · d8 black queen · e8 black king · f8 black bishop · g8 black knight · h8 black rook · a7 black pawn · b7 black pawn · c7 black pawn · e7 black pawn · f7 black pawn · g7 black pawn · h7 black pawn · c6 black knight · d5 black pawn · c4 white pawn · d4 white pawn · a2 white pawn · b2 white pawn · e2 white pawn · f2 white pawn · g2 white pawn · h2 white pawn · a1 white rook · b1 white knight · c1 white bishop · d1 white queen · e1 white king · f1 white bishop · g1 white knight · h1 white rook | 3 |
| 2 | a8 black rook · c8 black bishop · d8 black queen · e8 black king · f8 black bishop · g8 black knight · h8 black rook · a7 black pawn · b7 black pawn · c7 black pawn · e7 black pawn · f7 black pawn · g7 black pawn · h7 black pawn · c6 black knight · d5 black pawn · c4 white pawn · d4 white pawn · a2 white pawn · b2 white pawn · e2 white pawn · f2 white pawn · g2 white pawn · h2 white pawn · a1 white rook · b1 white knight · c1 white bishop · d1 white queen · e1 white king · f1 white bishop · g1 white knight · h1 white rook | a8 black rook · c8 black bishop · d8 black queen · e8 black king · f8 black bishop · g8 black knight · h8 black rook · a7 black pawn · b7 black pawn · c7 black pawn · e7 black pawn · f7 black pawn · g7 black pawn · h7 black pawn · c6 black knight · d5 black pawn · c4 white pawn · d4 white pawn · a2 white pawn · b2 white pawn · e2 white pawn · f2 white pawn · g2 white pawn · h2 white pawn · a1 white rook · b1 white knight · c1 white bishop · d1 white queen · e1 white king · f1 white bishop · g1 white knight · h1 white rook | a8 black rook · c8 black bishop · d8 black queen · e8 black king · f8 black bishop · g8 black knight · h8 black rook · a7 black pawn · b7 black pawn · c7 black pawn · e7 black pawn · f7 black pawn · g7 black pawn · h7 black pawn · c6 black knight · d5 black pawn · c4 white pawn · d4 white pawn · a2 white pawn · b2 white pawn · e2 white pawn · f2 white pawn · g2 white pawn · h2 white pawn · a1 white rook · b1 white knight · c1 white bishop · d1 white queen · e1 white king · f1 white bishop · g1 white knight · h1 white rook | a8 black rook · c8 black bishop · d8 black queen · e8 black king · f8 black bishop · g8 black knight · h8 black rook · a7 black pawn · b7 black pawn · c7 black pawn · e7 black pawn · f7 black pawn · g7 black pawn · h7 black pawn · c6 black knight · d5 black pawn · c4 white pawn · d4 white pawn · a2 white pawn · b2 white pawn · e2 white pawn · f2 white pawn · g2 white pawn · h2 white pawn · a1 white rook · b1 white knight · c1 white bishop · d1 white queen · e1 white king · f1 white bishop · g1 white knight · h1 white rook | a8 black rook · c8 black bishop · d8 black queen · e8 black king · f8 black bishop · g8 black knight · h8 black rook · a7 black pawn · b7 black pawn · c7 black pawn · e7 black pawn · f7 black pawn · g7 black pawn · h7 black pawn · c6 black knight · d5 black pawn · c4 white pawn · d4 white pawn · a2 white pawn · b2 white pawn · e2 white pawn · f2 white pawn · g2 white pawn · h2 white pawn · a1 white rook · b1 white knight · c1 white bishop · d1 white queen · e1 white king · f1 white bishop · g1 white knight · h1 white rook | a8 black rook · c8 black bishop · d8 black queen · e8 black king · f8 black bishop · g8 black knight · h8 black rook · a7 black pawn · b7 black pawn · c7 black pawn · e7 black pawn · f7 black pawn · g7 black pawn · h7 black pawn · c6 black knight · d5 black pawn · c4 white pawn · d4 white pawn · a2 white pawn · b2 white pawn · e2 white pawn · f2 white pawn · g2 white pawn · h2 white pawn · a1 white rook · b1 white knight · c1 white bishop · d1 white queen · e1 white king · f1 white bishop · g1 white knight · h1 white rook | a8 black rook · c8 black bishop · d8 black queen · e8 black king · f8 black bishop · g8 black knight · h8 black rook · a7 black pawn · b7 black pawn · c7 black pawn · e7 black pawn · f7 black pawn · g7 black pawn · h7 black pawn · c6 black knight · d5 black pawn · c4 white pawn · d4 white pawn · a2 white pawn · b2 white pawn · e2 white pawn · f2 white pawn · g2 white pawn · h2 white pawn · a1 white rook · b1 white knight · c1 white bishop · d1 white queen · e1 white king · f1 white bishop · g1 white knight · h1 white rook | a8 black rook · c8 black bishop · d8 black queen · e8 black king · f8 black bishop · g8 black knight · h8 black rook · a7 black pawn · b7 black pawn · c7 black pawn · e7 black pawn · f7 black pawn · g7 black pawn · h7 black pawn · c6 black knight · d5 black pawn · c4 white pawn · d4 white pawn · a2 white pawn · b2 white pawn · e2 white pawn · f2 white pawn · g2 white pawn · h2 white pawn · a1 white rook · b1 white knight · c1 white bishop · d1 white queen · e1 white king · f1 white bishop · g1 white knight · h1 white rook | 2 |
| 1 | a8 black rook · c8 black bishop · d8 black queen · e8 black king · f8 black bishop · g8 black knight · h8 black rook · a7 black pawn · b7 black pawn · c7 black pawn · e7 black pawn · f7 black pawn · g7 black pawn · h7 black pawn · c6 black knight · d5 black pawn · c4 white pawn · d4 white pawn · a2 white pawn · b2 white pawn · e2 white pawn · f2 white pawn · g2 white pawn · h2 white pawn · a1 white rook · b1 white knight · c1 white bishop · d1 white queen · e1 white king · f1 white bishop · g1 white knight · h1 white rook | a8 black rook · c8 black bishop · d8 black queen · e8 black king · f8 black bishop · g8 black knight · h8 black rook · a7 black pawn · b7 black pawn · c7 black pawn · e7 black pawn · f7 black pawn · g7 black pawn · h7 black pawn · c6 black knight · d5 black pawn · c4 white pawn · d4 white pawn · a2 white pawn · b2 white pawn · e2 white pawn · f2 white pawn · g2 white pawn · h2 white pawn · a1 white rook · b1 white knight · c1 white bishop · d1 white queen · e1 white king · f1 white bishop · g1 white knight · h1 white rook | a8 black rook · c8 black bishop · d8 black queen · e8 black king · f8 black bishop · g8 black knight · h8 black rook · a7 black pawn · b7 black pawn · c7 black pawn · e7 black pawn · f7 black pawn · g7 black pawn · h7 black pawn · c6 black knight · d5 black pawn · c4 white pawn · d4 white pawn · a2 white pawn · b2 white pawn · e2 white pawn · f2 white pawn · g2 white pawn · h2 white pawn · a1 white rook · b1 white knight · c1 white bishop · d1 white queen · e1 white king · f1 white bishop · g1 white knight · h1 white rook | a8 black rook · c8 black bishop · d8 black queen · e8 black king · f8 black bishop · g8 black knight · h8 black rook · a7 black pawn · b7 black pawn · c7 black pawn · e7 black pawn · f7 black pawn · g7 black pawn · h7 black pawn · c6 black knight · d5 black pawn · c4 white pawn · d4 white pawn · a2 white pawn · b2 white pawn · e2 white pawn · f2 white pawn · g2 white pawn · h2 white pawn · a1 white rook · b1 white knight · c1 white bishop · d1 white queen · e1 white king · f1 white bishop · g1 white knight · h1 white rook | a8 black rook · c8 black bishop · d8 black queen · e8 black king · f8 black bishop · g8 black knight · h8 black rook · a7 black pawn · b7 black pawn · c7 black pawn · e7 black pawn · f7 black pawn · g7 black pawn · h7 black pawn · c6 black knight · d5 black pawn · c4 white pawn · d4 white pawn · a2 white pawn · b2 white pawn · e2 white pawn · f2 white pawn · g2 white pawn · h2 white pawn · a1 white rook · b1 white knight · c1 white bishop · d1 white queen · e1 white king · f1 white bishop · g1 white knight · h1 white rook | a8 black rook · c8 black bishop · d8 black queen · e8 black king · f8 black bishop · g8 black knight · h8 black rook · a7 black pawn · b7 black pawn · c7 black pawn · e7 black pawn · f7 black pawn · g7 black pawn · h7 black pawn · c6 black knight · d5 black pawn · c4 white pawn · d4 white pawn · a2 white pawn · b2 white pawn · e2 white pawn · f2 white pawn · g2 white pawn · h2 white pawn · a1 white rook · b1 white knight · c1 white bishop · d1 white queen · e1 white king · f1 white bishop · g1 white knight · h1 white rook | a8 black rook · c8 black bishop · d8 black queen · e8 black king · f8 black bishop · g8 black knight · h8 black rook · a7 black pawn · b7 black pawn · c7 black pawn · e7 black pawn · f7 black pawn · g7 black pawn · h7 black pawn · c6 black knight · d5 black pawn · c4 white pawn · d4 white pawn · a2 white pawn · b2 white pawn · e2 white pawn · f2 white pawn · g2 white pawn · h2 white pawn · a1 white rook · b1 white knight · c1 white bishop · d1 white queen · e1 white king · f1 white bishop · g1 white knight · h1 white rook | a8 black rook · c8 black bishop · d8 black queen · e8 black king · f8 black bishop · g8 black knight · h8 black rook · a7 black pawn · b7 black pawn · c7 black pawn · e7 black pawn · f7 black pawn · g7 black pawn · h7 black pawn · c6 black knight · d5 black pawn · c4 white pawn · d4 white pawn · a2 white pawn · b2 white pawn · e2 white pawn · f2 white pawn · g2 white pawn · h2 white pawn · a1 white rook · b1 white knight · c1 white bishop · d1 white queen · e1 white king · f1 white bishop · g1 white knight · h1 white rook | 1 |
|   | a | b | c | d | e | f | g | h |   |

```
5. Дамин гамбит прихваћени ( 1. д4 д5 2. ц4 д:ц5)
У овој варијанти постоје линије које могу црног одвести у предност. Препоручује се да бели настави са е4, е3 и Сф3. 
```

Постоје линије у којима црни задржава датог пешака, али бели остварује предност у развићу фигура. Углавном црни враћа пешака и игра да разбије центар белог потезима ц5 и/или е5.
|   | a | b | c | d | e | f | g | h |   |
| 8 | a8 black rook · b8 black knight · c8 black bishop · d8 black queen · e8 black king · f8 black bishop · g8 black knight · h8 black rook · a7 black pawn · b7 black pawn · c7 black pawn · e7 black pawn · f7 black pawn · g7 black pawn · h7 black pawn · c4 black pawn · d4 white pawn · a2 white pawn · b2 white pawn · e2 white pawn · f2 white pawn · g2 white pawn · h2 white pawn · a1 white rook · b1 white knight · c1 white bishop · d1 white queen · e1 white king · f1 white bishop · g1 white knight · h1 white rook | a8 black rook · b8 black knight · c8 black bishop · d8 black queen · e8 black king · f8 black bishop · g8 black knight · h8 black rook · a7 black pawn · b7 black pawn · c7 black pawn · e7 black pawn · f7 black pawn · g7 black pawn · h7 black pawn · c4 black pawn · d4 white pawn · a2 white pawn · b2 white pawn · e2 white pawn · f2 white pawn · g2 white pawn · h2 white pawn · a1 white rook · b1 white knight · c1 white bishop · d1 white queen · e1 white king · f1 white bishop · g1 white knight · h1 white rook | a8 black rook · b8 black knight · c8 black bishop · d8 black queen · e8 black king · f8 black bishop · g8 black knight · h8 black rook · a7 black pawn · b7 black pawn · c7 black pawn · e7 black pawn · f7 black pawn · g7 black pawn · h7 black pawn · c4 black pawn · d4 white pawn · a2 white pawn · b2 white pawn · e2 white pawn · f2 white pawn · g2 white pawn · h2 white pawn · a1 white rook · b1 white knight · c1 white bishop · d1 white queen · e1 white king · f1 white bishop · g1 white knight · h1 white rook | a8 black rook · b8 black knight · c8 black bishop · d8 black queen · e8 black king · f8 black bishop · g8 black knight · h8 black rook · a7 black pawn · b7 black pawn · c7 black pawn · e7 black pawn · f7 black pawn · g7 black pawn · h7 black pawn · c4 black pawn · d4 white pawn · a2 white pawn · b2 white pawn · e2 white pawn · f2 white pawn · g2 white pawn · h2 white pawn · a1 white rook · b1 white knight · c1 white bishop · d1 white queen · e1 white king · f1 white bishop · g1 white knight · h1 white rook | a8 black rook · b8 black knight · c8 black bishop · d8 black queen · e8 black king · f8 black bishop · g8 black knight · h8 black rook · a7 black pawn · b7 black pawn · c7 black pawn · e7 black pawn · f7 black pawn · g7 black pawn · h7 black pawn · c4 black pawn · d4 white pawn · a2 white pawn · b2 white pawn · e2 white pawn · f2 white pawn · g2 white pawn · h2 white pawn · a1 white rook · b1 white knight · c1 white bishop · d1 white queen · e1 white king · f1 white bishop · g1 white knight · h1 white rook | a8 black rook · b8 black knight · c8 black bishop · d8 black queen · e8 black king · f8 black bishop · g8 black knight · h8 black rook · a7 black pawn · b7 black pawn · c7 black pawn · e7 black pawn · f7 black pawn · g7 black pawn · h7 black pawn · c4 black pawn · d4 white pawn · a2 white pawn · b2 white pawn · e2 white pawn · f2 white pawn · g2 white pawn · h2 white pawn · a1 white rook · b1 white knight · c1 white bishop · d1 white queen · e1 white king · f1 white bishop · g1 white knight · h1 white rook | a8 black rook · b8 black knight · c8 black bishop · d8 black queen · e8 black king · f8 black bishop · g8 black knight · h8 black rook · a7 black pawn · b7 black pawn · c7 black pawn · e7 black pawn · f7 black pawn · g7 black pawn · h7 black pawn · c4 black pawn · d4 white pawn · a2 white pawn · b2 white pawn · e2 white pawn · f2 white pawn · g2 white pawn · h2 white pawn · a1 white rook · b1 white knight · c1 white bishop · d1 white queen · e1 white king · f1 white bishop · g1 white knight · h1 white rook | a8 black rook · b8 black knight · c8 black bishop · d8 black queen · e8 black king · f8 black bishop · g8 black knight · h8 black rook · a7 black pawn · b7 black pawn · c7 black pawn · e7 black pawn · f7 black pawn · g7 black pawn · h7 black pawn · c4 black pawn · d4 white pawn · a2 white pawn · b2 white pawn · e2 white pawn · f2 white pawn · g2 white pawn · h2 white pawn · a1 white rook · b1 white knight · c1 white bishop · d1 white queen · e1 white king · f1 white bishop · g1 white knight · h1 white rook | 8 |
| 7 | a8 black rook · b8 black knight · c8 black bishop · d8 black queen · e8 black king · f8 black bishop · g8 black knight · h8 black rook · a7 black pawn · b7 black pawn · c7 black pawn · e7 black pawn · f7 black pawn · g7 black pawn · h7 black pawn · c4 black pawn · d4 white pawn · a2 white pawn · b2 white pawn · e2 white pawn · f2 white pawn · g2 white pawn · h2 white pawn · a1 white rook · b1 white knight · c1 white bishop · d1 white queen · e1 white king · f1 white bishop · g1 white knight · h1 white rook | a8 black rook · b8 black knight · c8 black bishop · d8 black queen · e8 black king · f8 black bishop · g8 black knight · h8 black rook · a7 black pawn · b7 black pawn · c7 black pawn · e7 black pawn · f7 black pawn · g7 black pawn · h7 black pawn · c4 black pawn · d4 white pawn · a2 white pawn · b2 white pawn · e2 white pawn · f2 white pawn · g2 white pawn · h2 white pawn · a1 white rook · b1 white knight · c1 white bishop · d1 white queen · e1 white king · f1 white bishop · g1 white knight · h1 white rook | a8 black rook · b8 black knight · c8 black bishop · d8 black queen · e8 black king · f8 black bishop · g8 black knight · h8 black rook · a7 black pawn · b7 black pawn · c7 black pawn · e7 black pawn · f7 black pawn · g7 black pawn · h7 black pawn · c4 black pawn · d4 white pawn · a2 white pawn · b2 white pawn · e2 white pawn · f2 white pawn · g2 white pawn · h2 white pawn · a1 white rook · b1 white knight · c1 white bishop · d1 white queen · e1 white king · f1 white bishop · g1 white knight · h1 white rook | a8 black rook · b8 black knight · c8 black bishop · d8 black queen · e8 black king · f8 black bishop · g8 black knight · h8 black rook · a7 black pawn · b7 black pawn · c7 black pawn · e7 black pawn · f7 black pawn · g7 black pawn · h7 black pawn · c4 black pawn · d4 white pawn · a2 white pawn · b2 white pawn · e2 white pawn · f2 white pawn · g2 white pawn · h2 white pawn · a1 white rook · b1 white knight · c1 white bishop · d1 white queen · e1 white king · f1 white bishop · g1 white knight · h1 white rook | a8 black rook · b8 black knight · c8 black bishop · d8 black queen · e8 black king · f8 black bishop · g8 black knight · h8 black rook · a7 black pawn · b7 black pawn · c7 black pawn · e7 black pawn · f7 black pawn · g7 black pawn · h7 black pawn · c4 black pawn · d4 white pawn · a2 white pawn · b2 white pawn · e2 white pawn · f2 white pawn · g2 white pawn · h2 white pawn · a1 white rook · b1 white knight · c1 white bishop · d1 white queen · e1 white king · f1 white bishop · g1 white knight · h1 white rook | a8 black rook · b8 black knight · c8 black bishop · d8 black queen · e8 black king · f8 black bishop · g8 black knight · h8 black rook · a7 black pawn · b7 black pawn · c7 black pawn · e7 black pawn · f7 black pawn · g7 black pawn · h7 black pawn · c4 black pawn · d4 white pawn · a2 white pawn · b2 white pawn · e2 white pawn · f2 white pawn · g2 white pawn · h2 white pawn · a1 white rook · b1 white knight · c1 white bishop · d1 white queen · e1 white king · f1 white bishop · g1 white knight · h1 white rook | a8 black rook · b8 black knight · c8 black bishop · d8 black queen · e8 black king · f8 black bishop · g8 black knight · h8 black rook · a7 black pawn · b7 black pawn · c7 black pawn · e7 black pawn · f7 black pawn · g7 black pawn · h7 black pawn · c4 black pawn · d4 white pawn · a2 white pawn · b2 white pawn · e2 white pawn · f2 white pawn · g2 white pawn · h2 white pawn · a1 white rook · b1 white knight · c1 white bishop · d1 white queen · e1 white king · f1 white bishop · g1 white knight · h1 white rook | a8 black rook · b8 black knight · c8 black bishop · d8 black queen · e8 black king · f8 black bishop · g8 black knight · h8 black rook · a7 black pawn · b7 black pawn · c7 black pawn · e7 black pawn · f7 black pawn · g7 black pawn · h7 black pawn · c4 black pawn · d4 white pawn · a2 white pawn · b2 white pawn · e2 white pawn · f2 white pawn · g2 white pawn · h2 white pawn · a1 white rook · b1 white knight · c1 white bishop · d1 white queen · e1 white king · f1 white bishop · g1 white knight · h1 white rook | 7 |
| 6 | a8 black rook · b8 black knight · c8 black bishop · d8 black queen · e8 black king · f8 black bishop · g8 black knight · h8 black rook · a7 black pawn · b7 black pawn · c7 black pawn · e7 black pawn · f7 black pawn · g7 black pawn · h7 black pawn · c4 black pawn · d4 white pawn · a2 white pawn · b2 white pawn · e2 white pawn · f2 white pawn · g2 white pawn · h2 white pawn · a1 white rook · b1 white knight · c1 white bishop · d1 white queen · e1 white king · f1 white bishop · g1 white knight · h1 white rook | a8 black rook · b8 black knight · c8 black bishop · d8 black queen · e8 black king · f8 black bishop · g8 black knight · h8 black rook · a7 black pawn · b7 black pawn · c7 black pawn · e7 black pawn · f7 black pawn · g7 black pawn · h7 black pawn · c4 black pawn · d4 white pawn · a2 white pawn · b2 white pawn · e2 white pawn · f2 white pawn · g2 white pawn · h2 white pawn · a1 white rook · b1 white knight · c1 white bishop · d1 white queen · e1 white king · f1 white bishop · g1 white knight · h1 white rook | a8 black rook · b8 black knight · c8 black bishop · d8 black queen · e8 black king · f8 black bishop · g8 black knight · h8 black rook · a7 black pawn · b7 black pawn · c7 black pawn · e7 black pawn · f7 black pawn · g7 black pawn · h7 black pawn · c4 black pawn · d4 white pawn · a2 white pawn · b2 white pawn · e2 white pawn · f2 white pawn · g2 white pawn · h2 white pawn · a1 white rook · b1 white knight · c1 white bishop · d1 white queen · e1 white king · f1 white bishop · g1 white knight · h1 white rook | a8 black rook · b8 black knight · c8 black bishop · d8 black queen · e8 black king · f8 black bishop · g8 black knight · h8 black rook · a7 black pawn · b7 black pawn · c7 black pawn · e7 black pawn · f7 black pawn · g7 black pawn · h7 black pawn · c4 black pawn · d4 white pawn · a2 white pawn · b2 white pawn · e2 white pawn · f2 white pawn · g2 white pawn · h2 white pawn · a1 white rook · b1 white knight · c1 white bishop · d1 white queen · e1 white king · f1 white bishop · g1 white knight · h1 white rook | a8 black rook · b8 black knight · c8 black bishop · d8 black queen · e8 black king · f8 black bishop · g8 black knight · h8 black rook · a7 black pawn · b7 black pawn · c7 black pawn · e7 black pawn · f7 black pawn · g7 black pawn · h7 black pawn · c4 black pawn · d4 white pawn · a2 white pawn · b2 white pawn · e2 white pawn · f2 white pawn · g2 white pawn · h2 white pawn · a1 white rook · b1 white knight · c1 white bishop · d1 white queen · e1 white king · f1 white bishop · g1 white knight · h1 white rook | a8 black rook · b8 black knight · c8 black bishop · d8 black queen · e8 black king · f8 black bishop · g8 black knight · h8 black rook · a7 black pawn · b7 black pawn · c7 black pawn · e7 black pawn · f7 black pawn · g7 black pawn · h7 black pawn · c4 black pawn · d4 white pawn · a2 white pawn · b2 white pawn · e2 white pawn · f2 white pawn · g2 white pawn · h2 white pawn · a1 white rook · b1 white knight · c1 white bishop · d1 white queen · e1 white king · f1 white bishop · g1 white knight · h1 white rook | a8 black rook · b8 black knight · c8 black bishop · d8 black queen · e8 black king · f8 black bishop · g8 black knight · h8 black rook · a7 black pawn · b7 black pawn · c7 black pawn · e7 black pawn · f7 black pawn · g7 black pawn · h7 black pawn · c4 black pawn · d4 white pawn · a2 white pawn · b2 white pawn · e2 white pawn · f2 white pawn · g2 white pawn · h2 white pawn · a1 white rook · b1 white knight · c1 white bishop · d1 white queen · e1 white king · f1 white bishop · g1 white knight · h1 white rook | a8 black rook · b8 black knight · c8 black bishop · d8 black queen · e8 black king · f8 black bishop · g8 black knight · h8 black rook · a7 black pawn · b7 black pawn · c7 black pawn · e7 black pawn · f7 black pawn · g7 black pawn · h7 black pawn · c4 black pawn · d4 white pawn · a2 white pawn · b2 white pawn · e2 white pawn · f2 white pawn · g2 white pawn · h2 white pawn · a1 white rook · b1 white knight · c1 white bishop · d1 white queen · e1 white king · f1 white bishop · g1 white knight · h1 white rook | 6 |
| 5 | a8 black rook · b8 black knight · c8 black bishop · d8 black queen · e8 black king · f8 black bishop · g8 black knight · h8 black rook · a7 black pawn · b7 black pawn · c7 black pawn · e7 black pawn · f7 black pawn · g7 black pawn · h7 black pawn · c4 black pawn · d4 white pawn · a2 white pawn · b2 white pawn · e2 white pawn · f2 white pawn · g2 white pawn · h2 white pawn · a1 white rook · b1 white knight · c1 white bishop · d1 white queen · e1 white king · f1 white bishop · g1 white knight · h1 white rook | a8 black rook · b8 black knight · c8 black bishop · d8 black queen · e8 black king · f8 black bishop · g8 black knight · h8 black rook · a7 black pawn · b7 black pawn · c7 black pawn · e7 black pawn · f7 black pawn · g7 black pawn · h7 black pawn · c4 black pawn · d4 white pawn · a2 white pawn · b2 white pawn · e2 white pawn · f2 white pawn · g2 white pawn · h2 white pawn · a1 white rook · b1 white knight · c1 white bishop · d1 white queen · e1 white king · f1 white bishop · g1 white knight · h1 white rook | a8 black rook · b8 black knight · c8 black bishop · d8 black queen · e8 black king · f8 black bishop · g8 black knight · h8 black rook · a7 black pawn · b7 black pawn · c7 black pawn · e7 black pawn · f7 black pawn · g7 black pawn · h7 black pawn · c4 black pawn · d4 white pawn · a2 white pawn · b2 white pawn · e2 white pawn · f2 white pawn · g2 white pawn · h2 white pawn · a1 white rook · b1 white knight · c1 white bishop · d1 white queen · e1 white king · f1 white bishop · g1 white knight · h1 white rook | a8 black rook · b8 black knight · c8 black bishop · d8 black queen · e8 black king · f8 black bishop · g8 black knight · h8 black rook · a7 black pawn · b7 black pawn · c7 black pawn · e7 black pawn · f7 black pawn · g7 black pawn · h7 black pawn · c4 black pawn · d4 white pawn · a2 white pawn · b2 white pawn · e2 white pawn · f2 white pawn · g2 white pawn · h2 white pawn · a1 white rook · b1 white knight · c1 white bishop · d1 white queen · e1 white king · f1 white bishop · g1 white knight · h1 white rook | a8 black rook · b8 black knight · c8 black bishop · d8 black queen · e8 black king · f8 black bishop · g8 black knight · h8 black rook · a7 black pawn · b7 black pawn · c7 black pawn · e7 black pawn · f7 black pawn · g7 black pawn · h7 black pawn · c4 black pawn · d4 white pawn · a2 white pawn · b2 white pawn · e2 white pawn · f2 white pawn · g2 white pawn · h2 white pawn · a1 white rook · b1 white knight · c1 white bishop · d1 white queen · e1 white king · f1 white bishop · g1 white knight · h1 white rook | a8 black rook · b8 black knight · c8 black bishop · d8 black queen · e8 black king · f8 black bishop · g8 black knight · h8 black rook · a7 black pawn · b7 black pawn · c7 black pawn · e7 black pawn · f7 black pawn · g7 black pawn · h7 black pawn · c4 black pawn · d4 white pawn · a2 white pawn · b2 white pawn · e2 white pawn · f2 white pawn · g2 white pawn · h2 white pawn · a1 white rook · b1 white knight · c1 white bishop · d1 white queen · e1 white king · f1 white bishop · g1 white knight · h1 white rook | a8 black rook · b8 black knight · c8 black bishop · d8 black queen · e8 black king · f8 black bishop · g8 black knight · h8 black rook · a7 black pawn · b7 black pawn · c7 black pawn · e7 black pawn · f7 black pawn · g7 black pawn · h7 black pawn · c4 black pawn · d4 white pawn · a2 white pawn · b2 white pawn · e2 white pawn · f2 white pawn · g2 white pawn · h2 white pawn · a1 white rook · b1 white knight · c1 white bishop · d1 white queen · e1 white king · f1 white bishop · g1 white knight · h1 white rook | a8 black rook · b8 black knight · c8 black bishop · d8 black queen · e8 black king · f8 black bishop · g8 black knight · h8 black rook · a7 black pawn · b7 black pawn · c7 black pawn · e7 black pawn · f7 black pawn · g7 black pawn · h7 black pawn · c4 black pawn · d4 white pawn · a2 white pawn · b2 white pawn · e2 white pawn · f2 white pawn · g2 white pawn · h2 white pawn · a1 white rook · b1 white knight · c1 white bishop · d1 white queen · e1 white king · f1 white bishop · g1 white knight · h1 white rook | 5 |
| 4 | a8 black rook · b8 black knight · c8 black bishop · d8 black queen · e8 black king · f8 black bishop · g8 black knight · h8 black rook · a7 black pawn · b7 black pawn · c7 black pawn · e7 black pawn · f7 black pawn · g7 black pawn · h7 black pawn · c4 black pawn · d4 white pawn · a2 white pawn · b2 white pawn · e2 white pawn · f2 white pawn · g2 white pawn · h2 white pawn · a1 white rook · b1 white knight · c1 white bishop · d1 white queen · e1 white king · f1 white bishop · g1 white knight · h1 white rook | a8 black rook · b8 black knight · c8 black bishop · d8 black queen · e8 black king · f8 black bishop · g8 black knight · h8 black rook · a7 black pawn · b7 black pawn · c7 black pawn · e7 black pawn · f7 black pawn · g7 black pawn · h7 black pawn · c4 black pawn · d4 white pawn · a2 white pawn · b2 white pawn · e2 white pawn · f2 white pawn · g2 white pawn · h2 white pawn · a1 white rook · b1 white knight · c1 white bishop · d1 white queen · e1 white king · f1 white bishop · g1 white knight · h1 white rook | a8 black rook · b8 black knight · c8 black bishop · d8 black queen · e8 black king · f8 black bishop · g8 black knight · h8 black rook · a7 black pawn · b7 black pawn · c7 black pawn · e7 black pawn · f7 black pawn · g7 black pawn · h7 black pawn · c4 black pawn · d4 white pawn · a2 white pawn · b2 white pawn · e2 white pawn · f2 white pawn · g2 white pawn · h2 white pawn · a1 white rook · b1 white knight · c1 white bishop · d1 white queen · e1 white king · f1 white bishop · g1 white knight · h1 white rook | a8 black rook · b8 black knight · c8 black bishop · d8 black queen · e8 black king · f8 black bishop · g8 black knight · h8 black rook · a7 black pawn · b7 black pawn · c7 black pawn · e7 black pawn · f7 black pawn · g7 black pawn · h7 black pawn · c4 black pawn · d4 white pawn · a2 white pawn · b2 white pawn · e2 white pawn · f2 white pawn · g2 white pawn · h2 white pawn · a1 white rook · b1 white knight · c1 white bishop · d1 white queen · e1 white king · f1 white bishop · g1 white knight · h1 white rook | a8 black rook · b8 black knight · c8 black bishop · d8 black queen · e8 black king · f8 black bishop · g8 black knight · h8 black rook · a7 black pawn · b7 black pawn · c7 black pawn · e7 black pawn · f7 black pawn · g7 black pawn · h7 black pawn · c4 black pawn · d4 white pawn · a2 white pawn · b2 white pawn · e2 white pawn · f2 white pawn · g2 white pawn · h2 white pawn · a1 white rook · b1 white knight · c1 white bishop · d1 white queen · e1 white king · f1 white bishop · g1 white knight · h1 white rook | a8 black rook · b8 black knight · c8 black bishop · d8 black queen · e8 black king · f8 black bishop · g8 black knight · h8 black rook · a7 black pawn · b7 black pawn · c7 black pawn · e7 black pawn · f7 black pawn · g7 black pawn · h7 black pawn · c4 black pawn · d4 white pawn · a2 white pawn · b2 white pawn · e2 white pawn · f2 white pawn · g2 white pawn · h2 white pawn · a1 white rook · b1 white knight · c1 white bishop · d1 white queen · e1 white king · f1 white bishop · g1 white knight · h1 white rook | a8 black rook · b8 black knight · c8 black bishop · d8 black queen · e8 black king · f8 black bishop · g8 black knight · h8 black rook · a7 black pawn · b7 black pawn · c7 black pawn · e7 black pawn · f7 black pawn · g7 black pawn · h7 black pawn · c4 black pawn · d4 white pawn · a2 white pawn · b2 white pawn · e2 white pawn · f2 white pawn · g2 white pawn · h2 white pawn · a1 white rook · b1 white knight · c1 white bishop · d1 white queen · e1 white king · f1 white bishop · g1 white knight · h1 white rook | a8 black rook · b8 black knight · c8 black bishop · d8 black queen · e8 black king · f8 black bishop · g8 black knight · h8 black rook · a7 black pawn · b7 black pawn · c7 black pawn · e7 black pawn · f7 black pawn · g7 black pawn · h7 black pawn · c4 black pawn · d4 white pawn · a2 white pawn · b2 white pawn · e2 white pawn · f2 white pawn · g2 white pawn · h2 white pawn · a1 white rook · b1 white knight · c1 white bishop · d1 white queen · e1 white king · f1 white bishop · g1 white knight · h1 white rook | 4 |
| 3 | a8 black rook · b8 black knight · c8 black bishop · d8 black queen · e8 black king · f8 black bishop · g8 black knight · h8 black rook · a7 black pawn · b7 black pawn · c7 black pawn · e7 black pawn · f7 black pawn · g7 black pawn · h7 black pawn · c4 black pawn · d4 white pawn · a2 white pawn · b2 white pawn · e2 white pawn · f2 white pawn · g2 white pawn · h2 white pawn · a1 white rook · b1 white knight · c1 white bishop · d1 white queen · e1 white king · f1 white bishop · g1 white knight · h1 white rook | a8 black rook · b8 black knight · c8 black bishop · d8 black queen · e8 black king · f8 black bishop · g8 black knight · h8 black rook · a7 black pawn · b7 black pawn · c7 black pawn · e7 black pawn · f7 black pawn · g7 black pawn · h7 black pawn · c4 black pawn · d4 white pawn · a2 white pawn · b2 white pawn · e2 white pawn · f2 white pawn · g2 white pawn · h2 white pawn · a1 white rook · b1 white knight · c1 white bishop · d1 white queen · e1 white king · f1 white bishop · g1 white knight · h1 white rook | a8 black rook · b8 black knight · c8 black bishop · d8 black queen · e8 black king · f8 black bishop · g8 black knight · h8 black rook · a7 black pawn · b7 black pawn · c7 black pawn · e7 black pawn · f7 black pawn · g7 black pawn · h7 black pawn · c4 black pawn · d4 white pawn · a2 white pawn · b2 white pawn · e2 white pawn · f2 white pawn · g2 white pawn · h2 white pawn · a1 white rook · b1 white knight · c1 white bishop · d1 white queen · e1 white king · f1 white bishop · g1 white knight · h1 white rook | a8 black rook · b8 black knight · c8 black bishop · d8 black queen · e8 black king · f8 black bishop · g8 black knight · h8 black rook · a7 black pawn · b7 black pawn · c7 black pawn · e7 black pawn · f7 black pawn · g7 black pawn · h7 black pawn · c4 black pawn · d4 white pawn · a2 white pawn · b2 white pawn · e2 white pawn · f2 white pawn · g2 white pawn · h2 white pawn · a1 white rook · b1 white knight · c1 white bishop · d1 white queen · e1 white king · f1 white bishop · g1 white knight · h1 white rook | a8 black rook · b8 black knight · c8 black bishop · d8 black queen · e8 black king · f8 black bishop · g8 black knight · h8 black rook · a7 black pawn · b7 black pawn · c7 black pawn · e7 black pawn · f7 black pawn · g7 black pawn · h7 black pawn · c4 black pawn · d4 white pawn · a2 white pawn · b2 white pawn · e2 white pawn · f2 white pawn · g2 white pawn · h2 white pawn · a1 white rook · b1 white knight · c1 white bishop · d1 white queen · e1 white king · f1 white bishop · g1 white knight · h1 white rook | a8 black rook · b8 black knight · c8 black bishop · d8 black queen · e8 black king · f8 black bishop · g8 black knight · h8 black rook · a7 black pawn · b7 black pawn · c7 black pawn · e7 black pawn · f7 black pawn · g7 black pawn · h7 black pawn · c4 black pawn · d4 white pawn · a2 white pawn · b2 white pawn · e2 white pawn · f2 white pawn · g2 white pawn · h2 white pawn · a1 white rook · b1 white knight · c1 white bishop · d1 white queen · e1 white king · f1 white bishop · g1 white knight · h1 white rook | a8 black rook · b8 black knight · c8 black bishop · d8 black queen · e8 black king · f8 black bishop · g8 black knight · h8 black rook · a7 black pawn · b7 black pawn · c7 black pawn · e7 black pawn · f7 black pawn · g7 black pawn · h7 black pawn · c4 black pawn · d4 white pawn · a2 white pawn · b2 white pawn · e2 white pawn · f2 white pawn · g2 white pawn · h2 white pawn · a1 white rook · b1 white knight · c1 white bishop · d1 white queen · e1 white king · f1 white bishop · g1 white knight · h1 white rook | a8 black rook · b8 black knight · c8 black bishop · d8 black queen · e8 black king · f8 black bishop · g8 black knight · h8 black rook · a7 black pawn · b7 black pawn · c7 black pawn · e7 black pawn · f7 black pawn · g7 black pawn · h7 black pawn · c4 black pawn · d4 white pawn · a2 white pawn · b2 white pawn · e2 white pawn · f2 white pawn · g2 white pawn · h2 white pawn · a1 white rook · b1 white knight · c1 white bishop · d1 white queen · e1 white king · f1 white bishop · g1 white knight · h1 white rook | 3 |
| 2 | a8 black rook · b8 black knight · c8 black bishop · d8 black queen · e8 black king · f8 black bishop · g8 black knight · h8 black rook · a7 black pawn · b7 black pawn · c7 black pawn · e7 black pawn · f7 black pawn · g7 black pawn · h7 black pawn · c4 black pawn · d4 white pawn · a2 white pawn · b2 white pawn · e2 white pawn · f2 white pawn · g2 white pawn · h2 white pawn · a1 white rook · b1 white knight · c1 white bishop · d1 white queen · e1 white king · f1 white bishop · g1 white knight · h1 white rook | a8 black rook · b8 black knight · c8 black bishop · d8 black queen · e8 black king · f8 black bishop · g8 black knight · h8 black rook · a7 black pawn · b7 black pawn · c7 black pawn · e7 black pawn · f7 black pawn · g7 black pawn · h7 black pawn · c4 black pawn · d4 white pawn · a2 white pawn · b2 white pawn · e2 white pawn · f2 white pawn · g2 white pawn · h2 white pawn · a1 white rook · b1 white knight · c1 white bishop · d1 white queen · e1 white king · f1 white bishop · g1 white knight · h1 white rook | a8 black rook · b8 black knight · c8 black bishop · d8 black queen · e8 black king · f8 black bishop · g8 black knight · h8 black rook · a7 black pawn · b7 black pawn · c7 black pawn · e7 black pawn · f7 black pawn · g7 black pawn · h7 black pawn · c4 black pawn · d4 white pawn · a2 white pawn · b2 white pawn · e2 white pawn · f2 white pawn · g2 white pawn · h2 white pawn · a1 white rook · b1 white knight · c1 white bishop · d1 white queen · e1 white king · f1 white bishop · g1 white knight · h1 white rook | a8 black rook · b8 black knight · c8 black bishop · d8 black queen · e8 black king · f8 black bishop · g8 black knight · h8 black rook · a7 black pawn · b7 black pawn · c7 black pawn · e7 black pawn · f7 black pawn · g7 black pawn · h7 black pawn · c4 black pawn · d4 white pawn · a2 white pawn · b2 white pawn · e2 white pawn · f2 white pawn · g2 white pawn · h2 white pawn · a1 white rook · b1 white knight · c1 white bishop · d1 white queen · e1 white king · f1 white bishop · g1 white knight · h1 white rook | a8 black rook · b8 black knight · c8 black bishop · d8 black queen · e8 black king · f8 black bishop · g8 black knight · h8 black rook · a7 black pawn · b7 black pawn · c7 black pawn · e7 black pawn · f7 black pawn · g7 black pawn · h7 black pawn · c4 black pawn · d4 white pawn · a2 white pawn · b2 white pawn · e2 white pawn · f2 white pawn · g2 white pawn · h2 white pawn · a1 white rook · b1 white knight · c1 white bishop · d1 white queen · e1 white king · f1 white bishop · g1 white knight · h1 white rook | a8 black rook · b8 black knight · c8 black bishop · d8 black queen · e8 black king · f8 black bishop · g8 black knight · h8 black rook · a7 black pawn · b7 black pawn · c7 black pawn · e7 black pawn · f7 black pawn · g7 black pawn · h7 black pawn · c4 black pawn · d4 white pawn · a2 white pawn · b2 white pawn · e2 white pawn · f2 white pawn · g2 white pawn · h2 white pawn · a1 white rook · b1 white knight · c1 white bishop · d1 white queen · e1 white king · f1 white bishop · g1 white knight · h1 white rook | a8 black rook · b8 black knight · c8 black bishop · d8 black queen · e8 black king · f8 black bishop · g8 black knight · h8 black rook · a7 black pawn · b7 black pawn · c7 black pawn · e7 black pawn · f7 black pawn · g7 black pawn · h7 black pawn · c4 black pawn · d4 white pawn · a2 white pawn · b2 white pawn · e2 white pawn · f2 white pawn · g2 white pawn · h2 white pawn · a1 white rook · b1 white knight · c1 white bishop · d1 white queen · e1 white king · f1 white bishop · g1 white knight · h1 white rook | a8 black rook · b8 black knight · c8 black bishop · d8 black queen · e8 black king · f8 black bishop · g8 black knight · h8 black rook · a7 black pawn · b7 black pawn · c7 black pawn · e7 black pawn · f7 black pawn · g7 black pawn · h7 black pawn · c4 black pawn · d4 white pawn · a2 white pawn · b2 white pawn · e2 white pawn · f2 white pawn · g2 white pawn · h2 white pawn · a1 white rook · b1 white knight · c1 white bishop · d1 white queen · e1 white king · f1 white bishop · g1 white knight · h1 white rook | 2 |
| 1 | a8 black rook · b8 black knight · c8 black bishop · d8 black queen · e8 black king · f8 black bishop · g8 black knight · h8 black rook · a7 black pawn · b7 black pawn · c7 black pawn · e7 black pawn · f7 black pawn · g7 black pawn · h7 black pawn · c4 black pawn · d4 white pawn · a2 white pawn · b2 white pawn · e2 white pawn · f2 white pawn · g2 white pawn · h2 white pawn · a1 white rook · b1 white knight · c1 white bishop · d1 white queen · e1 white king · f1 white bishop · g1 white knight · h1 white rook | a8 black rook · b8 black knight · c8 black bishop · d8 black queen · e8 black king · f8 black bishop · g8 black knight · h8 black rook · a7 black pawn · b7 black pawn · c7 black pawn · e7 black pawn · f7 black pawn · g7 black pawn · h7 black pawn · c4 black pawn · d4 white pawn · a2 white pawn · b2 white pawn · e2 white pawn · f2 white pawn · g2 white pawn · h2 white pawn · a1 white rook · b1 white knight · c1 white bishop · d1 white queen · e1 white king · f1 white bishop · g1 white knight · h1 white rook | a8 black rook · b8 black knight · c8 black bishop · d8 black queen · e8 black king · f8 black bishop · g8 black knight · h8 black rook · a7 black pawn · b7 black pawn · c7 black pawn · e7 black pawn · f7 black pawn · g7 black pawn · h7 black pawn · c4 black pawn · d4 white pawn · a2 white pawn · b2 white pawn · e2 white pawn · f2 white pawn · g2 white pawn · h2 white pawn · a1 white rook · b1 white knight · c1 white bishop · d1 white queen · e1 white king · f1 white bishop · g1 white knight · h1 white rook | a8 black rook · b8 black knight · c8 black bishop · d8 black queen · e8 black king · f8 black bishop · g8 black knight · h8 black rook · a7 black pawn · b7 black pawn · c7 black pawn · e7 black pawn · f7 black pawn · g7 black pawn · h7 black pawn · c4 black pawn · d4 white pawn · a2 white pawn · b2 white pawn · e2 white pawn · f2 white pawn · g2 white pawn · h2 white pawn · a1 white rook · b1 white knight · c1 white bishop · d1 white queen · e1 white king · f1 white bishop · g1 white knight · h1 white rook | a8 black rook · b8 black knight · c8 black bishop · d8 black queen · e8 black king · f8 black bishop · g8 black knight · h8 black rook · a7 black pawn · b7 black pawn · c7 black pawn · e7 black pawn · f7 black pawn · g7 black pawn · h7 black pawn · c4 black pawn · d4 white pawn · a2 white pawn · b2 white pawn · e2 white pawn · f2 white pawn · g2 white pawn · h2 white pawn · a1 white rook · b1 white knight · c1 white bishop · d1 white queen · e1 white king · f1 white bishop · g1 white knight · h1 white rook | a8 black rook · b8 black knight · c8 black bishop · d8 black queen · e8 black king · f8 black bishop · g8 black knight · h8 black rook · a7 black pawn · b7 black pawn · c7 black pawn · e7 black pawn · f7 black pawn · g7 black pawn · h7 black pawn · c4 black pawn · d4 white pawn · a2 white pawn · b2 white pawn · e2 white pawn · f2 white pawn · g2 white pawn · h2 white pawn · a1 white rook · b1 white knight · c1 white bishop · d1 white queen · e1 white king · f1 white bishop · g1 white knight · h1 white rook | a8 black rook · b8 black knight · c8 black bishop · d8 black queen · e8 black king · f8 black bishop · g8 black knight · h8 black rook · a7 black pawn · b7 black pawn · c7 black pawn · e7 black pawn · f7 black pawn · g7 black pawn · h7 black pawn · c4 black pawn · d4 white pawn · a2 white pawn · b2 white pawn · e2 white pawn · f2 white pawn · g2 white pawn · h2 white pawn · a1 white rook · b1 white knight · c1 white bishop · d1 white queen · e1 white king · f1 white bishop · g1 white knight · h1 white rook | a8 black rook · b8 black knight · c8 black bishop · d8 black queen · e8 black king · f8 black bishop · g8 black knight · h8 black rook · a7 black pawn · b7 black pawn · c7 black pawn · e7 black pawn · f7 black pawn · g7 black pawn · h7 black pawn · c4 black pawn · d4 white pawn · a2 white pawn · b2 white pawn · e2 white pawn · f2 white pawn · g2 white pawn · h2 white pawn · a1 white rook · b1 white knight · c1 white bishop · d1 white queen · e1 white king · f1 white bishop · g1 white knight · h1 white rook | 1 |
|   | a | b | c | d | e | f | g | h |   |

```
6. Албинов противгамбит(1. д4 д5 2. ц4 е5)
```

|   | a | b | c | d | e | f | g | h |   |
| 8 | a8 black rook · b8 black knight · c8 black bishop · d8 black queen · e8 black king · f8 black bishop · g8 black knight · h8 black rook · a7 black pawn · b7 black pawn · c7 black pawn · f7 black pawn · g7 black pawn · h7 black pawn · d5 black pawn · e5 black pawn · c4 white pawn · d4 white pawn · a2 white pawn · b2 white pawn · e2 white pawn · f2 white pawn · g2 white pawn · h2 white pawn · a1 white rook · b1 white knight · c1 white bishop · d1 white queen · e1 white king · f1 white bishop · g1 white knight · h1 white rook | a8 black rook · b8 black knight · c8 black bishop · d8 black queen · e8 black king · f8 black bishop · g8 black knight · h8 black rook · a7 black pawn · b7 black pawn · c7 black pawn · f7 black pawn · g7 black pawn · h7 black pawn · d5 black pawn · e5 black pawn · c4 white pawn · d4 white pawn · a2 white pawn · b2 white pawn · e2 white pawn · f2 white pawn · g2 white pawn · h2 white pawn · a1 white rook · b1 white knight · c1 white bishop · d1 white queen · e1 white king · f1 white bishop · g1 white knight · h1 white rook | a8 black rook · b8 black knight · c8 black bishop · d8 black queen · e8 black king · f8 black bishop · g8 black knight · h8 black rook · a7 black pawn · b7 black pawn · c7 black pawn · f7 black pawn · g7 black pawn · h7 black pawn · d5 black pawn · e5 black pawn · c4 white pawn · d4 white pawn · a2 white pawn · b2 white pawn · e2 white pawn · f2 white pawn · g2 white pawn · h2 white pawn · a1 white rook · b1 white knight · c1 white bishop · d1 white queen · e1 white king · f1 white bishop · g1 white knight · h1 white rook | a8 black rook · b8 black knight · c8 black bishop · d8 black queen · e8 black king · f8 black bishop · g8 black knight · h8 black rook · a7 black pawn · b7 black pawn · c7 black pawn · f7 black pawn · g7 black pawn · h7 black pawn · d5 black pawn · e5 black pawn · c4 white pawn · d4 white pawn · a2 white pawn · b2 white pawn · e2 white pawn · f2 white pawn · g2 white pawn · h2 white pawn · a1 white rook · b1 white knight · c1 white bishop · d1 white queen · e1 white king · f1 white bishop · g1 white knight · h1 white rook | a8 black rook · b8 black knight · c8 black bishop · d8 black queen · e8 black king · f8 black bishop · g8 black knight · h8 black rook · a7 black pawn · b7 black pawn · c7 black pawn · f7 black pawn · g7 black pawn · h7 black pawn · d5 black pawn · e5 black pawn · c4 white pawn · d4 white pawn · a2 white pawn · b2 white pawn · e2 white pawn · f2 white pawn · g2 white pawn · h2 white pawn · a1 white rook · b1 white knight · c1 white bishop · d1 white queen · e1 white king · f1 white bishop · g1 white knight · h1 white rook | a8 black rook · b8 black knight · c8 black bishop · d8 black queen · e8 black king · f8 black bishop · g8 black knight · h8 black rook · a7 black pawn · b7 black pawn · c7 black pawn · f7 black pawn · g7 black pawn · h7 black pawn · d5 black pawn · e5 black pawn · c4 white pawn · d4 white pawn · a2 white pawn · b2 white pawn · e2 white pawn · f2 white pawn · g2 white pawn · h2 white pawn · a1 white rook · b1 white knight · c1 white bishop · d1 white queen · e1 white king · f1 white bishop · g1 white knight · h1 white rook | a8 black rook · b8 black knight · c8 black bishop · d8 black queen · e8 black king · f8 black bishop · g8 black knight · h8 black rook · a7 black pawn · b7 black pawn · c7 black pawn · f7 black pawn · g7 black pawn · h7 black pawn · d5 black pawn · e5 black pawn · c4 white pawn · d4 white pawn · a2 white pawn · b2 white pawn · e2 white pawn · f2 white pawn · g2 white pawn · h2 white pawn · a1 white rook · b1 white knight · c1 white bishop · d1 white queen · e1 white king · f1 white bishop · g1 white knight · h1 white rook | a8 black rook · b8 black knight · c8 black bishop · d8 black queen · e8 black king · f8 black bishop · g8 black knight · h8 black rook · a7 black pawn · b7 black pawn · c7 black pawn · f7 black pawn · g7 black pawn · h7 black pawn · d5 black pawn · e5 black pawn · c4 white pawn · d4 white pawn · a2 white pawn · b2 white pawn · e2 white pawn · f2 white pawn · g2 white pawn · h2 white pawn · a1 white rook · b1 white knight · c1 white bishop · d1 white queen · e1 white king · f1 white bishop · g1 white knight · h1 white rook | 8 |
| 7 | a8 black rook · b8 black knight · c8 black bishop · d8 black queen · e8 black king · f8 black bishop · g8 black knight · h8 black rook · a7 black pawn · b7 black pawn · c7 black pawn · f7 black pawn · g7 black pawn · h7 black pawn · d5 black pawn · e5 black pawn · c4 white pawn · d4 white pawn · a2 white pawn · b2 white pawn · e2 white pawn · f2 white pawn · g2 white pawn · h2 white pawn · a1 white rook · b1 white knight · c1 white bishop · d1 white queen · e1 white king · f1 white bishop · g1 white knight · h1 white rook | a8 black rook · b8 black knight · c8 black bishop · d8 black queen · e8 black king · f8 black bishop · g8 black knight · h8 black rook · a7 black pawn · b7 black pawn · c7 black pawn · f7 black pawn · g7 black pawn · h7 black pawn · d5 black pawn · e5 black pawn · c4 white pawn · d4 white pawn · a2 white pawn · b2 white pawn · e2 white pawn · f2 white pawn · g2 white pawn · h2 white pawn · a1 white rook · b1 white knight · c1 white bishop · d1 white queen · e1 white king · f1 white bishop · g1 white knight · h1 white rook | a8 black rook · b8 black knight · c8 black bishop · d8 black queen · e8 black king · f8 black bishop · g8 black knight · h8 black rook · a7 black pawn · b7 black pawn · c7 black pawn · f7 black pawn · g7 black pawn · h7 black pawn · d5 black pawn · e5 black pawn · c4 white pawn · d4 white pawn · a2 white pawn · b2 white pawn · e2 white pawn · f2 white pawn · g2 white pawn · h2 white pawn · a1 white rook · b1 white knight · c1 white bishop · d1 white queen · e1 white king · f1 white bishop · g1 white knight · h1 white rook | a8 black rook · b8 black knight · c8 black bishop · d8 black queen · e8 black king · f8 black bishop · g8 black knight · h8 black rook · a7 black pawn · b7 black pawn · c7 black pawn · f7 black pawn · g7 black pawn · h7 black pawn · d5 black pawn · e5 black pawn · c4 white pawn · d4 white pawn · a2 white pawn · b2 white pawn · e2 white pawn · f2 white pawn · g2 white pawn · h2 white pawn · a1 white rook · b1 white knight · c1 white bishop · d1 white queen · e1 white king · f1 white bishop · g1 white knight · h1 white rook | a8 black rook · b8 black knight · c8 black bishop · d8 black queen · e8 black king · f8 black bishop · g8 black knight · h8 black rook · a7 black pawn · b7 black pawn · c7 black pawn · f7 black pawn · g7 black pawn · h7 black pawn · d5 black pawn · e5 black pawn · c4 white pawn · d4 white pawn · a2 white pawn · b2 white pawn · e2 white pawn · f2 white pawn · g2 white pawn · h2 white pawn · a1 white rook · b1 white knight · c1 white bishop · d1 white queen · e1 white king · f1 white bishop · g1 white knight · h1 white rook | a8 black rook · b8 black knight · c8 black bishop · d8 black queen · e8 black king · f8 black bishop · g8 black knight · h8 black rook · a7 black pawn · b7 black pawn · c7 black pawn · f7 black pawn · g7 black pawn · h7 black pawn · d5 black pawn · e5 black pawn · c4 white pawn · d4 white pawn · a2 white pawn · b2 white pawn · e2 white pawn · f2 white pawn · g2 white pawn · h2 white pawn · a1 white rook · b1 white knight · c1 white bishop · d1 white queen · e1 white king · f1 white bishop · g1 white knight · h1 white rook | a8 black rook · b8 black knight · c8 black bishop · d8 black queen · e8 black king · f8 black bishop · g8 black knight · h8 black rook · a7 black pawn · b7 black pawn · c7 black pawn · f7 black pawn · g7 black pawn · h7 black pawn · d5 black pawn · e5 black pawn · c4 white pawn · d4 white pawn · a2 white pawn · b2 white pawn · e2 white pawn · f2 white pawn · g2 white pawn · h2 white pawn · a1 white rook · b1 white knight · c1 white bishop · d1 white queen · e1 white king · f1 white bishop · g1 white knight · h1 white rook | a8 black rook · b8 black knight · c8 black bishop · d8 black queen · e8 black king · f8 black bishop · g8 black knight · h8 black rook · a7 black pawn · b7 black pawn · c7 black pawn · f7 black pawn · g7 black pawn · h7 black pawn · d5 black pawn · e5 black pawn · c4 white pawn · d4 white pawn · a2 white pawn · b2 white pawn · e2 white pawn · f2 white pawn · g2 white pawn · h2 white pawn · a1 white rook · b1 white knight · c1 white bishop · d1 white queen · e1 white king · f1 white bishop · g1 white knight · h1 white rook | 7 |
| 6 | a8 black rook · b8 black knight · c8 black bishop · d8 black queen · e8 black king · f8 black bishop · g8 black knight · h8 black rook · a7 black pawn · b7 black pawn · c7 black pawn · f7 black pawn · g7 black pawn · h7 black pawn · d5 black pawn · e5 black pawn · c4 white pawn · d4 white pawn · a2 white pawn · b2 white pawn · e2 white pawn · f2 white pawn · g2 white pawn · h2 white pawn · a1 white rook · b1 white knight · c1 white bishop · d1 white queen · e1 white king · f1 white bishop · g1 white knight · h1 white rook | a8 black rook · b8 black knight · c8 black bishop · d8 black queen · e8 black king · f8 black bishop · g8 black knight · h8 black rook · a7 black pawn · b7 black pawn · c7 black pawn · f7 black pawn · g7 black pawn · h7 black pawn · d5 black pawn · e5 black pawn · c4 white pawn · d4 white pawn · a2 white pawn · b2 white pawn · e2 white pawn · f2 white pawn · g2 white pawn · h2 white pawn · a1 white rook · b1 white knight · c1 white bishop · d1 white queen · e1 white king · f1 white bishop · g1 white knight · h1 white rook | a8 black rook · b8 black knight · c8 black bishop · d8 black queen · e8 black king · f8 black bishop · g8 black knight · h8 black rook · a7 black pawn · b7 black pawn · c7 black pawn · f7 black pawn · g7 black pawn · h7 black pawn · d5 black pawn · e5 black pawn · c4 white pawn · d4 white pawn · a2 white pawn · b2 white pawn · e2 white pawn · f2 white pawn · g2 white pawn · h2 white pawn · a1 white rook · b1 white knight · c1 white bishop · d1 white queen · e1 white king · f1 white bishop · g1 white knight · h1 white rook | a8 black rook · b8 black knight · c8 black bishop · d8 black queen · e8 black king · f8 black bishop · g8 black knight · h8 black rook · a7 black pawn · b7 black pawn · c7 black pawn · f7 black pawn · g7 black pawn · h7 black pawn · d5 black pawn · e5 black pawn · c4 white pawn · d4 white pawn · a2 white pawn · b2 white pawn · e2 white pawn · f2 white pawn · g2 white pawn · h2 white pawn · a1 white rook · b1 white knight · c1 white bishop · d1 white queen · e1 white king · f1 white bishop · g1 white knight · h1 white rook | a8 black rook · b8 black knight · c8 black bishop · d8 black queen · e8 black king · f8 black bishop · g8 black knight · h8 black rook · a7 black pawn · b7 black pawn · c7 black pawn · f7 black pawn · g7 black pawn · h7 black pawn · d5 black pawn · e5 black pawn · c4 white pawn · d4 white pawn · a2 white pawn · b2 white pawn · e2 white pawn · f2 white pawn · g2 white pawn · h2 white pawn · a1 white rook · b1 white knight · c1 white bishop · d1 white queen · e1 white king · f1 white bishop · g1 white knight · h1 white rook | a8 black rook · b8 black knight · c8 black bishop · d8 black queen · e8 black king · f8 black bishop · g8 black knight · h8 black rook · a7 black pawn · b7 black pawn · c7 black pawn · f7 black pawn · g7 black pawn · h7 black pawn · d5 black pawn · e5 black pawn · c4 white pawn · d4 white pawn · a2 white pawn · b2 white pawn · e2 white pawn · f2 white pawn · g2 white pawn · h2 white pawn · a1 white rook · b1 white knight · c1 white bishop · d1 white queen · e1 white king · f1 white bishop · g1 white knight · h1 white rook | a8 black rook · b8 black knight · c8 black bishop · d8 black queen · e8 black king · f8 black bishop · g8 black knight · h8 black rook · a7 black pawn · b7 black pawn · c7 black pawn · f7 black pawn · g7 black pawn · h7 black pawn · d5 black pawn · e5 black pawn · c4 white pawn · d4 white pawn · a2 white pawn · b2 white pawn · e2 white pawn · f2 white pawn · g2 white pawn · h2 white pawn · a1 white rook · b1 white knight · c1 white bishop · d1 white queen · e1 white king · f1 white bishop · g1 white knight · h1 white rook | a8 black rook · b8 black knight · c8 black bishop · d8 black queen · e8 black king · f8 black bishop · g8 black knight · h8 black rook · a7 black pawn · b7 black pawn · c7 black pawn · f7 black pawn · g7 black pawn · h7 black pawn · d5 black pawn · e5 black pawn · c4 white pawn · d4 white pawn · a2 white pawn · b2 white pawn · e2 white pawn · f2 white pawn · g2 white pawn · h2 white pawn · a1 white rook · b1 white knight · c1 white bishop · d1 white queen · e1 white king · f1 white bishop · g1 white knight · h1 white rook | 6 |
| 5 | a8 black rook · b8 black knight · c8 black bishop · d8 black queen · e8 black king · f8 black bishop · g8 black knight · h8 black rook · a7 black pawn · b7 black pawn · c7 black pawn · f7 black pawn · g7 black pawn · h7 black pawn · d5 black pawn · e5 black pawn · c4 white pawn · d4 white pawn · a2 white pawn · b2 white pawn · e2 white pawn · f2 white pawn · g2 white pawn · h2 white pawn · a1 white rook · b1 white knight · c1 white bishop · d1 white queen · e1 white king · f1 white bishop · g1 white knight · h1 white rook | a8 black rook · b8 black knight · c8 black bishop · d8 black queen · e8 black king · f8 black bishop · g8 black knight · h8 black rook · a7 black pawn · b7 black pawn · c7 black pawn · f7 black pawn · g7 black pawn · h7 black pawn · d5 black pawn · e5 black pawn · c4 white pawn · d4 white pawn · a2 white pawn · b2 white pawn · e2 white pawn · f2 white pawn · g2 white pawn · h2 white pawn · a1 white rook · b1 white knight · c1 white bishop · d1 white queen · e1 white king · f1 white bishop · g1 white knight · h1 white rook | a8 black rook · b8 black knight · c8 black bishop · d8 black queen · e8 black king · f8 black bishop · g8 black knight · h8 black rook · a7 black pawn · b7 black pawn · c7 black pawn · f7 black pawn · g7 black pawn · h7 black pawn · d5 black pawn · e5 black pawn · c4 white pawn · d4 white pawn · a2 white pawn · b2 white pawn · e2 white pawn · f2 white pawn · g2 white pawn · h2 white pawn · a1 white rook · b1 white knight · c1 white bishop · d1 white queen · e1 white king · f1 white bishop · g1 white knight · h1 white rook | a8 black rook · b8 black knight · c8 black bishop · d8 black queen · e8 black king · f8 black bishop · g8 black knight · h8 black rook · a7 black pawn · b7 black pawn · c7 black pawn · f7 black pawn · g7 black pawn · h7 black pawn · d5 black pawn · e5 black pawn · c4 white pawn · d4 white pawn · a2 white pawn · b2 white pawn · e2 white pawn · f2 white pawn · g2 white pawn · h2 white pawn · a1 white rook · b1 white knight · c1 white bishop · d1 white queen · e1 white king · f1 white bishop · g1 white knight · h1 white rook | a8 black rook · b8 black knight · c8 black bishop · d8 black queen · e8 black king · f8 black bishop · g8 black knight · h8 black rook · a7 black pawn · b7 black pawn · c7 black pawn · f7 black pawn · g7 black pawn · h7 black pawn · d5 black pawn · e5 black pawn · c4 white pawn · d4 white pawn · a2 white pawn · b2 white pawn · e2 white pawn · f2 white pawn · g2 white pawn · h2 white pawn · a1 white rook · b1 white knight · c1 white bishop · d1 white queen · e1 white king · f1 white bishop · g1 white knight · h1 white rook | a8 black rook · b8 black knight · c8 black bishop · d8 black queen · e8 black king · f8 black bishop · g8 black knight · h8 black rook · a7 black pawn · b7 black pawn · c7 black pawn · f7 black pawn · g7 black pawn · h7 black pawn · d5 black pawn · e5 black pawn · c4 white pawn · d4 white pawn · a2 white pawn · b2 white pawn · e2 white pawn · f2 white pawn · g2 white pawn · h2 white pawn · a1 white rook · b1 white knight · c1 white bishop · d1 white queen · e1 white king · f1 white bishop · g1 white knight · h1 white rook | a8 black rook · b8 black knight · c8 black bishop · d8 black queen · e8 black king · f8 black bishop · g8 black knight · h8 black rook · a7 black pawn · b7 black pawn · c7 black pawn · f7 black pawn · g7 black pawn · h7 black pawn · d5 black pawn · e5 black pawn · c4 white pawn · d4 white pawn · a2 white pawn · b2 white pawn · e2 white pawn · f2 white pawn · g2 white pawn · h2 white pawn · a1 white rook · b1 white knight · c1 white bishop · d1 white queen · e1 white king · f1 white bishop · g1 white knight · h1 white rook | a8 black rook · b8 black knight · c8 black bishop · d8 black queen · e8 black king · f8 black bishop · g8 black knight · h8 black rook · a7 black pawn · b7 black pawn · c7 black pawn · f7 black pawn · g7 black pawn · h7 black pawn · d5 black pawn · e5 black pawn · c4 white pawn · d4 white pawn · a2 white pawn · b2 white pawn · e2 white pawn · f2 white pawn · g2 white pawn · h2 white pawn · a1 white rook · b1 white knight · c1 white bishop · d1 white queen · e1 white king · f1 white bishop · g1 white knight · h1 white rook | 5 |
| 4 | a8 black rook · b8 black knight · c8 black bishop · d8 black queen · e8 black king · f8 black bishop · g8 black knight · h8 black rook · a7 black pawn · b7 black pawn · c7 black pawn · f7 black pawn · g7 black pawn · h7 black pawn · d5 black pawn · e5 black pawn · c4 white pawn · d4 white pawn · a2 white pawn · b2 white pawn · e2 white pawn · f2 white pawn · g2 white pawn · h2 white pawn · a1 white rook · b1 white knight · c1 white bishop · d1 white queen · e1 white king · f1 white bishop · g1 white knight · h1 white rook | a8 black rook · b8 black knight · c8 black bishop · d8 black queen · e8 black king · f8 black bishop · g8 black knight · h8 black rook · a7 black pawn · b7 black pawn · c7 black pawn · f7 black pawn · g7 black pawn · h7 black pawn · d5 black pawn · e5 black pawn · c4 white pawn · d4 white pawn · a2 white pawn · b2 white pawn · e2 white pawn · f2 white pawn · g2 white pawn · h2 white pawn · a1 white rook · b1 white knight · c1 white bishop · d1 white queen · e1 white king · f1 white bishop · g1 white knight · h1 white rook | a8 black rook · b8 black knight · c8 black bishop · d8 black queen · e8 black king · f8 black bishop · g8 black knight · h8 black rook · a7 black pawn · b7 black pawn · c7 black pawn · f7 black pawn · g7 black pawn · h7 black pawn · d5 black pawn · e5 black pawn · c4 white pawn · d4 white pawn · a2 white pawn · b2 white pawn · e2 white pawn · f2 white pawn · g2 white pawn · h2 white pawn · a1 white rook · b1 white knight · c1 white bishop · d1 white queen · e1 white king · f1 white bishop · g1 white knight · h1 white rook | a8 black rook · b8 black knight · c8 black bishop · d8 black queen · e8 black king · f8 black bishop · g8 black knight · h8 black rook · a7 black pawn · b7 black pawn · c7 black pawn · f7 black pawn · g7 black pawn · h7 black pawn · d5 black pawn · e5 black pawn · c4 white pawn · d4 white pawn · a2 white pawn · b2 white pawn · e2 white pawn · f2 white pawn · g2 white pawn · h2 white pawn · a1 white rook · b1 white knight · c1 white bishop · d1 white queen · e1 white king · f1 white bishop · g1 white knight · h1 white rook | a8 black rook · b8 black knight · c8 black bishop · d8 black queen · e8 black king · f8 black bishop · g8 black knight · h8 black rook · a7 black pawn · b7 black pawn · c7 black pawn · f7 black pawn · g7 black pawn · h7 black pawn · d5 black pawn · e5 black pawn · c4 white pawn · d4 white pawn · a2 white pawn · b2 white pawn · e2 white pawn · f2 white pawn · g2 white pawn · h2 white pawn · a1 white rook · b1 white knight · c1 white bishop · d1 white queen · e1 white king · f1 white bishop · g1 white knight · h1 white rook | a8 black rook · b8 black knight · c8 black bishop · d8 black queen · e8 black king · f8 black bishop · g8 black knight · h8 black rook · a7 black pawn · b7 black pawn · c7 black pawn · f7 black pawn · g7 black pawn · h7 black pawn · d5 black pawn · e5 black pawn · c4 white pawn · d4 white pawn · a2 white pawn · b2 white pawn · e2 white pawn · f2 white pawn · g2 white pawn · h2 white pawn · a1 white rook · b1 white knight · c1 white bishop · d1 white queen · e1 white king · f1 white bishop · g1 white knight · h1 white rook | a8 black rook · b8 black knight · c8 black bishop · d8 black queen · e8 black king · f8 black bishop · g8 black knight · h8 black rook · a7 black pawn · b7 black pawn · c7 black pawn · f7 black pawn · g7 black pawn · h7 black pawn · d5 black pawn · e5 black pawn · c4 white pawn · d4 white pawn · a2 white pawn · b2 white pawn · e2 white pawn · f2 white pawn · g2 white pawn · h2 white pawn · a1 white rook · b1 white knight · c1 white bishop · d1 white queen · e1 white king · f1 white bishop · g1 white knight · h1 white rook | a8 black rook · b8 black knight · c8 black bishop · d8 black queen · e8 black king · f8 black bishop · g8 black knight · h8 black rook · a7 black pawn · b7 black pawn · c7 black pawn · f7 black pawn · g7 black pawn · h7 black pawn · d5 black pawn · e5 black pawn · c4 white pawn · d4 white pawn · a2 white pawn · b2 white pawn · e2 white pawn · f2 white pawn · g2 white pawn · h2 white pawn · a1 white rook · b1 white knight · c1 white bishop · d1 white queen · e1 white king · f1 white bishop · g1 white knight · h1 white rook | 4 |
| 3 | a8 black rook · b8 black knight · c8 black bishop · d8 black queen · e8 black king · f8 black bishop · g8 black knight · h8 black rook · a7 black pawn · b7 black pawn · c7 black pawn · f7 black pawn · g7 black pawn · h7 black pawn · d5 black pawn · e5 black pawn · c4 white pawn · d4 white pawn · a2 white pawn · b2 white pawn · e2 white pawn · f2 white pawn · g2 white pawn · h2 white pawn · a1 white rook · b1 white knight · c1 white bishop · d1 white queen · e1 white king · f1 white bishop · g1 white knight · h1 white rook | a8 black rook · b8 black knight · c8 black bishop · d8 black queen · e8 black king · f8 black bishop · g8 black knight · h8 black rook · a7 black pawn · b7 black pawn · c7 black pawn · f7 black pawn · g7 black pawn · h7 black pawn · d5 black pawn · e5 black pawn · c4 white pawn · d4 white pawn · a2 white pawn · b2 white pawn · e2 white pawn · f2 white pawn · g2 white pawn · h2 white pawn · a1 white rook · b1 white knight · c1 white bishop · d1 white queen · e1 white king · f1 white bishop · g1 white knight · h1 white rook | a8 black rook · b8 black knight · c8 black bishop · d8 black queen · e8 black king · f8 black bishop · g8 black knight · h8 black rook · a7 black pawn · b7 black pawn · c7 black pawn · f7 black pawn · g7 black pawn · h7 black pawn · d5 black pawn · e5 black pawn · c4 white pawn · d4 white pawn · a2 white pawn · b2 white pawn · e2 white pawn · f2 white pawn · g2 white pawn · h2 white pawn · a1 white rook · b1 white knight · c1 white bishop · d1 white queen · e1 white king · f1 white bishop · g1 white knight · h1 white rook | a8 black rook · b8 black knight · c8 black bishop · d8 black queen · e8 black king · f8 black bishop · g8 black knight · h8 black rook · a7 black pawn · b7 black pawn · c7 black pawn · f7 black pawn · g7 black pawn · h7 black pawn · d5 black pawn · e5 black pawn · c4 white pawn · d4 white pawn · a2 white pawn · b2 white pawn · e2 white pawn · f2 white pawn · g2 white pawn · h2 white pawn · a1 white rook · b1 white knight · c1 white bishop · d1 white queen · e1 white king · f1 white bishop · g1 white knight · h1 white rook | a8 black rook · b8 black knight · c8 black bishop · d8 black queen · e8 black king · f8 black bishop · g8 black knight · h8 black rook · a7 black pawn · b7 black pawn · c7 black pawn · f7 black pawn · g7 black pawn · h7 black pawn · d5 black pawn · e5 black pawn · c4 white pawn · d4 white pawn · a2 white pawn · b2 white pawn · e2 white pawn · f2 white pawn · g2 white pawn · h2 white pawn · a1 white rook · b1 white knight · c1 white bishop · d1 white queen · e1 white king · f1 white bishop · g1 white knight · h1 white rook | a8 black rook · b8 black knight · c8 black bishop · d8 black queen · e8 black king · f8 black bishop · g8 black knight · h8 black rook · a7 black pawn · b7 black pawn · c7 black pawn · f7 black pawn · g7 black pawn · h7 black pawn · d5 black pawn · e5 black pawn · c4 white pawn · d4 white pawn · a2 white pawn · b2 white pawn · e2 white pawn · f2 white pawn · g2 white pawn · h2 white pawn · a1 white rook · b1 white knight · c1 white bishop · d1 white queen · e1 white king · f1 white bishop · g1 white knight · h1 white rook | a8 black rook · b8 black knight · c8 black bishop · d8 black queen · e8 black king · f8 black bishop · g8 black knight · h8 black rook · a7 black pawn · b7 black pawn · c7 black pawn · f7 black pawn · g7 black pawn · h7 black pawn · d5 black pawn · e5 black pawn · c4 white pawn · d4 white pawn · a2 white pawn · b2 white pawn · e2 white pawn · f2 white pawn · g2 white pawn · h2 white pawn · a1 white rook · b1 white knight · c1 white bishop · d1 white queen · e1 white king · f1 white bishop · g1 white knight · h1 white rook | a8 black rook · b8 black knight · c8 black bishop · d8 black queen · e8 black king · f8 black bishop · g8 black knight · h8 black rook · a7 black pawn · b7 black pawn · c7 black pawn · f7 black pawn · g7 black pawn · h7 black pawn · d5 black pawn · e5 black pawn · c4 white pawn · d4 white pawn · a2 white pawn · b2 white pawn · e2 white pawn · f2 white pawn · g2 white pawn · h2 white pawn · a1 white rook · b1 white knight · c1 white bishop · d1 white queen · e1 white king · f1 white bishop · g1 white knight · h1 white rook | 3 |
| 2 | a8 black rook · b8 black knight · c8 black bishop · d8 black queen · e8 black king · f8 black bishop · g8 black knight · h8 black rook · a7 black pawn · b7 black pawn · c7 black pawn · f7 black pawn · g7 black pawn · h7 black pawn · d5 black pawn · e5 black pawn · c4 white pawn · d4 white pawn · a2 white pawn · b2 white pawn · e2 white pawn · f2 white pawn · g2 white pawn · h2 white pawn · a1 white rook · b1 white knight · c1 white bishop · d1 white queen · e1 white king · f1 white bishop · g1 white knight · h1 white rook | a8 black rook · b8 black knight · c8 black bishop · d8 black queen · e8 black king · f8 black bishop · g8 black knight · h8 black rook · a7 black pawn · b7 black pawn · c7 black pawn · f7 black pawn · g7 black pawn · h7 black pawn · d5 black pawn · e5 black pawn · c4 white pawn · d4 white pawn · a2 white pawn · b2 white pawn · e2 white pawn · f2 white pawn · g2 white pawn · h2 white pawn · a1 white rook · b1 white knight · c1 white bishop · d1 white queen · e1 white king · f1 white bishop · g1 white knight · h1 white rook | a8 black rook · b8 black knight · c8 black bishop · d8 black queen · e8 black king · f8 black bishop · g8 black knight · h8 black rook · a7 black pawn · b7 black pawn · c7 black pawn · f7 black pawn · g7 black pawn · h7 black pawn · d5 black pawn · e5 black pawn · c4 white pawn · d4 white pawn · a2 white pawn · b2 white pawn · e2 white pawn · f2 white pawn · g2 white pawn · h2 white pawn · a1 white rook · b1 white knight · c1 white bishop · d1 white queen · e1 white king · f1 white bishop · g1 white knight · h1 white rook | a8 black rook · b8 black knight · c8 black bishop · d8 black queen · e8 black king · f8 black bishop · g8 black knight · h8 black rook · a7 black pawn · b7 black pawn · c7 black pawn · f7 black pawn · g7 black pawn · h7 black pawn · d5 black pawn · e5 black pawn · c4 white pawn · d4 white pawn · a2 white pawn · b2 white pawn · e2 white pawn · f2 white pawn · g2 white pawn · h2 white pawn · a1 white rook · b1 white knight · c1 white bishop · d1 white queen · e1 white king · f1 white bishop · g1 white knight · h1 white rook | a8 black rook · b8 black knight · c8 black bishop · d8 black queen · e8 black king · f8 black bishop · g8 black knight · h8 black rook · a7 black pawn · b7 black pawn · c7 black pawn · f7 black pawn · g7 black pawn · h7 black pawn · d5 black pawn · e5 black pawn · c4 white pawn · d4 white pawn · a2 white pawn · b2 white pawn · e2 white pawn · f2 white pawn · g2 white pawn · h2 white pawn · a1 white rook · b1 white knight · c1 white bishop · d1 white queen · e1 white king · f1 white bishop · g1 white knight · h1 white rook | a8 black rook · b8 black knight · c8 black bishop · d8 black queen · e8 black king · f8 black bishop · g8 black knight · h8 black rook · a7 black pawn · b7 black pawn · c7 black pawn · f7 black pawn · g7 black pawn · h7 black pawn · d5 black pawn · e5 black pawn · c4 white pawn · d4 white pawn · a2 white pawn · b2 white pawn · e2 white pawn · f2 white pawn · g2 white pawn · h2 white pawn · a1 white rook · b1 white knight · c1 white bishop · d1 white queen · e1 white king · f1 white bishop · g1 white knight · h1 white rook | a8 black rook · b8 black knight · c8 black bishop · d8 black queen · e8 black king · f8 black bishop · g8 black knight · h8 black rook · a7 black pawn · b7 black pawn · c7 black pawn · f7 black pawn · g7 black pawn · h7 black pawn · d5 black pawn · e5 black pawn · c4 white pawn · d4 white pawn · a2 white pawn · b2 white pawn · e2 white pawn · f2 white pawn · g2 white pawn · h2 white pawn · a1 white rook · b1 white knight · c1 white bishop · d1 white queen · e1 white king · f1 white bishop · g1 white knight · h1 white rook | a8 black rook · b8 black knight · c8 black bishop · d8 black queen · e8 black king · f8 black bishop · g8 black knight · h8 black rook · a7 black pawn · b7 black pawn · c7 black pawn · f7 black pawn · g7 black pawn · h7 black pawn · d5 black pawn · e5 black pawn · c4 white pawn · d4 white pawn · a2 white pawn · b2 white pawn · e2 white pawn · f2 white pawn · g2 white pawn · h2 white pawn · a1 white rook · b1 white knight · c1 white bishop · d1 white queen · e1 white king · f1 white bishop · g1 white knight · h1 white rook | 2 |
| 1 | a8 black rook · b8 black knight · c8 black bishop · d8 black queen · e8 black king · f8 black bishop · g8 black knight · h8 black rook · a7 black pawn · b7 black pawn · c7 black pawn · f7 black pawn · g7 black pawn · h7 black pawn · d5 black pawn · e5 black pawn · c4 white pawn · d4 white pawn · a2 white pawn · b2 white pawn · e2 white pawn · f2 white pawn · g2 white pawn · h2 white pawn · a1 white rook · b1 white knight · c1 white bishop · d1 white queen · e1 white king · f1 white bishop · g1 white knight · h1 white rook | a8 black rook · b8 black knight · c8 black bishop · d8 black queen · e8 black king · f8 black bishop · g8 black knight · h8 black rook · a7 black pawn · b7 black pawn · c7 black pawn · f7 black pawn · g7 black pawn · h7 black pawn · d5 black pawn · e5 black pawn · c4 white pawn · d4 white pawn · a2 white pawn · b2 white pawn · e2 white pawn · f2 white pawn · g2 white pawn · h2 white pawn · a1 white rook · b1 white knight · c1 white bishop · d1 white queen · e1 white king · f1 white bishop · g1 white knight · h1 white rook | a8 black rook · b8 black knight · c8 black bishop · d8 black queen · e8 black king · f8 black bishop · g8 black knight · h8 black rook · a7 black pawn · b7 black pawn · c7 black pawn · f7 black pawn · g7 black pawn · h7 black pawn · d5 black pawn · e5 black pawn · c4 white pawn · d4 white pawn · a2 white pawn · b2 white pawn · e2 white pawn · f2 white pawn · g2 white pawn · h2 white pawn · a1 white rook · b1 white knight · c1 white bishop · d1 white queen · e1 white king · f1 white bishop · g1 white knight · h1 white rook | a8 black rook · b8 black knight · c8 black bishop · d8 black queen · e8 black king · f8 black bishop · g8 black knight · h8 black rook · a7 black pawn · b7 black pawn · c7 black pawn · f7 black pawn · g7 black pawn · h7 black pawn · d5 black pawn · e5 black pawn · c4 white pawn · d4 white pawn · a2 white pawn · b2 white pawn · e2 white pawn · f2 white pawn · g2 white pawn · h2 white pawn · a1 white rook · b1 white knight · c1 white bishop · d1 white queen · e1 white king · f1 white bishop · g1 white knight · h1 white rook | a8 black rook · b8 black knight · c8 black bishop · d8 black queen · e8 black king · f8 black bishop · g8 black knight · h8 black rook · a7 black pawn · b7 black pawn · c7 black pawn · f7 black pawn · g7 black pawn · h7 black pawn · d5 black pawn · e5 black pawn · c4 white pawn · d4 white pawn · a2 white pawn · b2 white pawn · e2 white pawn · f2 white pawn · g2 white pawn · h2 white pawn · a1 white rook · b1 white knight · c1 white bishop · d1 white queen · e1 white king · f1 white bishop · g1 white knight · h1 white rook | a8 black rook · b8 black knight · c8 black bishop · d8 black queen · e8 black king · f8 black bishop · g8 black knight · h8 black rook · a7 black pawn · b7 black pawn · c7 black pawn · f7 black pawn · g7 black pawn · h7 black pawn · d5 black pawn · e5 black pawn · c4 white pawn · d4 white pawn · a2 white pawn · b2 white pawn · e2 white pawn · f2 white pawn · g2 white pawn · h2 white pawn · a1 white rook · b1 white knight · c1 white bishop · d1 white queen · e1 white king · f1 white bishop · g1 white knight · h1 white rook | a8 black rook · b8 black knight · c8 black bishop · d8 black queen · e8 black king · f8 black bishop · g8 black knight · h8 black rook · a7 black pawn · b7 black pawn · c7 black pawn · f7 black pawn · g7 black pawn · h7 black pawn · d5 black pawn · e5 black pawn · c4 white pawn · d4 white pawn · a2 white pawn · b2 white pawn · e2 white pawn · f2 white pawn · g2 white pawn · h2 white pawn · a1 white rook · b1 white knight · c1 white bishop · d1 white queen · e1 white king · f1 white bishop · g1 white knight · h1 white rook | a8 black rook · b8 black knight · c8 black bishop · d8 black queen · e8 black king · f8 black bishop · g8 black knight · h8 black rook · a7 black pawn · b7 black pawn · c7 black pawn · f7 black pawn · g7 black pawn · h7 black pawn · d5 black pawn · e5 black pawn · c4 white pawn · d4 white pawn · a2 white pawn · b2 white pawn · e2 white pawn · f2 white pawn · g2 white pawn · h2 white pawn · a1 white rook · b1 white knight · c1 white bishop · d1 white queen · e1 white king · f1 white bishop · g1 white knight · h1 white rook | 1 |
|   | a | b | c | d | e | f | g | h |   |

```
7. Аустријска одбрана(1. д4 д5 2. ц4 ц5)
```

Преко овог отварања може се достићи позиција из Тарашеве одбране.
|   | a | b | c | d | e | f | g | h |   |
| 8 | a8 black rook · b8 black knight · c8 black bishop · d8 black queen · e8 black king · f8 black bishop · g8 black knight · h8 black rook · a7 black pawn · b7 black pawn · e7 black pawn · f7 black pawn · g7 black pawn · h7 black pawn · c5 black pawn · d5 black pawn · c4 white pawn · d4 white pawn · a2 white pawn · b2 white pawn · e2 white pawn · f2 white pawn · g2 white pawn · h2 white pawn · a1 white rook · b1 white knight · c1 white bishop · d1 white queen · e1 white king · f1 white bishop · g1 white knight · h1 white rook | a8 black rook · b8 black knight · c8 black bishop · d8 black queen · e8 black king · f8 black bishop · g8 black knight · h8 black rook · a7 black pawn · b7 black pawn · e7 black pawn · f7 black pawn · g7 black pawn · h7 black pawn · c5 black pawn · d5 black pawn · c4 white pawn · d4 white pawn · a2 white pawn · b2 white pawn · e2 white pawn · f2 white pawn · g2 white pawn · h2 white pawn · a1 white rook · b1 white knight · c1 white bishop · d1 white queen · e1 white king · f1 white bishop · g1 white knight · h1 white rook | a8 black rook · b8 black knight · c8 black bishop · d8 black queen · e8 black king · f8 black bishop · g8 black knight · h8 black rook · a7 black pawn · b7 black pawn · e7 black pawn · f7 black pawn · g7 black pawn · h7 black pawn · c5 black pawn · d5 black pawn · c4 white pawn · d4 white pawn · a2 white pawn · b2 white pawn · e2 white pawn · f2 white pawn · g2 white pawn · h2 white pawn · a1 white rook · b1 white knight · c1 white bishop · d1 white queen · e1 white king · f1 white bishop · g1 white knight · h1 white rook | a8 black rook · b8 black knight · c8 black bishop · d8 black queen · e8 black king · f8 black bishop · g8 black knight · h8 black rook · a7 black pawn · b7 black pawn · e7 black pawn · f7 black pawn · g7 black pawn · h7 black pawn · c5 black pawn · d5 black pawn · c4 white pawn · d4 white pawn · a2 white pawn · b2 white pawn · e2 white pawn · f2 white pawn · g2 white pawn · h2 white pawn · a1 white rook · b1 white knight · c1 white bishop · d1 white queen · e1 white king · f1 white bishop · g1 white knight · h1 white rook | a8 black rook · b8 black knight · c8 black bishop · d8 black queen · e8 black king · f8 black bishop · g8 black knight · h8 black rook · a7 black pawn · b7 black pawn · e7 black pawn · f7 black pawn · g7 black pawn · h7 black pawn · c5 black pawn · d5 black pawn · c4 white pawn · d4 white pawn · a2 white pawn · b2 white pawn · e2 white pawn · f2 white pawn · g2 white pawn · h2 white pawn · a1 white rook · b1 white knight · c1 white bishop · d1 white queen · e1 white king · f1 white bishop · g1 white knight · h1 white rook | a8 black rook · b8 black knight · c8 black bishop · d8 black queen · e8 black king · f8 black bishop · g8 black knight · h8 black rook · a7 black pawn · b7 black pawn · e7 black pawn · f7 black pawn · g7 black pawn · h7 black pawn · c5 black pawn · d5 black pawn · c4 white pawn · d4 white pawn · a2 white pawn · b2 white pawn · e2 white pawn · f2 white pawn · g2 white pawn · h2 white pawn · a1 white rook · b1 white knight · c1 white bishop · d1 white queen · e1 white king · f1 white bishop · g1 white knight · h1 white rook | a8 black rook · b8 black knight · c8 black bishop · d8 black queen · e8 black king · f8 black bishop · g8 black knight · h8 black rook · a7 black pawn · b7 black pawn · e7 black pawn · f7 black pawn · g7 black pawn · h7 black pawn · c5 black pawn · d5 black pawn · c4 white pawn · d4 white pawn · a2 white pawn · b2 white pawn · e2 white pawn · f2 white pawn · g2 white pawn · h2 white pawn · a1 white rook · b1 white knight · c1 white bishop · d1 white queen · e1 white king · f1 white bishop · g1 white knight · h1 white rook | a8 black rook · b8 black knight · c8 black bishop · d8 black queen · e8 black king · f8 black bishop · g8 black knight · h8 black rook · a7 black pawn · b7 black pawn · e7 black pawn · f7 black pawn · g7 black pawn · h7 black pawn · c5 black pawn · d5 black pawn · c4 white pawn · d4 white pawn · a2 white pawn · b2 white pawn · e2 white pawn · f2 white pawn · g2 white pawn · h2 white pawn · a1 white rook · b1 white knight · c1 white bishop · d1 white queen · e1 white king · f1 white bishop · g1 white knight · h1 white rook | 8 |
| 7 | a8 black rook · b8 black knight · c8 black bishop · d8 black queen · e8 black king · f8 black bishop · g8 black knight · h8 black rook · a7 black pawn · b7 black pawn · e7 black pawn · f7 black pawn · g7 black pawn · h7 black pawn · c5 black pawn · d5 black pawn · c4 white pawn · d4 white pawn · a2 white pawn · b2 white pawn · e2 white pawn · f2 white pawn · g2 white pawn · h2 white pawn · a1 white rook · b1 white knight · c1 white bishop · d1 white queen · e1 white king · f1 white bishop · g1 white knight · h1 white rook | a8 black rook · b8 black knight · c8 black bishop · d8 black queen · e8 black king · f8 black bishop · g8 black knight · h8 black rook · a7 black pawn · b7 black pawn · e7 black pawn · f7 black pawn · g7 black pawn · h7 black pawn · c5 black pawn · d5 black pawn · c4 white pawn · d4 white pawn · a2 white pawn · b2 white pawn · e2 white pawn · f2 white pawn · g2 white pawn · h2 white pawn · a1 white rook · b1 white knight · c1 white bishop · d1 white queen · e1 white king · f1 white bishop · g1 white knight · h1 white rook | a8 black rook · b8 black knight · c8 black bishop · d8 black queen · e8 black king · f8 black bishop · g8 black knight · h8 black rook · a7 black pawn · b7 black pawn · e7 black pawn · f7 black pawn · g7 black pawn · h7 black pawn · c5 black pawn · d5 black pawn · c4 white pawn · d4 white pawn · a2 white pawn · b2 white pawn · e2 white pawn · f2 white pawn · g2 white pawn · h2 white pawn · a1 white rook · b1 white knight · c1 white bishop · d1 white queen · e1 white king · f1 white bishop · g1 white knight · h1 white rook | a8 black rook · b8 black knight · c8 black bishop · d8 black queen · e8 black king · f8 black bishop · g8 black knight · h8 black rook · a7 black pawn · b7 black pawn · e7 black pawn · f7 black pawn · g7 black pawn · h7 black pawn · c5 black pawn · d5 black pawn · c4 white pawn · d4 white pawn · a2 white pawn · b2 white pawn · e2 white pawn · f2 white pawn · g2 white pawn · h2 white pawn · a1 white rook · b1 white knight · c1 white bishop · d1 white queen · e1 white king · f1 white bishop · g1 white knight · h1 white rook | a8 black rook · b8 black knight · c8 black bishop · d8 black queen · e8 black king · f8 black bishop · g8 black knight · h8 black rook · a7 black pawn · b7 black pawn · e7 black pawn · f7 black pawn · g7 black pawn · h7 black pawn · c5 black pawn · d5 black pawn · c4 white pawn · d4 white pawn · a2 white pawn · b2 white pawn · e2 white pawn · f2 white pawn · g2 white pawn · h2 white pawn · a1 white rook · b1 white knight · c1 white bishop · d1 white queen · e1 white king · f1 white bishop · g1 white knight · h1 white rook | a8 black rook · b8 black knight · c8 black bishop · d8 black queen · e8 black king · f8 black bishop · g8 black knight · h8 black rook · a7 black pawn · b7 black pawn · e7 black pawn · f7 black pawn · g7 black pawn · h7 black pawn · c5 black pawn · d5 black pawn · c4 white pawn · d4 white pawn · a2 white pawn · b2 white pawn · e2 white pawn · f2 white pawn · g2 white pawn · h2 white pawn · a1 white rook · b1 white knight · c1 white bishop · d1 white queen · e1 white king · f1 white bishop · g1 white knight · h1 white rook | a8 black rook · b8 black knight · c8 black bishop · d8 black queen · e8 black king · f8 black bishop · g8 black knight · h8 black rook · a7 black pawn · b7 black pawn · e7 black pawn · f7 black pawn · g7 black pawn · h7 black pawn · c5 black pawn · d5 black pawn · c4 white pawn · d4 white pawn · a2 white pawn · b2 white pawn · e2 white pawn · f2 white pawn · g2 white pawn · h2 white pawn · a1 white rook · b1 white knight · c1 white bishop · d1 white queen · e1 white king · f1 white bishop · g1 white knight · h1 white rook | a8 black rook · b8 black knight · c8 black bishop · d8 black queen · e8 black king · f8 black bishop · g8 black knight · h8 black rook · a7 black pawn · b7 black pawn · e7 black pawn · f7 black pawn · g7 black pawn · h7 black pawn · c5 black pawn · d5 black pawn · c4 white pawn · d4 white pawn · a2 white pawn · b2 white pawn · e2 white pawn · f2 white pawn · g2 white pawn · h2 white pawn · a1 white rook · b1 white knight · c1 white bishop · d1 white queen · e1 white king · f1 white bishop · g1 white knight · h1 white rook | 7 |
| 6 | a8 black rook · b8 black knight · c8 black bishop · d8 black queen · e8 black king · f8 black bishop · g8 black knight · h8 black rook · a7 black pawn · b7 black pawn · e7 black pawn · f7 black pawn · g7 black pawn · h7 black pawn · c5 black pawn · d5 black pawn · c4 white pawn · d4 white pawn · a2 white pawn · b2 white pawn · e2 white pawn · f2 white pawn · g2 white pawn · h2 white pawn · a1 white rook · b1 white knight · c1 white bishop · d1 white queen · e1 white king · f1 white bishop · g1 white knight · h1 white rook | a8 black rook · b8 black knight · c8 black bishop · d8 black queen · e8 black king · f8 black bishop · g8 black knight · h8 black rook · a7 black pawn · b7 black pawn · e7 black pawn · f7 black pawn · g7 black pawn · h7 black pawn · c5 black pawn · d5 black pawn · c4 white pawn · d4 white pawn · a2 white pawn · b2 white pawn · e2 white pawn · f2 white pawn · g2 white pawn · h2 white pawn · a1 white rook · b1 white knight · c1 white bishop · d1 white queen · e1 white king · f1 white bishop · g1 white knight · h1 white rook | a8 black rook · b8 black knight · c8 black bishop · d8 black queen · e8 black king · f8 black bishop · g8 black knight · h8 black rook · a7 black pawn · b7 black pawn · e7 black pawn · f7 black pawn · g7 black pawn · h7 black pawn · c5 black pawn · d5 black pawn · c4 white pawn · d4 white pawn · a2 white pawn · b2 white pawn · e2 white pawn · f2 white pawn · g2 white pawn · h2 white pawn · a1 white rook · b1 white knight · c1 white bishop · d1 white queen · e1 white king · f1 white bishop · g1 white knight · h1 white rook | a8 black rook · b8 black knight · c8 black bishop · d8 black queen · e8 black king · f8 black bishop · g8 black knight · h8 black rook · a7 black pawn · b7 black pawn · e7 black pawn · f7 black pawn · g7 black pawn · h7 black pawn · c5 black pawn · d5 black pawn · c4 white pawn · d4 white pawn · a2 white pawn · b2 white pawn · e2 white pawn · f2 white pawn · g2 white pawn · h2 white pawn · a1 white rook · b1 white knight · c1 white bishop · d1 white queen · e1 white king · f1 white bishop · g1 white knight · h1 white rook | a8 black rook · b8 black knight · c8 black bishop · d8 black queen · e8 black king · f8 black bishop · g8 black knight · h8 black rook · a7 black pawn · b7 black pawn · e7 black pawn · f7 black pawn · g7 black pawn · h7 black pawn · c5 black pawn · d5 black pawn · c4 white pawn · d4 white pawn · a2 white pawn · b2 white pawn · e2 white pawn · f2 white pawn · g2 white pawn · h2 white pawn · a1 white rook · b1 white knight · c1 white bishop · d1 white queen · e1 white king · f1 white bishop · g1 white knight · h1 white rook | a8 black rook · b8 black knight · c8 black bishop · d8 black queen · e8 black king · f8 black bishop · g8 black knight · h8 black rook · a7 black pawn · b7 black pawn · e7 black pawn · f7 black pawn · g7 black pawn · h7 black pawn · c5 black pawn · d5 black pawn · c4 white pawn · d4 white pawn · a2 white pawn · b2 white pawn · e2 white pawn · f2 white pawn · g2 white pawn · h2 white pawn · a1 white rook · b1 white knight · c1 white bishop · d1 white queen · e1 white king · f1 white bishop · g1 white knight · h1 white rook | a8 black rook · b8 black knight · c8 black bishop · d8 black queen · e8 black king · f8 black bishop · g8 black knight · h8 black rook · a7 black pawn · b7 black pawn · e7 black pawn · f7 black pawn · g7 black pawn · h7 black pawn · c5 black pawn · d5 black pawn · c4 white pawn · d4 white pawn · a2 white pawn · b2 white pawn · e2 white pawn · f2 white pawn · g2 white pawn · h2 white pawn · a1 white rook · b1 white knight · c1 white bishop · d1 white queen · e1 white king · f1 white bishop · g1 white knight · h1 white rook | a8 black rook · b8 black knight · c8 black bishop · d8 black queen · e8 black king · f8 black bishop · g8 black knight · h8 black rook · a7 black pawn · b7 black pawn · e7 black pawn · f7 black pawn · g7 black pawn · h7 black pawn · c5 black pawn · d5 black pawn · c4 white pawn · d4 white pawn · a2 white pawn · b2 white pawn · e2 white pawn · f2 white pawn · g2 white pawn · h2 white pawn · a1 white rook · b1 white knight · c1 white bishop · d1 white queen · e1 white king · f1 white bishop · g1 white knight · h1 white rook | 6 |
| 5 | a8 black rook · b8 black knight · c8 black bishop · d8 black queen · e8 black king · f8 black bishop · g8 black knight · h8 black rook · a7 black pawn · b7 black pawn · e7 black pawn · f7 black pawn · g7 black pawn · h7 black pawn · c5 black pawn · d5 black pawn · c4 white pawn · d4 white pawn · a2 white pawn · b2 white pawn · e2 white pawn · f2 white pawn · g2 white pawn · h2 white pawn · a1 white rook · b1 white knight · c1 white bishop · d1 white queen · e1 white king · f1 white bishop · g1 white knight · h1 white rook | a8 black rook · b8 black knight · c8 black bishop · d8 black queen · e8 black king · f8 black bishop · g8 black knight · h8 black rook · a7 black pawn · b7 black pawn · e7 black pawn · f7 black pawn · g7 black pawn · h7 black pawn · c5 black pawn · d5 black pawn · c4 white pawn · d4 white pawn · a2 white pawn · b2 white pawn · e2 white pawn · f2 white pawn · g2 white pawn · h2 white pawn · a1 white rook · b1 white knight · c1 white bishop · d1 white queen · e1 white king · f1 white bishop · g1 white knight · h1 white rook | a8 black rook · b8 black knight · c8 black bishop · d8 black queen · e8 black king · f8 black bishop · g8 black knight · h8 black rook · a7 black pawn · b7 black pawn · e7 black pawn · f7 black pawn · g7 black pawn · h7 black pawn · c5 black pawn · d5 black pawn · c4 white pawn · d4 white pawn · a2 white pawn · b2 white pawn · e2 white pawn · f2 white pawn · g2 white pawn · h2 white pawn · a1 white rook · b1 white knight · c1 white bishop · d1 white queen · e1 white king · f1 white bishop · g1 white knight · h1 white rook | a8 black rook · b8 black knight · c8 black bishop · d8 black queen · e8 black king · f8 black bishop · g8 black knight · h8 black rook · a7 black pawn · b7 black pawn · e7 black pawn · f7 black pawn · g7 black pawn · h7 black pawn · c5 black pawn · d5 black pawn · c4 white pawn · d4 white pawn · a2 white pawn · b2 white pawn · e2 white pawn · f2 white pawn · g2 white pawn · h2 white pawn · a1 white rook · b1 white knight · c1 white bishop · d1 white queen · e1 white king · f1 white bishop · g1 white knight · h1 white rook | a8 black rook · b8 black knight · c8 black bishop · d8 black queen · e8 black king · f8 black bishop · g8 black knight · h8 black rook · a7 black pawn · b7 black pawn · e7 black pawn · f7 black pawn · g7 black pawn · h7 black pawn · c5 black pawn · d5 black pawn · c4 white pawn · d4 white pawn · a2 white pawn · b2 white pawn · e2 white pawn · f2 white pawn · g2 white pawn · h2 white pawn · a1 white rook · b1 white knight · c1 white bishop · d1 white queen · e1 white king · f1 white bishop · g1 white knight · h1 white rook | a8 black rook · b8 black knight · c8 black bishop · d8 black queen · e8 black king · f8 black bishop · g8 black knight · h8 black rook · a7 black pawn · b7 black pawn · e7 black pawn · f7 black pawn · g7 black pawn · h7 black pawn · c5 black pawn · d5 black pawn · c4 white pawn · d4 white pawn · a2 white pawn · b2 white pawn · e2 white pawn · f2 white pawn · g2 white pawn · h2 white pawn · a1 white rook · b1 white knight · c1 white bishop · d1 white queen · e1 white king · f1 white bishop · g1 white knight · h1 white rook | a8 black rook · b8 black knight · c8 black bishop · d8 black queen · e8 black king · f8 black bishop · g8 black knight · h8 black rook · a7 black pawn · b7 black pawn · e7 black pawn · f7 black pawn · g7 black pawn · h7 black pawn · c5 black pawn · d5 black pawn · c4 white pawn · d4 white pawn · a2 white pawn · b2 white pawn · e2 white pawn · f2 white pawn · g2 white pawn · h2 white pawn · a1 white rook · b1 white knight · c1 white bishop · d1 white queen · e1 white king · f1 white bishop · g1 white knight · h1 white rook | a8 black rook · b8 black knight · c8 black bishop · d8 black queen · e8 black king · f8 black bishop · g8 black knight · h8 black rook · a7 black pawn · b7 black pawn · e7 black pawn · f7 black pawn · g7 black pawn · h7 black pawn · c5 black pawn · d5 black pawn · c4 white pawn · d4 white pawn · a2 white pawn · b2 white pawn · e2 white pawn · f2 white pawn · g2 white pawn · h2 white pawn · a1 white rook · b1 white knight · c1 white bishop · d1 white queen · e1 white king · f1 white bishop · g1 white knight · h1 white rook | 5 |
| 4 | a8 black rook · b8 black knight · c8 black bishop · d8 black queen · e8 black king · f8 black bishop · g8 black knight · h8 black rook · a7 black pawn · b7 black pawn · e7 black pawn · f7 black pawn · g7 black pawn · h7 black pawn · c5 black pawn · d5 black pawn · c4 white pawn · d4 white pawn · a2 white pawn · b2 white pawn · e2 white pawn · f2 white pawn · g2 white pawn · h2 white pawn · a1 white rook · b1 white knight · c1 white bishop · d1 white queen · e1 white king · f1 white bishop · g1 white knight · h1 white rook | a8 black rook · b8 black knight · c8 black bishop · d8 black queen · e8 black king · f8 black bishop · g8 black knight · h8 black rook · a7 black pawn · b7 black pawn · e7 black pawn · f7 black pawn · g7 black pawn · h7 black pawn · c5 black pawn · d5 black pawn · c4 white pawn · d4 white pawn · a2 white pawn · b2 white pawn · e2 white pawn · f2 white pawn · g2 white pawn · h2 white pawn · a1 white rook · b1 white knight · c1 white bishop · d1 white queen · e1 white king · f1 white bishop · g1 white knight · h1 white rook | a8 black rook · b8 black knight · c8 black bishop · d8 black queen · e8 black king · f8 black bishop · g8 black knight · h8 black rook · a7 black pawn · b7 black pawn · e7 black pawn · f7 black pawn · g7 black pawn · h7 black pawn · c5 black pawn · d5 black pawn · c4 white pawn · d4 white pawn · a2 white pawn · b2 white pawn · e2 white pawn · f2 white pawn · g2 white pawn · h2 white pawn · a1 white rook · b1 white knight · c1 white bishop · d1 white queen · e1 white king · f1 white bishop · g1 white knight · h1 white rook | a8 black rook · b8 black knight · c8 black bishop · d8 black queen · e8 black king · f8 black bishop · g8 black knight · h8 black rook · a7 black pawn · b7 black pawn · e7 black pawn · f7 black pawn · g7 black pawn · h7 black pawn · c5 black pawn · d5 black pawn · c4 white pawn · d4 white pawn · a2 white pawn · b2 white pawn · e2 white pawn · f2 white pawn · g2 white pawn · h2 white pawn · a1 white rook · b1 white knight · c1 white bishop · d1 white queen · e1 white king · f1 white bishop · g1 white knight · h1 white rook | a8 black rook · b8 black knight · c8 black bishop · d8 black queen · e8 black king · f8 black bishop · g8 black knight · h8 black rook · a7 black pawn · b7 black pawn · e7 black pawn · f7 black pawn · g7 black pawn · h7 black pawn · c5 black pawn · d5 black pawn · c4 white pawn · d4 white pawn · a2 white pawn · b2 white pawn · e2 white pawn · f2 white pawn · g2 white pawn · h2 white pawn · a1 white rook · b1 white knight · c1 white bishop · d1 white queen · e1 white king · f1 white bishop · g1 white knight · h1 white rook | a8 black rook · b8 black knight · c8 black bishop · d8 black queen · e8 black king · f8 black bishop · g8 black knight · h8 black rook · a7 black pawn · b7 black pawn · e7 black pawn · f7 black pawn · g7 black pawn · h7 black pawn · c5 black pawn · d5 black pawn · c4 white pawn · d4 white pawn · a2 white pawn · b2 white pawn · e2 white pawn · f2 white pawn · g2 white pawn · h2 white pawn · a1 white rook · b1 white knight · c1 white bishop · d1 white queen · e1 white king · f1 white bishop · g1 white knight · h1 white rook | a8 black rook · b8 black knight · c8 black bishop · d8 black queen · e8 black king · f8 black bishop · g8 black knight · h8 black rook · a7 black pawn · b7 black pawn · e7 black pawn · f7 black pawn · g7 black pawn · h7 black pawn · c5 black pawn · d5 black pawn · c4 white pawn · d4 white pawn · a2 white pawn · b2 white pawn · e2 white pawn · f2 white pawn · g2 white pawn · h2 white pawn · a1 white rook · b1 white knight · c1 white bishop · d1 white queen · e1 white king · f1 white bishop · g1 white knight · h1 white rook | a8 black rook · b8 black knight · c8 black bishop · d8 black queen · e8 black king · f8 black bishop · g8 black knight · h8 black rook · a7 black pawn · b7 black pawn · e7 black pawn · f7 black pawn · g7 black pawn · h7 black pawn · c5 black pawn · d5 black pawn · c4 white pawn · d4 white pawn · a2 white pawn · b2 white pawn · e2 white pawn · f2 white pawn · g2 white pawn · h2 white pawn · a1 white rook · b1 white knight · c1 white bishop · d1 white queen · e1 white king · f1 white bishop · g1 white knight · h1 white rook | 4 |
| 3 | a8 black rook · b8 black knight · c8 black bishop · d8 black queen · e8 black king · f8 black bishop · g8 black knight · h8 black rook · a7 black pawn · b7 black pawn · e7 black pawn · f7 black pawn · g7 black pawn · h7 black pawn · c5 black pawn · d5 black pawn · c4 white pawn · d4 white pawn · a2 white pawn · b2 white pawn · e2 white pawn · f2 white pawn · g2 white pawn · h2 white pawn · a1 white rook · b1 white knight · c1 white bishop · d1 white queen · e1 white king · f1 white bishop · g1 white knight · h1 white rook | a8 black rook · b8 black knight · c8 black bishop · d8 black queen · e8 black king · f8 black bishop · g8 black knight · h8 black rook · a7 black pawn · b7 black pawn · e7 black pawn · f7 black pawn · g7 black pawn · h7 black pawn · c5 black pawn · d5 black pawn · c4 white pawn · d4 white pawn · a2 white pawn · b2 white pawn · e2 white pawn · f2 white pawn · g2 white pawn · h2 white pawn · a1 white rook · b1 white knight · c1 white bishop · d1 white queen · e1 white king · f1 white bishop · g1 white knight · h1 white rook | a8 black rook · b8 black knight · c8 black bishop · d8 black queen · e8 black king · f8 black bishop · g8 black knight · h8 black rook · a7 black pawn · b7 black pawn · e7 black pawn · f7 black pawn · g7 black pawn · h7 black pawn · c5 black pawn · d5 black pawn · c4 white pawn · d4 white pawn · a2 white pawn · b2 white pawn · e2 white pawn · f2 white pawn · g2 white pawn · h2 white pawn · a1 white rook · b1 white knight · c1 white bishop · d1 white queen · e1 white king · f1 white bishop · g1 white knight · h1 white rook | a8 black rook · b8 black knight · c8 black bishop · d8 black queen · e8 black king · f8 black bishop · g8 black knight · h8 black rook · a7 black pawn · b7 black pawn · e7 black pawn · f7 black pawn · g7 black pawn · h7 black pawn · c5 black pawn · d5 black pawn · c4 white pawn · d4 white pawn · a2 white pawn · b2 white pawn · e2 white pawn · f2 white pawn · g2 white pawn · h2 white pawn · a1 white rook · b1 white knight · c1 white bishop · d1 white queen · e1 white king · f1 white bishop · g1 white knight · h1 white rook | a8 black rook · b8 black knight · c8 black bishop · d8 black queen · e8 black king · f8 black bishop · g8 black knight · h8 black rook · a7 black pawn · b7 black pawn · e7 black pawn · f7 black pawn · g7 black pawn · h7 black pawn · c5 black pawn · d5 black pawn · c4 white pawn · d4 white pawn · a2 white pawn · b2 white pawn · e2 white pawn · f2 white pawn · g2 white pawn · h2 white pawn · a1 white rook · b1 white knight · c1 white bishop · d1 white queen · e1 white king · f1 white bishop · g1 white knight · h1 white rook | a8 black rook · b8 black knight · c8 black bishop · d8 black queen · e8 black king · f8 black bishop · g8 black knight · h8 black rook · a7 black pawn · b7 black pawn · e7 black pawn · f7 black pawn · g7 black pawn · h7 black pawn · c5 black pawn · d5 black pawn · c4 white pawn · d4 white pawn · a2 white pawn · b2 white pawn · e2 white pawn · f2 white pawn · g2 white pawn · h2 white pawn · a1 white rook · b1 white knight · c1 white bishop · d1 white queen · e1 white king · f1 white bishop · g1 white knight · h1 white rook | a8 black rook · b8 black knight · c8 black bishop · d8 black queen · e8 black king · f8 black bishop · g8 black knight · h8 black rook · a7 black pawn · b7 black pawn · e7 black pawn · f7 black pawn · g7 black pawn · h7 black pawn · c5 black pawn · d5 black pawn · c4 white pawn · d4 white pawn · a2 white pawn · b2 white pawn · e2 white pawn · f2 white pawn · g2 white pawn · h2 white pawn · a1 white rook · b1 white knight · c1 white bishop · d1 white queen · e1 white king · f1 white bishop · g1 white knight · h1 white rook | a8 black rook · b8 black knight · c8 black bishop · d8 black queen · e8 black king · f8 black bishop · g8 black knight · h8 black rook · a7 black pawn · b7 black pawn · e7 black pawn · f7 black pawn · g7 black pawn · h7 black pawn · c5 black pawn · d5 black pawn · c4 white pawn · d4 white pawn · a2 white pawn · b2 white pawn · e2 white pawn · f2 white pawn · g2 white pawn · h2 white pawn · a1 white rook · b1 white knight · c1 white bishop · d1 white queen · e1 white king · f1 white bishop · g1 white knight · h1 white rook | 3 |
| 2 | a8 black rook · b8 black knight · c8 black bishop · d8 black queen · e8 black king · f8 black bishop · g8 black knight · h8 black rook · a7 black pawn · b7 black pawn · e7 black pawn · f7 black pawn · g7 black pawn · h7 black pawn · c5 black pawn · d5 black pawn · c4 white pawn · d4 white pawn · a2 white pawn · b2 white pawn · e2 white pawn · f2 white pawn · g2 white pawn · h2 white pawn · a1 white rook · b1 white knight · c1 white bishop · d1 white queen · e1 white king · f1 white bishop · g1 white knight · h1 white rook | a8 black rook · b8 black knight · c8 black bishop · d8 black queen · e8 black king · f8 black bishop · g8 black knight · h8 black rook · a7 black pawn · b7 black pawn · e7 black pawn · f7 black pawn · g7 black pawn · h7 black pawn · c5 black pawn · d5 black pawn · c4 white pawn · d4 white pawn · a2 white pawn · b2 white pawn · e2 white pawn · f2 white pawn · g2 white pawn · h2 white pawn · a1 white rook · b1 white knight · c1 white bishop · d1 white queen · e1 white king · f1 white bishop · g1 white knight · h1 white rook | a8 black rook · b8 black knight · c8 black bishop · d8 black queen · e8 black king · f8 black bishop · g8 black knight · h8 black rook · a7 black pawn · b7 black pawn · e7 black pawn · f7 black pawn · g7 black pawn · h7 black pawn · c5 black pawn · d5 black pawn · c4 white pawn · d4 white pawn · a2 white pawn · b2 white pawn · e2 white pawn · f2 white pawn · g2 white pawn · h2 white pawn · a1 white rook · b1 white knight · c1 white bishop · d1 white queen · e1 white king · f1 white bishop · g1 white knight · h1 white rook | a8 black rook · b8 black knight · c8 black bishop · d8 black queen · e8 black king · f8 black bishop · g8 black knight · h8 black rook · a7 black pawn · b7 black pawn · e7 black pawn · f7 black pawn · g7 black pawn · h7 black pawn · c5 black pawn · d5 black pawn · c4 white pawn · d4 white pawn · a2 white pawn · b2 white pawn · e2 white pawn · f2 white pawn · g2 white pawn · h2 white pawn · a1 white rook · b1 white knight · c1 white bishop · d1 white queen · e1 white king · f1 white bishop · g1 white knight · h1 white rook | a8 black rook · b8 black knight · c8 black bishop · d8 black queen · e8 black king · f8 black bishop · g8 black knight · h8 black rook · a7 black pawn · b7 black pawn · e7 black pawn · f7 black pawn · g7 black pawn · h7 black pawn · c5 black pawn · d5 black pawn · c4 white pawn · d4 white pawn · a2 white pawn · b2 white pawn · e2 white pawn · f2 white pawn · g2 white pawn · h2 white pawn · a1 white rook · b1 white knight · c1 white bishop · d1 white queen · e1 white king · f1 white bishop · g1 white knight · h1 white rook | a8 black rook · b8 black knight · c8 black bishop · d8 black queen · e8 black king · f8 black bishop · g8 black knight · h8 black rook · a7 black pawn · b7 black pawn · e7 black pawn · f7 black pawn · g7 black pawn · h7 black pawn · c5 black pawn · d5 black pawn · c4 white pawn · d4 white pawn · a2 white pawn · b2 white pawn · e2 white pawn · f2 white pawn · g2 white pawn · h2 white pawn · a1 white rook · b1 white knight · c1 white bishop · d1 white queen · e1 white king · f1 white bishop · g1 white knight · h1 white rook | a8 black rook · b8 black knight · c8 black bishop · d8 black queen · e8 black king · f8 black bishop · g8 black knight · h8 black rook · a7 black pawn · b7 black pawn · e7 black pawn · f7 black pawn · g7 black pawn · h7 black pawn · c5 black pawn · d5 black pawn · c4 white pawn · d4 white pawn · a2 white pawn · b2 white pawn · e2 white pawn · f2 white pawn · g2 white pawn · h2 white pawn · a1 white rook · b1 white knight · c1 white bishop · d1 white queen · e1 white king · f1 white bishop · g1 white knight · h1 white rook | a8 black rook · b8 black knight · c8 black bishop · d8 black queen · e8 black king · f8 black bishop · g8 black knight · h8 black rook · a7 black pawn · b7 black pawn · e7 black pawn · f7 black pawn · g7 black pawn · h7 black pawn · c5 black pawn · d5 black pawn · c4 white pawn · d4 white pawn · a2 white pawn · b2 white pawn · e2 white pawn · f2 white pawn · g2 white pawn · h2 white pawn · a1 white rook · b1 white knight · c1 white bishop · d1 white queen · e1 white king · f1 white bishop · g1 white knight · h1 white rook | 2 |
| 1 | a8 black rook · b8 black knight · c8 black bishop · d8 black queen · e8 black king · f8 black bishop · g8 black knight · h8 black rook · a7 black pawn · b7 black pawn · e7 black pawn · f7 black pawn · g7 black pawn · h7 black pawn · c5 black pawn · d5 black pawn · c4 white pawn · d4 white pawn · a2 white pawn · b2 white pawn · e2 white pawn · f2 white pawn · g2 white pawn · h2 white pawn · a1 white rook · b1 white knight · c1 white bishop · d1 white queen · e1 white king · f1 white bishop · g1 white knight · h1 white rook | a8 black rook · b8 black knight · c8 black bishop · d8 black queen · e8 black king · f8 black bishop · g8 black knight · h8 black rook · a7 black pawn · b7 black pawn · e7 black pawn · f7 black pawn · g7 black pawn · h7 black pawn · c5 black pawn · d5 black pawn · c4 white pawn · d4 white pawn · a2 white pawn · b2 white pawn · e2 white pawn · f2 white pawn · g2 white pawn · h2 white pawn · a1 white rook · b1 white knight · c1 white bishop · d1 white queen · e1 white king · f1 white bishop · g1 white knight · h1 white rook | a8 black rook · b8 black knight · c8 black bishop · d8 black queen · e8 black king · f8 black bishop · g8 black knight · h8 black rook · a7 black pawn · b7 black pawn · e7 black pawn · f7 black pawn · g7 black pawn · h7 black pawn · c5 black pawn · d5 black pawn · c4 white pawn · d4 white pawn · a2 white pawn · b2 white pawn · e2 white pawn · f2 white pawn · g2 white pawn · h2 white pawn · a1 white rook · b1 white knight · c1 white bishop · d1 white queen · e1 white king · f1 white bishop · g1 white knight · h1 white rook | a8 black rook · b8 black knight · c8 black bishop · d8 black queen · e8 black king · f8 black bishop · g8 black knight · h8 black rook · a7 black pawn · b7 black pawn · e7 black pawn · f7 black pawn · g7 black pawn · h7 black pawn · c5 black pawn · d5 black pawn · c4 white pawn · d4 white pawn · a2 white pawn · b2 white pawn · e2 white pawn · f2 white pawn · g2 white pawn · h2 white pawn · a1 white rook · b1 white knight · c1 white bishop · d1 white queen · e1 white king · f1 white bishop · g1 white knight · h1 white rook | a8 black rook · b8 black knight · c8 black bishop · d8 black queen · e8 black king · f8 black bishop · g8 black knight · h8 black rook · a7 black pawn · b7 black pawn · e7 black pawn · f7 black pawn · g7 black pawn · h7 black pawn · c5 black pawn · d5 black pawn · c4 white pawn · d4 white pawn · a2 white pawn · b2 white pawn · e2 white pawn · f2 white pawn · g2 white pawn · h2 white pawn · a1 white rook · b1 white knight · c1 white bishop · d1 white queen · e1 white king · f1 white bishop · g1 white knight · h1 white rook | a8 black rook · b8 black knight · c8 black bishop · d8 black queen · e8 black king · f8 black bishop · g8 black knight · h8 black rook · a7 black pawn · b7 black pawn · e7 black pawn · f7 black pawn · g7 black pawn · h7 black pawn · c5 black pawn · d5 black pawn · c4 white pawn · d4 white pawn · a2 white pawn · b2 white pawn · e2 white pawn · f2 white pawn · g2 white pawn · h2 white pawn · a1 white rook · b1 white knight · c1 white bishop · d1 white queen · e1 white king · f1 white bishop · g1 white knight · h1 white rook | a8 black rook · b8 black knight · c8 black bishop · d8 black queen · e8 black king · f8 black bishop · g8 black knight · h8 black rook · a7 black pawn · b7 black pawn · e7 black pawn · f7 black pawn · g7 black pawn · h7 black pawn · c5 black pawn · d5 black pawn · c4 white pawn · d4 white pawn · a2 white pawn · b2 white pawn · e2 white pawn · f2 white pawn · g2 white pawn · h2 white pawn · a1 white rook · b1 white knight · c1 white bishop · d1 white queen · e1 white king · f1 white bishop · g1 white knight · h1 white rook | a8 black rook · b8 black knight · c8 black bishop · d8 black queen · e8 black king · f8 black bishop · g8 black knight · h8 black rook · a7 black pawn · b7 black pawn · e7 black pawn · f7 black pawn · g7 black pawn · h7 black pawn · c5 black pawn · d5 black pawn · c4 white pawn · d4 white pawn · a2 white pawn · b2 white pawn · e2 white pawn · f2 white pawn · g2 white pawn · h2 white pawn · a1 white rook · b1 white knight · c1 white bishop · d1 white queen · e1 white king · f1 white bishop · g1 white knight · h1 white rook | 1 |
|   | a | b | c | d | e | f | g | h |   |

## Клопке
```
1. Аутомат-клопка(1. д4 д5 2. ц4 д:ц4 3. е3 б5 4. а4 ц6 5. а:б5 ц:б5?? 6. Дф3)
```

Црни наседа на клопку, јер гледа како да заштити стеченог пешака. Бели искоришћава свој бољи развој и напада црног топа, приморавајући га да испусти једну фигуру са дамине стране. Црни може да препусти ловца играјући 6...Лб7, па након 7. Д:б7 Сбд7 да спаси топа. Препоручљивији је наставак са 6...Сц6 7. Д:ц6+ Лд7. У том случају црни након губитка коња добија један потез, јер бели мора да помера краљицу. Наставак са 6...Сц6 се сматра бољим, јер је коњ обично слабији од ловца у завршници. Клопка је добила име по томе што већина играча након 5. а:б5 реагује као аутомат погрешним потезом 5...ц:б5.
|   | a | b | c | d | e | f | g | h |   |
| 8 | a8 black rook · b8 black knight · c8 black bishop · d8 black queen · e8 black king · f8 black bishop · g8 black knight · h8 black rook · a7 black pawn · e7 black pawn · f7 black pawn · g7 black pawn · h7 black pawn · b5 black pawn · c4 black pawn · d4 white pawn · e3 white pawn · f3 white queen · b2 white pawn · f2 white pawn · g2 white pawn · h2 white pawn · a1 white rook · b1 white knight · c1 white bishop · e1 white king · f1 white bishop · g1 white knight · h1 white rook | a8 black rook · b8 black knight · c8 black bishop · d8 black queen · e8 black king · f8 black bishop · g8 black knight · h8 black rook · a7 black pawn · e7 black pawn · f7 black pawn · g7 black pawn · h7 black pawn · b5 black pawn · c4 black pawn · d4 white pawn · e3 white pawn · f3 white queen · b2 white pawn · f2 white pawn · g2 white pawn · h2 white pawn · a1 white rook · b1 white knight · c1 white bishop · e1 white king · f1 white bishop · g1 white knight · h1 white rook | a8 black rook · b8 black knight · c8 black bishop · d8 black queen · e8 black king · f8 black bishop · g8 black knight · h8 black rook · a7 black pawn · e7 black pawn · f7 black pawn · g7 black pawn · h7 black pawn · b5 black pawn · c4 black pawn · d4 white pawn · e3 white pawn · f3 white queen · b2 white pawn · f2 white pawn · g2 white pawn · h2 white pawn · a1 white rook · b1 white knight · c1 white bishop · e1 white king · f1 white bishop · g1 white knight · h1 white rook | a8 black rook · b8 black knight · c8 black bishop · d8 black queen · e8 black king · f8 black bishop · g8 black knight · h8 black rook · a7 black pawn · e7 black pawn · f7 black pawn · g7 black pawn · h7 black pawn · b5 black pawn · c4 black pawn · d4 white pawn · e3 white pawn · f3 white queen · b2 white pawn · f2 white pawn · g2 white pawn · h2 white pawn · a1 white rook · b1 white knight · c1 white bishop · e1 white king · f1 white bishop · g1 white knight · h1 white rook | a8 black rook · b8 black knight · c8 black bishop · d8 black queen · e8 black king · f8 black bishop · g8 black knight · h8 black rook · a7 black pawn · e7 black pawn · f7 black pawn · g7 black pawn · h7 black pawn · b5 black pawn · c4 black pawn · d4 white pawn · e3 white pawn · f3 white queen · b2 white pawn · f2 white pawn · g2 white pawn · h2 white pawn · a1 white rook · b1 white knight · c1 white bishop · e1 white king · f1 white bishop · g1 white knight · h1 white rook | a8 black rook · b8 black knight · c8 black bishop · d8 black queen · e8 black king · f8 black bishop · g8 black knight · h8 black rook · a7 black pawn · e7 black pawn · f7 black pawn · g7 black pawn · h7 black pawn · b5 black pawn · c4 black pawn · d4 white pawn · e3 white pawn · f3 white queen · b2 white pawn · f2 white pawn · g2 white pawn · h2 white pawn · a1 white rook · b1 white knight · c1 white bishop · e1 white king · f1 white bishop · g1 white knight · h1 white rook | a8 black rook · b8 black knight · c8 black bishop · d8 black queen · e8 black king · f8 black bishop · g8 black knight · h8 black rook · a7 black pawn · e7 black pawn · f7 black pawn · g7 black pawn · h7 black pawn · b5 black pawn · c4 black pawn · d4 white pawn · e3 white pawn · f3 white queen · b2 white pawn · f2 white pawn · g2 white pawn · h2 white pawn · a1 white rook · b1 white knight · c1 white bishop · e1 white king · f1 white bishop · g1 white knight · h1 white rook | a8 black rook · b8 black knight · c8 black bishop · d8 black queen · e8 black king · f8 black bishop · g8 black knight · h8 black rook · a7 black pawn · e7 black pawn · f7 black pawn · g7 black pawn · h7 black pawn · b5 black pawn · c4 black pawn · d4 white pawn · e3 white pawn · f3 white queen · b2 white pawn · f2 white pawn · g2 white pawn · h2 white pawn · a1 white rook · b1 white knight · c1 white bishop · e1 white king · f1 white bishop · g1 white knight · h1 white rook | 8 |
| 7 | a8 black rook · b8 black knight · c8 black bishop · d8 black queen · e8 black king · f8 black bishop · g8 black knight · h8 black rook · a7 black pawn · e7 black pawn · f7 black pawn · g7 black pawn · h7 black pawn · b5 black pawn · c4 black pawn · d4 white pawn · e3 white pawn · f3 white queen · b2 white pawn · f2 white pawn · g2 white pawn · h2 white pawn · a1 white rook · b1 white knight · c1 white bishop · e1 white king · f1 white bishop · g1 white knight · h1 white rook | a8 black rook · b8 black knight · c8 black bishop · d8 black queen · e8 black king · f8 black bishop · g8 black knight · h8 black rook · a7 black pawn · e7 black pawn · f7 black pawn · g7 black pawn · h7 black pawn · b5 black pawn · c4 black pawn · d4 white pawn · e3 white pawn · f3 white queen · b2 white pawn · f2 white pawn · g2 white pawn · h2 white pawn · a1 white rook · b1 white knight · c1 white bishop · e1 white king · f1 white bishop · g1 white knight · h1 white rook | a8 black rook · b8 black knight · c8 black bishop · d8 black queen · e8 black king · f8 black bishop · g8 black knight · h8 black rook · a7 black pawn · e7 black pawn · f7 black pawn · g7 black pawn · h7 black pawn · b5 black pawn · c4 black pawn · d4 white pawn · e3 white pawn · f3 white queen · b2 white pawn · f2 white pawn · g2 white pawn · h2 white pawn · a1 white rook · b1 white knight · c1 white bishop · e1 white king · f1 white bishop · g1 white knight · h1 white rook | a8 black rook · b8 black knight · c8 black bishop · d8 black queen · e8 black king · f8 black bishop · g8 black knight · h8 black rook · a7 black pawn · e7 black pawn · f7 black pawn · g7 black pawn · h7 black pawn · b5 black pawn · c4 black pawn · d4 white pawn · e3 white pawn · f3 white queen · b2 white pawn · f2 white pawn · g2 white pawn · h2 white pawn · a1 white rook · b1 white knight · c1 white bishop · e1 white king · f1 white bishop · g1 white knight · h1 white rook | a8 black rook · b8 black knight · c8 black bishop · d8 black queen · e8 black king · f8 black bishop · g8 black knight · h8 black rook · a7 black pawn · e7 black pawn · f7 black pawn · g7 black pawn · h7 black pawn · b5 black pawn · c4 black pawn · d4 white pawn · e3 white pawn · f3 white queen · b2 white pawn · f2 white pawn · g2 white pawn · h2 white pawn · a1 white rook · b1 white knight · c1 white bishop · e1 white king · f1 white bishop · g1 white knight · h1 white rook | a8 black rook · b8 black knight · c8 black bishop · d8 black queen · e8 black king · f8 black bishop · g8 black knight · h8 black rook · a7 black pawn · e7 black pawn · f7 black pawn · g7 black pawn · h7 black pawn · b5 black pawn · c4 black pawn · d4 white pawn · e3 white pawn · f3 white queen · b2 white pawn · f2 white pawn · g2 white pawn · h2 white pawn · a1 white rook · b1 white knight · c1 white bishop · e1 white king · f1 white bishop · g1 white knight · h1 white rook | a8 black rook · b8 black knight · c8 black bishop · d8 black queen · e8 black king · f8 black bishop · g8 black knight · h8 black rook · a7 black pawn · e7 black pawn · f7 black pawn · g7 black pawn · h7 black pawn · b5 black pawn · c4 black pawn · d4 white pawn · e3 white pawn · f3 white queen · b2 white pawn · f2 white pawn · g2 white pawn · h2 white pawn · a1 white rook · b1 white knight · c1 white bishop · e1 white king · f1 white bishop · g1 white knight · h1 white rook | a8 black rook · b8 black knight · c8 black bishop · d8 black queen · e8 black king · f8 black bishop · g8 black knight · h8 black rook · a7 black pawn · e7 black pawn · f7 black pawn · g7 black pawn · h7 black pawn · b5 black pawn · c4 black pawn · d4 white pawn · e3 white pawn · f3 white queen · b2 white pawn · f2 white pawn · g2 white pawn · h2 white pawn · a1 white rook · b1 white knight · c1 white bishop · e1 white king · f1 white bishop · g1 white knight · h1 white rook | 7 |
| 6 | a8 black rook · b8 black knight · c8 black bishop · d8 black queen · e8 black king · f8 black bishop · g8 black knight · h8 black rook · a7 black pawn · e7 black pawn · f7 black pawn · g7 black pawn · h7 black pawn · b5 black pawn · c4 black pawn · d4 white pawn · e3 white pawn · f3 white queen · b2 white pawn · f2 white pawn · g2 white pawn · h2 white pawn · a1 white rook · b1 white knight · c1 white bishop · e1 white king · f1 white bishop · g1 white knight · h1 white rook | a8 black rook · b8 black knight · c8 black bishop · d8 black queen · e8 black king · f8 black bishop · g8 black knight · h8 black rook · a7 black pawn · e7 black pawn · f7 black pawn · g7 black pawn · h7 black pawn · b5 black pawn · c4 black pawn · d4 white pawn · e3 white pawn · f3 white queen · b2 white pawn · f2 white pawn · g2 white pawn · h2 white pawn · a1 white rook · b1 white knight · c1 white bishop · e1 white king · f1 white bishop · g1 white knight · h1 white rook | a8 black rook · b8 black knight · c8 black bishop · d8 black queen · e8 black king · f8 black bishop · g8 black knight · h8 black rook · a7 black pawn · e7 black pawn · f7 black pawn · g7 black pawn · h7 black pawn · b5 black pawn · c4 black pawn · d4 white pawn · e3 white pawn · f3 white queen · b2 white pawn · f2 white pawn · g2 white pawn · h2 white pawn · a1 white rook · b1 white knight · c1 white bishop · e1 white king · f1 white bishop · g1 white knight · h1 white rook | a8 black rook · b8 black knight · c8 black bishop · d8 black queen · e8 black king · f8 black bishop · g8 black knight · h8 black rook · a7 black pawn · e7 black pawn · f7 black pawn · g7 black pawn · h7 black pawn · b5 black pawn · c4 black pawn · d4 white pawn · e3 white pawn · f3 white queen · b2 white pawn · f2 white pawn · g2 white pawn · h2 white pawn · a1 white rook · b1 white knight · c1 white bishop · e1 white king · f1 white bishop · g1 white knight · h1 white rook | a8 black rook · b8 black knight · c8 black bishop · d8 black queen · e8 black king · f8 black bishop · g8 black knight · h8 black rook · a7 black pawn · e7 black pawn · f7 black pawn · g7 black pawn · h7 black pawn · b5 black pawn · c4 black pawn · d4 white pawn · e3 white pawn · f3 white queen · b2 white pawn · f2 white pawn · g2 white pawn · h2 white pawn · a1 white rook · b1 white knight · c1 white bishop · e1 white king · f1 white bishop · g1 white knight · h1 white rook | a8 black rook · b8 black knight · c8 black bishop · d8 black queen · e8 black king · f8 black bishop · g8 black knight · h8 black rook · a7 black pawn · e7 black pawn · f7 black pawn · g7 black pawn · h7 black pawn · b5 black pawn · c4 black pawn · d4 white pawn · e3 white pawn · f3 white queen · b2 white pawn · f2 white pawn · g2 white pawn · h2 white pawn · a1 white rook · b1 white knight · c1 white bishop · e1 white king · f1 white bishop · g1 white knight · h1 white rook | a8 black rook · b8 black knight · c8 black bishop · d8 black queen · e8 black king · f8 black bishop · g8 black knight · h8 black rook · a7 black pawn · e7 black pawn · f7 black pawn · g7 black pawn · h7 black pawn · b5 black pawn · c4 black pawn · d4 white pawn · e3 white pawn · f3 white queen · b2 white pawn · f2 white pawn · g2 white pawn · h2 white pawn · a1 white rook · b1 white knight · c1 white bishop · e1 white king · f1 white bishop · g1 white knight · h1 white rook | a8 black rook · b8 black knight · c8 black bishop · d8 black queen · e8 black king · f8 black bishop · g8 black knight · h8 black rook · a7 black pawn · e7 black pawn · f7 black pawn · g7 black pawn · h7 black pawn · b5 black pawn · c4 black pawn · d4 white pawn · e3 white pawn · f3 white queen · b2 white pawn · f2 white pawn · g2 white pawn · h2 white pawn · a1 white rook · b1 white knight · c1 white bishop · e1 white king · f1 white bishop · g1 white knight · h1 white rook | 6 |
| 5 | a8 black rook · b8 black knight · c8 black bishop · d8 black queen · e8 black king · f8 black bishop · g8 black knight · h8 black rook · a7 black pawn · e7 black pawn · f7 black pawn · g7 black pawn · h7 black pawn · b5 black pawn · c4 black pawn · d4 white pawn · e3 white pawn · f3 white queen · b2 white pawn · f2 white pawn · g2 white pawn · h2 white pawn · a1 white rook · b1 white knight · c1 white bishop · e1 white king · f1 white bishop · g1 white knight · h1 white rook | a8 black rook · b8 black knight · c8 black bishop · d8 black queen · e8 black king · f8 black bishop · g8 black knight · h8 black rook · a7 black pawn · e7 black pawn · f7 black pawn · g7 black pawn · h7 black pawn · b5 black pawn · c4 black pawn · d4 white pawn · e3 white pawn · f3 white queen · b2 white pawn · f2 white pawn · g2 white pawn · h2 white pawn · a1 white rook · b1 white knight · c1 white bishop · e1 white king · f1 white bishop · g1 white knight · h1 white rook | a8 black rook · b8 black knight · c8 black bishop · d8 black queen · e8 black king · f8 black bishop · g8 black knight · h8 black rook · a7 black pawn · e7 black pawn · f7 black pawn · g7 black pawn · h7 black pawn · b5 black pawn · c4 black pawn · d4 white pawn · e3 white pawn · f3 white queen · b2 white pawn · f2 white pawn · g2 white pawn · h2 white pawn · a1 white rook · b1 white knight · c1 white bishop · e1 white king · f1 white bishop · g1 white knight · h1 white rook | a8 black rook · b8 black knight · c8 black bishop · d8 black queen · e8 black king · f8 black bishop · g8 black knight · h8 black rook · a7 black pawn · e7 black pawn · f7 black pawn · g7 black pawn · h7 black pawn · b5 black pawn · c4 black pawn · d4 white pawn · e3 white pawn · f3 white queen · b2 white pawn · f2 white pawn · g2 white pawn · h2 white pawn · a1 white rook · b1 white knight · c1 white bishop · e1 white king · f1 white bishop · g1 white knight · h1 white rook | a8 black rook · b8 black knight · c8 black bishop · d8 black queen · e8 black king · f8 black bishop · g8 black knight · h8 black rook · a7 black pawn · e7 black pawn · f7 black pawn · g7 black pawn · h7 black pawn · b5 black pawn · c4 black pawn · d4 white pawn · e3 white pawn · f3 white queen · b2 white pawn · f2 white pawn · g2 white pawn · h2 white pawn · a1 white rook · b1 white knight · c1 white bishop · e1 white king · f1 white bishop · g1 white knight · h1 white rook | a8 black rook · b8 black knight · c8 black bishop · d8 black queen · e8 black king · f8 black bishop · g8 black knight · h8 black rook · a7 black pawn · e7 black pawn · f7 black pawn · g7 black pawn · h7 black pawn · b5 black pawn · c4 black pawn · d4 white pawn · e3 white pawn · f3 white queen · b2 white pawn · f2 white pawn · g2 white pawn · h2 white pawn · a1 white rook · b1 white knight · c1 white bishop · e1 white king · f1 white bishop · g1 white knight · h1 white rook | a8 black rook · b8 black knight · c8 black bishop · d8 black queen · e8 black king · f8 black bishop · g8 black knight · h8 black rook · a7 black pawn · e7 black pawn · f7 black pawn · g7 black pawn · h7 black pawn · b5 black pawn · c4 black pawn · d4 white pawn · e3 white pawn · f3 white queen · b2 white pawn · f2 white pawn · g2 white pawn · h2 white pawn · a1 white rook · b1 white knight · c1 white bishop · e1 white king · f1 white bishop · g1 white knight · h1 white rook | a8 black rook · b8 black knight · c8 black bishop · d8 black queen · e8 black king · f8 black bishop · g8 black knight · h8 black rook · a7 black pawn · e7 black pawn · f7 black pawn · g7 black pawn · h7 black pawn · b5 black pawn · c4 black pawn · d4 white pawn · e3 white pawn · f3 white queen · b2 white pawn · f2 white pawn · g2 white pawn · h2 white pawn · a1 white rook · b1 white knight · c1 white bishop · e1 white king · f1 white bishop · g1 white knight · h1 white rook | 5 |
| 4 | a8 black rook · b8 black knight · c8 black bishop · d8 black queen · e8 black king · f8 black bishop · g8 black knight · h8 black rook · a7 black pawn · e7 black pawn · f7 black pawn · g7 black pawn · h7 black pawn · b5 black pawn · c4 black pawn · d4 white pawn · e3 white pawn · f3 white queen · b2 white pawn · f2 white pawn · g2 white pawn · h2 white pawn · a1 white rook · b1 white knight · c1 white bishop · e1 white king · f1 white bishop · g1 white knight · h1 white rook | a8 black rook · b8 black knight · c8 black bishop · d8 black queen · e8 black king · f8 black bishop · g8 black knight · h8 black rook · a7 black pawn · e7 black pawn · f7 black pawn · g7 black pawn · h7 black pawn · b5 black pawn · c4 black pawn · d4 white pawn · e3 white pawn · f3 white queen · b2 white pawn · f2 white pawn · g2 white pawn · h2 white pawn · a1 white rook · b1 white knight · c1 white bishop · e1 white king · f1 white bishop · g1 white knight · h1 white rook | a8 black rook · b8 black knight · c8 black bishop · d8 black queen · e8 black king · f8 black bishop · g8 black knight · h8 black rook · a7 black pawn · e7 black pawn · f7 black pawn · g7 black pawn · h7 black pawn · b5 black pawn · c4 black pawn · d4 white pawn · e3 white pawn · f3 white queen · b2 white pawn · f2 white pawn · g2 white pawn · h2 white pawn · a1 white rook · b1 white knight · c1 white bishop · e1 white king · f1 white bishop · g1 white knight · h1 white rook | a8 black rook · b8 black knight · c8 black bishop · d8 black queen · e8 black king · f8 black bishop · g8 black knight · h8 black rook · a7 black pawn · e7 black pawn · f7 black pawn · g7 black pawn · h7 black pawn · b5 black pawn · c4 black pawn · d4 white pawn · e3 white pawn · f3 white queen · b2 white pawn · f2 white pawn · g2 white pawn · h2 white pawn · a1 white rook · b1 white knight · c1 white bishop · e1 white king · f1 white bishop · g1 white knight · h1 white rook | a8 black rook · b8 black knight · c8 black bishop · d8 black queen · e8 black king · f8 black bishop · g8 black knight · h8 black rook · a7 black pawn · e7 black pawn · f7 black pawn · g7 black pawn · h7 black pawn · b5 black pawn · c4 black pawn · d4 white pawn · e3 white pawn · f3 white queen · b2 white pawn · f2 white pawn · g2 white pawn · h2 white pawn · a1 white rook · b1 white knight · c1 white bishop · e1 white king · f1 white bishop · g1 white knight · h1 white rook | a8 black rook · b8 black knight · c8 black bishop · d8 black queen · e8 black king · f8 black bishop · g8 black knight · h8 black rook · a7 black pawn · e7 black pawn · f7 black pawn · g7 black pawn · h7 black pawn · b5 black pawn · c4 black pawn · d4 white pawn · e3 white pawn · f3 white queen · b2 white pawn · f2 white pawn · g2 white pawn · h2 white pawn · a1 white rook · b1 white knight · c1 white bishop · e1 white king · f1 white bishop · g1 white knight · h1 white rook | a8 black rook · b8 black knight · c8 black bishop · d8 black queen · e8 black king · f8 black bishop · g8 black knight · h8 black rook · a7 black pawn · e7 black pawn · f7 black pawn · g7 black pawn · h7 black pawn · b5 black pawn · c4 black pawn · d4 white pawn · e3 white pawn · f3 white queen · b2 white pawn · f2 white pawn · g2 white pawn · h2 white pawn · a1 white rook · b1 white knight · c1 white bishop · e1 white king · f1 white bishop · g1 white knight · h1 white rook | a8 black rook · b8 black knight · c8 black bishop · d8 black queen · e8 black king · f8 black bishop · g8 black knight · h8 black rook · a7 black pawn · e7 black pawn · f7 black pawn · g7 black pawn · h7 black pawn · b5 black pawn · c4 black pawn · d4 white pawn · e3 white pawn · f3 white queen · b2 white pawn · f2 white pawn · g2 white pawn · h2 white pawn · a1 white rook · b1 white knight · c1 white bishop · e1 white king · f1 white bishop · g1 white knight · h1 white rook | 4 |
| 3 | a8 black rook · b8 black knight · c8 black bishop · d8 black queen · e8 black king · f8 black bishop · g8 black knight · h8 black rook · a7 black pawn · e7 black pawn · f7 black pawn · g7 black pawn · h7 black pawn · b5 black pawn · c4 black pawn · d4 white pawn · e3 white pawn · f3 white queen · b2 white pawn · f2 white pawn · g2 white pawn · h2 white pawn · a1 white rook · b1 white knight · c1 white bishop · e1 white king · f1 white bishop · g1 white knight · h1 white rook | a8 black rook · b8 black knight · c8 black bishop · d8 black queen · e8 black king · f8 black bishop · g8 black knight · h8 black rook · a7 black pawn · e7 black pawn · f7 black pawn · g7 black pawn · h7 black pawn · b5 black pawn · c4 black pawn · d4 white pawn · e3 white pawn · f3 white queen · b2 white pawn · f2 white pawn · g2 white pawn · h2 white pawn · a1 white rook · b1 white knight · c1 white bishop · e1 white king · f1 white bishop · g1 white knight · h1 white rook | a8 black rook · b8 black knight · c8 black bishop · d8 black queen · e8 black king · f8 black bishop · g8 black knight · h8 black rook · a7 black pawn · e7 black pawn · f7 black pawn · g7 black pawn · h7 black pawn · b5 black pawn · c4 black pawn · d4 white pawn · e3 white pawn · f3 white queen · b2 white pawn · f2 white pawn · g2 white pawn · h2 white pawn · a1 white rook · b1 white knight · c1 white bishop · e1 white king · f1 white bishop · g1 white knight · h1 white rook | a8 black rook · b8 black knight · c8 black bishop · d8 black queen · e8 black king · f8 black bishop · g8 black knight · h8 black rook · a7 black pawn · e7 black pawn · f7 black pawn · g7 black pawn · h7 black pawn · b5 black pawn · c4 black pawn · d4 white pawn · e3 white pawn · f3 white queen · b2 white pawn · f2 white pawn · g2 white pawn · h2 white pawn · a1 white rook · b1 white knight · c1 white bishop · e1 white king · f1 white bishop · g1 white knight · h1 white rook | a8 black rook · b8 black knight · c8 black bishop · d8 black queen · e8 black king · f8 black bishop · g8 black knight · h8 black rook · a7 black pawn · e7 black pawn · f7 black pawn · g7 black pawn · h7 black pawn · b5 black pawn · c4 black pawn · d4 white pawn · e3 white pawn · f3 white queen · b2 white pawn · f2 white pawn · g2 white pawn · h2 white pawn · a1 white rook · b1 white knight · c1 white bishop · e1 white king · f1 white bishop · g1 white knight · h1 white rook | a8 black rook · b8 black knight · c8 black bishop · d8 black queen · e8 black king · f8 black bishop · g8 black knight · h8 black rook · a7 black pawn · e7 black pawn · f7 black pawn · g7 black pawn · h7 black pawn · b5 black pawn · c4 black pawn · d4 white pawn · e3 white pawn · f3 white queen · b2 white pawn · f2 white pawn · g2 white pawn · h2 white pawn · a1 white rook · b1 white knight · c1 white bishop · e1 white king · f1 white bishop · g1 white knight · h1 white rook | a8 black rook · b8 black knight · c8 black bishop · d8 black queen · e8 black king · f8 black bishop · g8 black knight · h8 black rook · a7 black pawn · e7 black pawn · f7 black pawn · g7 black pawn · h7 black pawn · b5 black pawn · c4 black pawn · d4 white pawn · e3 white pawn · f3 white queen · b2 white pawn · f2 white pawn · g2 white pawn · h2 white pawn · a1 white rook · b1 white knight · c1 white bishop · e1 white king · f1 white bishop · g1 white knight · h1 white rook | a8 black rook · b8 black knight · c8 black bishop · d8 black queen · e8 black king · f8 black bishop · g8 black knight · h8 black rook · a7 black pawn · e7 black pawn · f7 black pawn · g7 black pawn · h7 black pawn · b5 black pawn · c4 black pawn · d4 white pawn · e3 white pawn · f3 white queen · b2 white pawn · f2 white pawn · g2 white pawn · h2 white pawn · a1 white rook · b1 white knight · c1 white bishop · e1 white king · f1 white bishop · g1 white knight · h1 white rook | 3 |
| 2 | a8 black rook · b8 black knight · c8 black bishop · d8 black queen · e8 black king · f8 black bishop · g8 black knight · h8 black rook · a7 black pawn · e7 black pawn · f7 black pawn · g7 black pawn · h7 black pawn · b5 black pawn · c4 black pawn · d4 white pawn · e3 white pawn · f3 white queen · b2 white pawn · f2 white pawn · g2 white pawn · h2 white pawn · a1 white rook · b1 white knight · c1 white bishop · e1 white king · f1 white bishop · g1 white knight · h1 white rook | a8 black rook · b8 black knight · c8 black bishop · d8 black queen · e8 black king · f8 black bishop · g8 black knight · h8 black rook · a7 black pawn · e7 black pawn · f7 black pawn · g7 black pawn · h7 black pawn · b5 black pawn · c4 black pawn · d4 white pawn · e3 white pawn · f3 white queen · b2 white pawn · f2 white pawn · g2 white pawn · h2 white pawn · a1 white rook · b1 white knight · c1 white bishop · e1 white king · f1 white bishop · g1 white knight · h1 white rook | a8 black rook · b8 black knight · c8 black bishop · d8 black queen · e8 black king · f8 black bishop · g8 black knight · h8 black rook · a7 black pawn · e7 black pawn · f7 black pawn · g7 black pawn · h7 black pawn · b5 black pawn · c4 black pawn · d4 white pawn · e3 white pawn · f3 white queen · b2 white pawn · f2 white pawn · g2 white pawn · h2 white pawn · a1 white rook · b1 white knight · c1 white bishop · e1 white king · f1 white bishop · g1 white knight · h1 white rook | a8 black rook · b8 black knight · c8 black bishop · d8 black queen · e8 black king · f8 black bishop · g8 black knight · h8 black rook · a7 black pawn · e7 black pawn · f7 black pawn · g7 black pawn · h7 black pawn · b5 black pawn · c4 black pawn · d4 white pawn · e3 white pawn · f3 white queen · b2 white pawn · f2 white pawn · g2 white pawn · h2 white pawn · a1 white rook · b1 white knight · c1 white bishop · e1 white king · f1 white bishop · g1 white knight · h1 white rook | a8 black rook · b8 black knight · c8 black bishop · d8 black queen · e8 black king · f8 black bishop · g8 black knight · h8 black rook · a7 black pawn · e7 black pawn · f7 black pawn · g7 black pawn · h7 black pawn · b5 black pawn · c4 black pawn · d4 white pawn · e3 white pawn · f3 white queen · b2 white pawn · f2 white pawn · g2 white pawn · h2 white pawn · a1 white rook · b1 white knight · c1 white bishop · e1 white king · f1 white bishop · g1 white knight · h1 white rook | a8 black rook · b8 black knight · c8 black bishop · d8 black queen · e8 black king · f8 black bishop · g8 black knight · h8 black rook · a7 black pawn · e7 black pawn · f7 black pawn · g7 black pawn · h7 black pawn · b5 black pawn · c4 black pawn · d4 white pawn · e3 white pawn · f3 white queen · b2 white pawn · f2 white pawn · g2 white pawn · h2 white pawn · a1 white rook · b1 white knight · c1 white bishop · e1 white king · f1 white bishop · g1 white knight · h1 white rook | a8 black rook · b8 black knight · c8 black bishop · d8 black queen · e8 black king · f8 black bishop · g8 black knight · h8 black rook · a7 black pawn · e7 black pawn · f7 black pawn · g7 black pawn · h7 black pawn · b5 black pawn · c4 black pawn · d4 white pawn · e3 white pawn · f3 white queen · b2 white pawn · f2 white pawn · g2 white pawn · h2 white pawn · a1 white rook · b1 white knight · c1 white bishop · e1 white king · f1 white bishop · g1 white knight · h1 white rook | a8 black rook · b8 black knight · c8 black bishop · d8 black queen · e8 black king · f8 black bishop · g8 black knight · h8 black rook · a7 black pawn · e7 black pawn · f7 black pawn · g7 black pawn · h7 black pawn · b5 black pawn · c4 black pawn · d4 white pawn · e3 white pawn · f3 white queen · b2 white pawn · f2 white pawn · g2 white pawn · h2 white pawn · a1 white rook · b1 white knight · c1 white bishop · e1 white king · f1 white bishop · g1 white knight · h1 white rook | 2 |
| 1 | a8 black rook · b8 black knight · c8 black bishop · d8 black queen · e8 black king · f8 black bishop · g8 black knight · h8 black rook · a7 black pawn · e7 black pawn · f7 black pawn · g7 black pawn · h7 black pawn · b5 black pawn · c4 black pawn · d4 white pawn · e3 white pawn · f3 white queen · b2 white pawn · f2 white pawn · g2 white pawn · h2 white pawn · a1 white rook · b1 white knight · c1 white bishop · e1 white king · f1 white bishop · g1 white knight · h1 white rook | a8 black rook · b8 black knight · c8 black bishop · d8 black queen · e8 black king · f8 black bishop · g8 black knight · h8 black rook · a7 black pawn · e7 black pawn · f7 black pawn · g7 black pawn · h7 black pawn · b5 black pawn · c4 black pawn · d4 white pawn · e3 white pawn · f3 white queen · b2 white pawn · f2 white pawn · g2 white pawn · h2 white pawn · a1 white rook · b1 white knight · c1 white bishop · e1 white king · f1 white bishop · g1 white knight · h1 white rook | a8 black rook · b8 black knight · c8 black bishop · d8 black queen · e8 black king · f8 black bishop · g8 black knight · h8 black rook · a7 black pawn · e7 black pawn · f7 black pawn · g7 black pawn · h7 black pawn · b5 black pawn · c4 black pawn · d4 white pawn · e3 white pawn · f3 white queen · b2 white pawn · f2 white pawn · g2 white pawn · h2 white pawn · a1 white rook · b1 white knight · c1 white bishop · e1 white king · f1 white bishop · g1 white knight · h1 white rook | a8 black rook · b8 black knight · c8 black bishop · d8 black queen · e8 black king · f8 black bishop · g8 black knight · h8 black rook · a7 black pawn · e7 black pawn · f7 black pawn · g7 black pawn · h7 black pawn · b5 black pawn · c4 black pawn · d4 white pawn · e3 white pawn · f3 white queen · b2 white pawn · f2 white pawn · g2 white pawn · h2 white pawn · a1 white rook · b1 white knight · c1 white bishop · e1 white king · f1 white bishop · g1 white knight · h1 white rook | a8 black rook · b8 black knight · c8 black bishop · d8 black queen · e8 black king · f8 black bishop · g8 black knight · h8 black rook · a7 black pawn · e7 black pawn · f7 black pawn · g7 black pawn · h7 black pawn · b5 black pawn · c4 black pawn · d4 white pawn · e3 white pawn · f3 white queen · b2 white pawn · f2 white pawn · g2 white pawn · h2 white pawn · a1 white rook · b1 white knight · c1 white bishop · e1 white king · f1 white bishop · g1 white knight · h1 white rook | a8 black rook · b8 black knight · c8 black bishop · d8 black queen · e8 black king · f8 black bishop · g8 black knight · h8 black rook · a7 black pawn · e7 black pawn · f7 black pawn · g7 black pawn · h7 black pawn · b5 black pawn · c4 black pawn · d4 white pawn · e3 white pawn · f3 white queen · b2 white pawn · f2 white pawn · g2 white pawn · h2 white pawn · a1 white rook · b1 white knight · c1 white bishop · e1 white king · f1 white bishop · g1 white knight · h1 white rook | a8 black rook · b8 black knight · c8 black bishop · d8 black queen · e8 black king · f8 black bishop · g8 black knight · h8 black rook · a7 black pawn · e7 black pawn · f7 black pawn · g7 black pawn · h7 black pawn · b5 black pawn · c4 black pawn · d4 white pawn · e3 white pawn · f3 white queen · b2 white pawn · f2 white pawn · g2 white pawn · h2 white pawn · a1 white rook · b1 white knight · c1 white bishop · e1 white king · f1 white bishop · g1 white knight · h1 white rook | a8 black rook · b8 black knight · c8 black bishop · d8 black queen · e8 black king · f8 black bishop · g8 black knight · h8 black rook · a7 black pawn · e7 black pawn · f7 black pawn · g7 black pawn · h7 black pawn · b5 black pawn · c4 black pawn · d4 white pawn · e3 white pawn · f3 white queen · b2 white pawn · f2 white pawn · g2 white pawn · h2 white pawn · a1 white rook · b1 white knight · c1 white bishop · e1 white king · f1 white bishop · g1 white knight · h1 white rook | 1 |
|   | a | b | c | d | e | f | g | h |   |